# FFH-Gebiet Wälder der Hüttener Berge
Das FFH-Gebiet Wälder der Hüttener Berge ist ein NATURA 2000-Schutzgebiet in Schleswig-Holstein im Kreis Rendsburg-Eckernförde in den Gemeinden Hütten, Ascheffel, Brekendorf, Ahlefeld-Bistensee, Damendorf, Klein Wittensee und Holzbunge.
Grenzend an das westlich gelegene ”FFH-Gebiet Binnendünen- und Moorlandschaft im Sorgetal“ liegt es in der Landschaft ”Hüttener Berge“ (Landschafts-ID 70103), die vom Bundesamt für Naturschutz (BfN) als Landschaft von geringer naturschutzfachlicher Bedeutung bewertet wird. Diese ist wiederum Teil der Naturräumlichen Großregion 2. Ordnung ”Schleswig-Holsteinisches Hügelland“.
Das FFH-Gebiet Wälder der Hüttener Berge besteht aus elf räumlich getrennten Waldgebieten, die alle zum Staatsforst Rendsburg gehören, siehe Tabelle 1.
| Lfd. Nr. | Name                  | Gemeinde                        | Größe [ha] | Lage |
| -------- | --------------------- | ------------------------------- | ---------- | ---- |
| 1        | Gehege Krummland      | Hütten u. Ascheffel             | 95         | ⊙    |
| 2        | Forst Brekendorf      | Brekendorf                      | 116        | ⊙    |
| 3        | Gehege Brammerberg    | Ascheffel                       | 13,1       | ⊙    |
| 4        | Gehege Wellbörn       | Ascheffel                       | 10,3       | ⊙    |
| 5        | Gehege Holzkoppel     | Ascheffel                       | 13,1       | ⊙    |
| 6        | Gehege Fresenboje     | Ahlefeld-Bistensee u. Damendorf | 45         | ⊙    |
| 7        | Gehege Silberbergen   | Ahlefeld-Bistensee u. Ascheffel | 45         | ⊙    |
| 8        | Gehege Ahlefeld       | Ahlefeld-Bistensee              | 37,5       | ⊙    |
| 9        | Gehege Schierenskroog | Holzbunge                       | 13,8       | ⊙    |
| 10       | Gehege Vosskuhlenmaas | Holzbunge                       | 15,9       | ⊙    |
| 11       | Gehege Bockholt       | Holzbunge                       | 10,9       | ⊙    |

Das FFH-Gebiet erstreckt sich auf einer Länge von 8,2 Kilometer vom Nordrand der Gemeinde Ascheffel südlich der Bundesstraße 76 bis zum Südufer des Bistensees mit dem Gehege Schierenskoog im Norden der Gemeinde Holzbunge nördlich der Bundesstraße B 205. Es hat eine Fläche von 416 Hektar. Die höchste Erhebung im FFH-Gebiet mit 98,3 Meter über Normalhöhennull (NHN) ist der Heidberg am Ostrand des Forstes Brekendorf in der Mitte der Hüttener Berge. Der niedrigste Bereich liegt im nördlichsten FFH-Teilgebiet am Ostrand des Geheges Krummland mit 6 Meter über NHN.
Das FFH-Gebiet liegt am Südhang einer Endmoräne der Weichsel-Kaltzeit, mit Geschiebelehm und -mergel. Das FFH-Gebiet ist nahezu vollständig mit der FFH-Lebensraumklasse Laubwald bedeckt, siehe Diagramm 1. Es handelt sich mehrheitlich um historische Waldstandorte, die bereits 1805 in der Karte des Herzogtum Schleswig des dänischen Kartografen Johann Heinrich Christian du Plat verzeichnet waren.

## FFH-Gebietsgeschichte und Naturschutzumgebung
Der NATURA 2000-Standard-Datenbogen (SDB) für dieses FFH-Gebiet wurde im Mai 2004 vom Landesamt für Landwirtschaft, Umwelt und ländliche Räume (LLUR) des Landes Schleswig-Holstein erstellt, im September 2004 als Gebiet von gemeinschaftlicher Bedeutung (GGB) vorgeschlagen, im Oktober 2007 von der EU als GGB bestätigt und im Januar 2010 national nach § 32 Absatz 2 bis 4 BNatSchG in Verbindung mit § 23 LNatSchG als besonderes Erhaltungsgebiet (BEG) bestätigt. Der SDB wurde zuletzt im Mai 2017 aktualisiert. Der Managementplan für das FFH-Gebiet wurde am 10. Dezember 2013 veröffentlicht. Das FFH-Gebiet gehört zum überwiegenden Teil den Schleswig-Holsteinischen Landesforsten A.ö.R., siehe Diagramm 2. Aus diesem Grund wurde vom LLUR kein Betreuer benannt.
Bis auf die Wälder um den Bistensee liegen alle Wälder des FFH-Gebietes in einem Schwerpunktbereich des landesweiten Biotopverbundsystems. Die Wälder um den Bistensee sind Verbundachsen dieses Systems. Im Gehege Krummland sind Teile des Waldes als Naturwald ausgewiesen.
Das FFH-Gebiet ist Teil des am 9. März 2001 gegründetem Landschaftsschutzgebietes Wittensee, Hüttener und Duvenstedter Berge und Teil des Naturparks Hüttener Berge. Laut Landschaftsrahmenplan von 2020 ist eine weitergehende Unterschutzstellung des FFH-Gebietes nicht geplant.

## FFH-Erhaltungsgegenstand
Laut Standard-Datenbogen vom Mai 2019 sind folgende FFH-Lebensraumtypen (LRT) und Arten für das Gesamtgebiet als FFH-Erhaltungsgegenstände mit den entsprechenden Beurteilungen zum Erhaltungszustand der Umweltbehörde der Europäischen Union gemeldet worden (Gebräuchliche Kurzbezeichnung (BfN)): FFH-Lebensraumtypen nach Anhang I der EU-Richtlinie:
- 3160 Dystrophe Stillgewässer (Gesamtbeurteilung C)[14]
- 7140 Übergangs- und Schwingrasenmoore (Gesamtbeurteilung C)[15]
- 9110 Hainsimsen-Buchenwälder (Gesamtbeurteilung B)[16]
- 9120* Atlantischer, saurer Buchenwald mit Unterholz aus Stechpalme und gelegentlich Eibe (Gesamtbeurteilung B)[17]
- 9130 Waldmeister-Buchenwälder (Gesamtbeurteilung B)[18]
- 91E0* Erlen-Eschen- und Weichholzauenwälder (Gesamtbeurteilung C)[19]

Knapp vier Zehntel der Gebietsfläche ist mit dem LRT 9130 Waldmeister-Buchenwälder bedeckt, gefolgt von einem Viertel mit 9110 Hainsimsen-Buchenwälder. Fast die Hälfte der Fläche ist keinem Lebensraumtyp zugeordnet, siehe Diagramm 3.

## FFH-Erhaltungsziele
Aus den oben aufgeführten FFH-Erhaltungsgegenständen werden als FFH-Erhaltungsziele von besonderer Bedeutung die Erhaltung folgender Lebensraumtypen und Arten im FFH-Gebiet vom Ministerium für Energiewende, Landwirtschaft, Umwelt und ländliche Räume des Landes Schleswig-Holstein erklärt:
- 3160 Dystrophe Stillgewässer
- 7140 Übergangs- und Schwingrasenmoore
- 9110 Hainsimsen-Buchenwälder
- 9120* Atlantischer, saurer Buchenwald mit Unterholz aus Stechpalme und gelegentlich Eibe
- 9130 Waldmeister-Buchenwälder

Aus den oben aufgeführten FFH-Erhaltungsgegenständen werden als FFH-Erhaltungsziele von Bedeutung die Erhaltung folgender Lebensraumtypen und Arten im FFH-Gebiet vom Ministerium für Energiewende, Landwirtschaft, Umwelt und ländliche Räume des Landes Schleswig-Holstein erklärt:
- 7140 Übergangs- und Schwingrasenmoore

## FFH-Teilgebiete

### Gehege Krummland

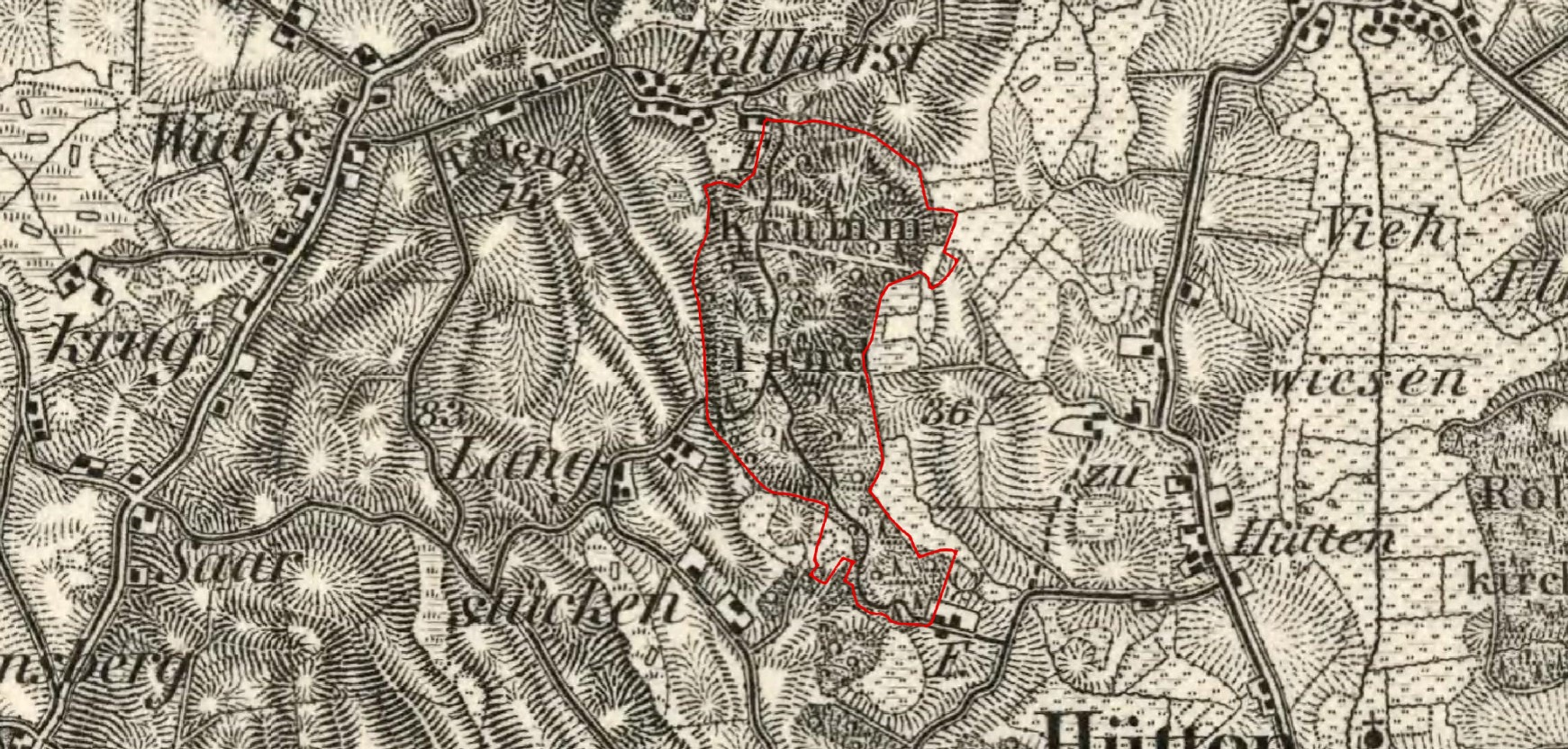
Bild 1: FFH-Teilgebiet Gehege Krummland um 1893 (rot umrandet)

Das Gehege Krummland ist das nördlichste Teilgebiet des FFH-Gebietes Wälder der Hüttener Berge. Es ist mit 95 Hektar das zweitgrößte Teilgebiet und erstreckt sich 1,8 Kilometer vom Hüttener Ortsteil Krummland  im Norden bis zum Hüttener Ortsteil Försterei im Süden. Im Westen, Süden und Osten schließen sich weitere Wälder an, die außerhalb des FFH-Gebietes liegen.
Das Gehege Krummland wird weitgehend durch den FFH-LRT 9130 Waldmeister-Buchenwälder bestimmt. Über die gesamte Fläche verteilt sind einige feuchte Senken mit dem FFH-LRT 91E0* Erlen-Eschen- und Weichholzauenwälder bestockt. Das Gelände fällt von 36 Meter über NHN im Westen auf 7 Meter über NHN im Osten ab. Am Westrand befinden sich einige Quellbereiche. Im Südwesten liegt ein Niedermoor- und Sumpfgebiet. Im Süden queren mehrere kleine Fließgewässer das Gebiet von West nach Ost. Das gesamte Oberflächenwasser fließt schließlich über die Große Hüttener Au bei Fleckeby in die Schlei.
An den Rändern des Teilgebietes sind die Baumbestände konzentriert, deren Alter mehr als 100 Jahre beträgt. Um 1893 waren die angrenzenden Waldbereiche noch Ackerland, siehe Bild 1. Dieses Teilgebiet hat zudem den höchsten Anteil an Naturwald aller Teilgebiete.
Das Gehege Krummland ist mit einem dichten Forstwegenetz versehen. Vom Ortsteil Försterei bis zum Ortsteil Krummland ist auf ganzer Länge ein Reitweg angelegt worden. Vom westlich des FFH-Gebietes liegendem Waldstück nördlich der Straße Rutschrader Moor im Ascheffeler Ortsteil Langstücken über das nördliche FFH-Gebiet bis in den Ortsteil Krummland der Gemeinde Hütten ist ein Waldlehrpfad eingerichtet worden.

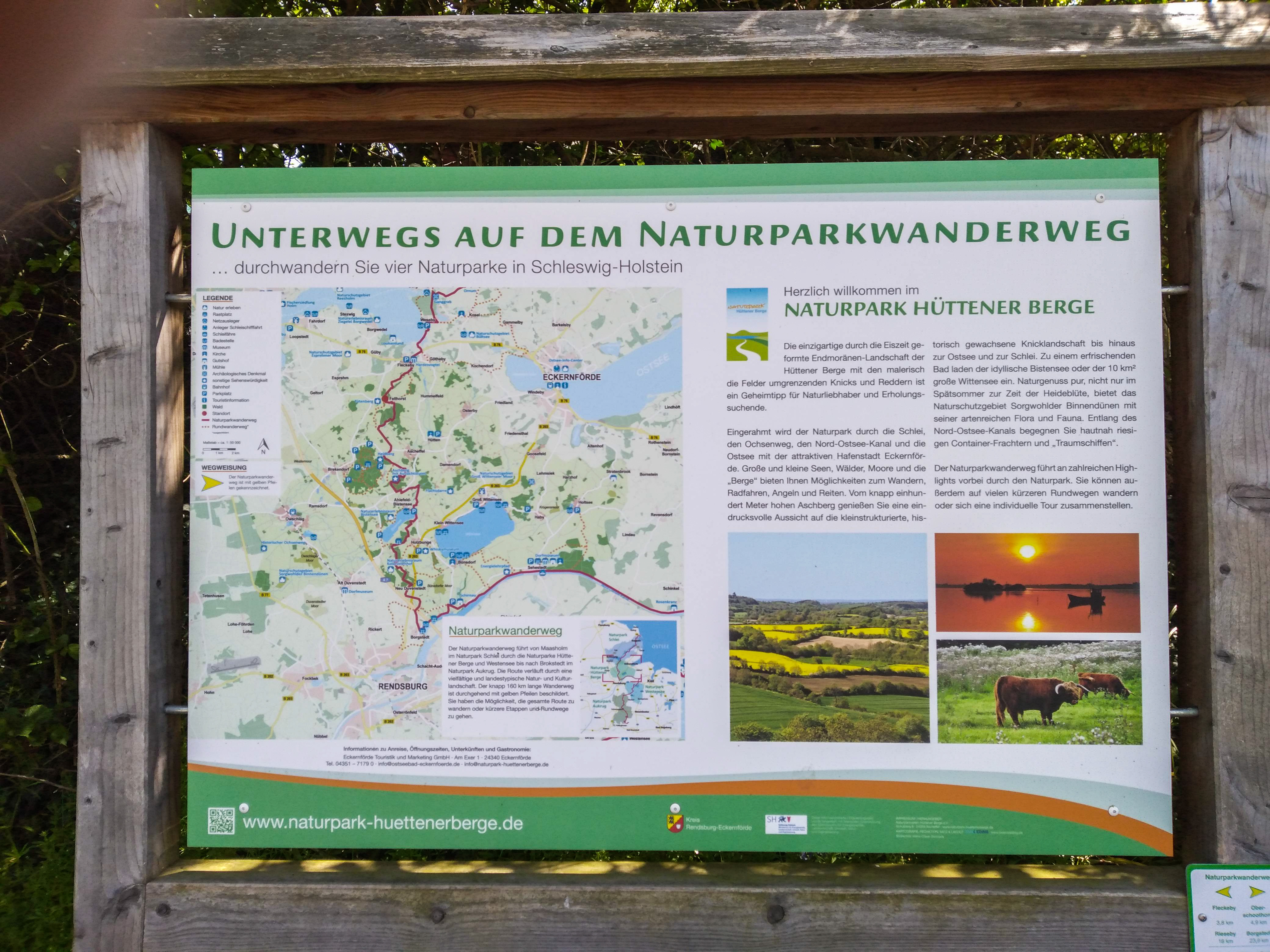
Parkplatz Krummland in Hummelfeld
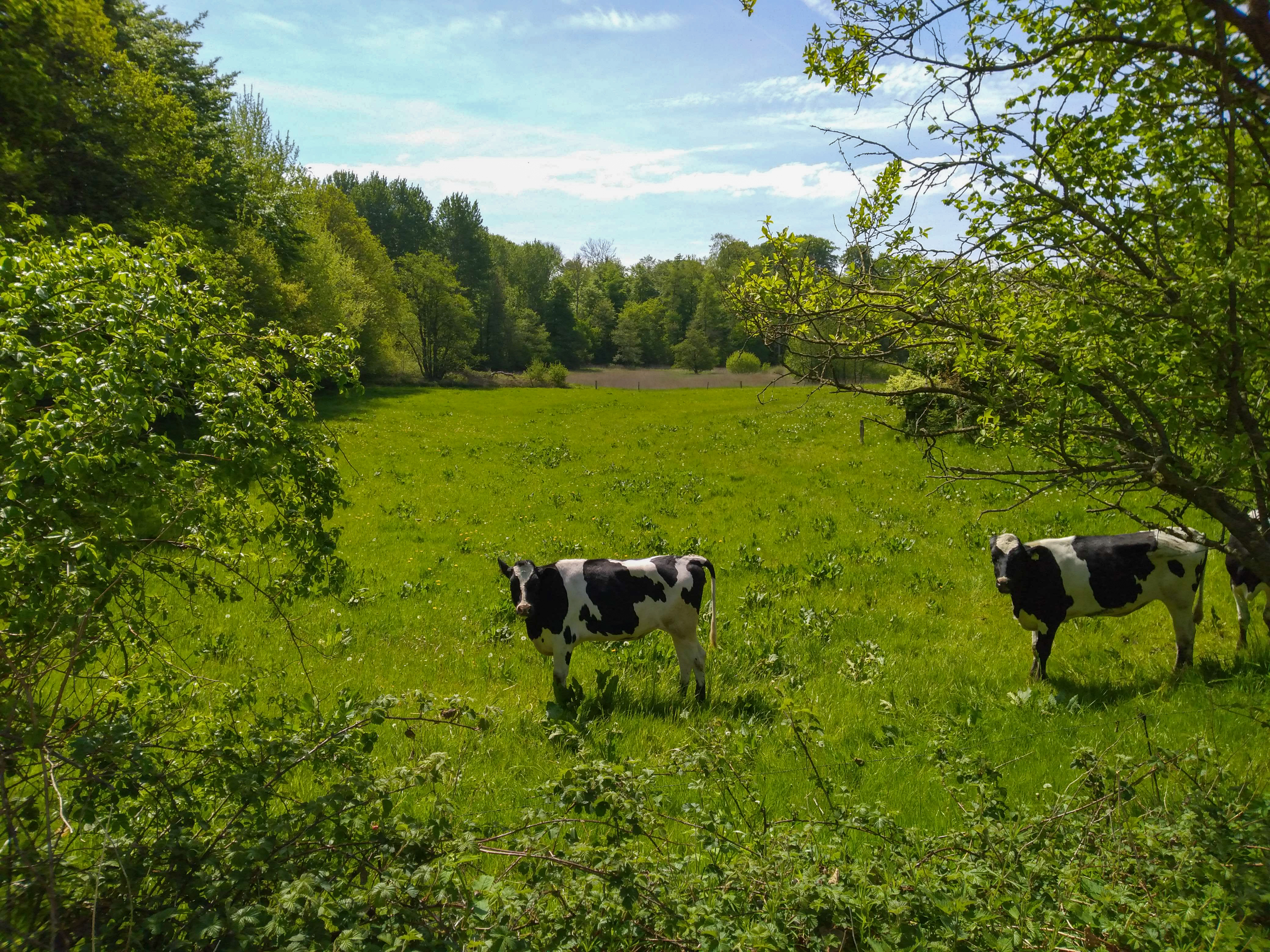
Nordrand Gehege Krummland
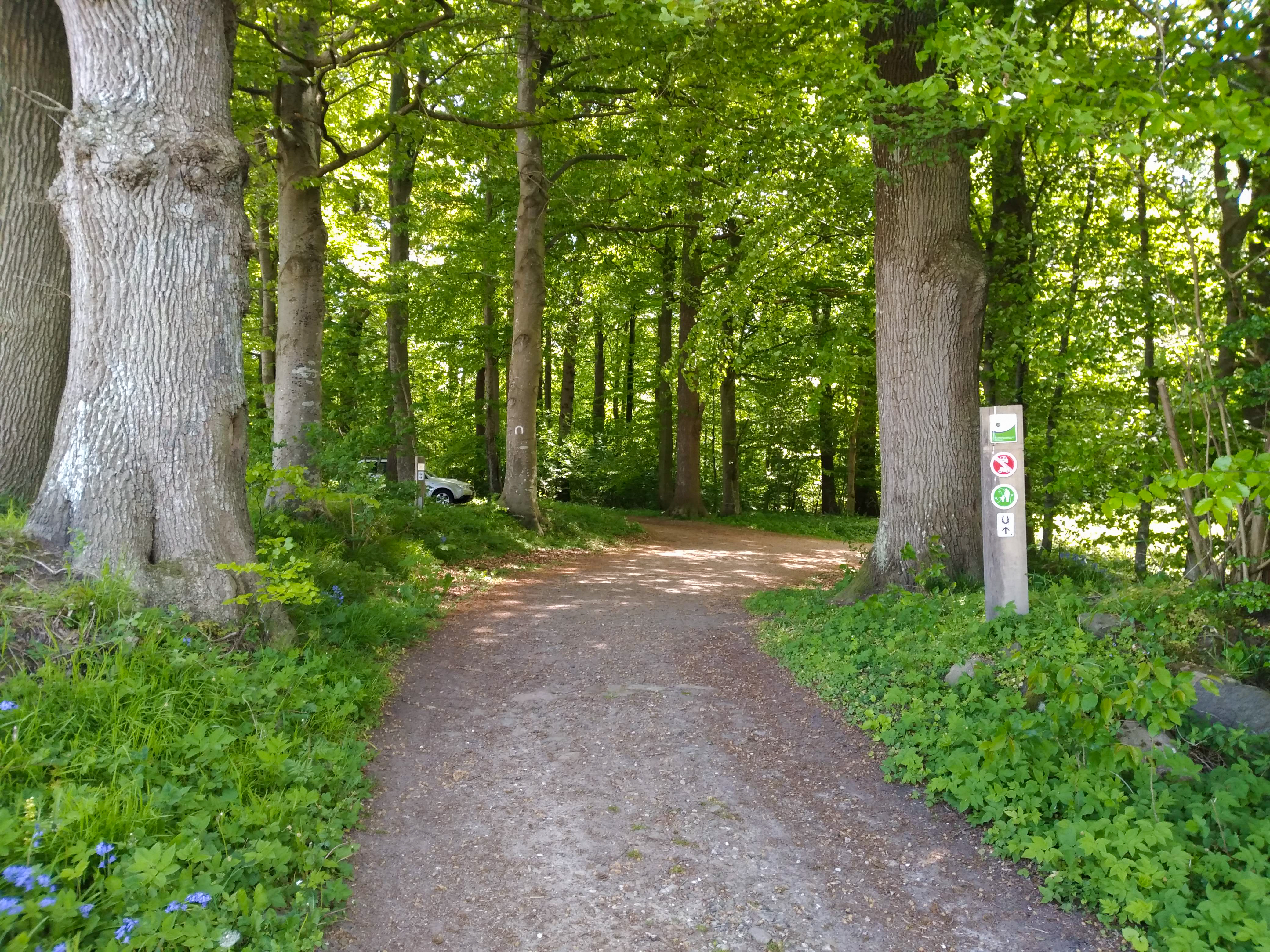
Nordzugang Gehege Krummland
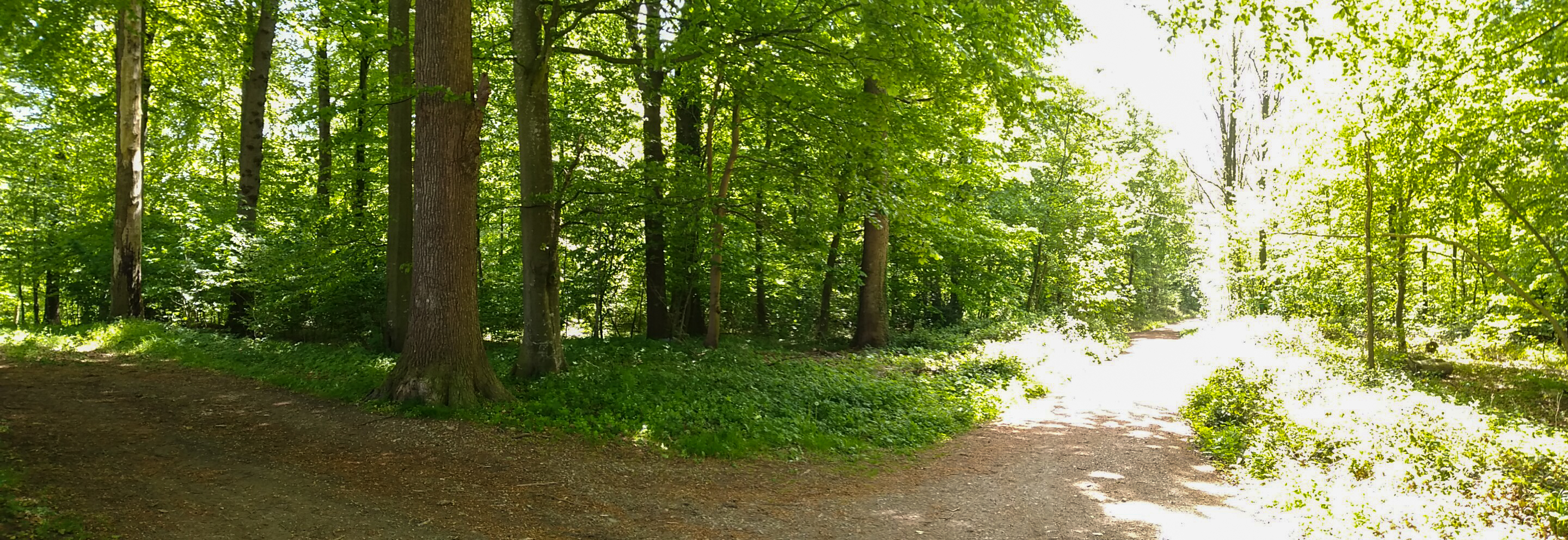
Gehege Krummland
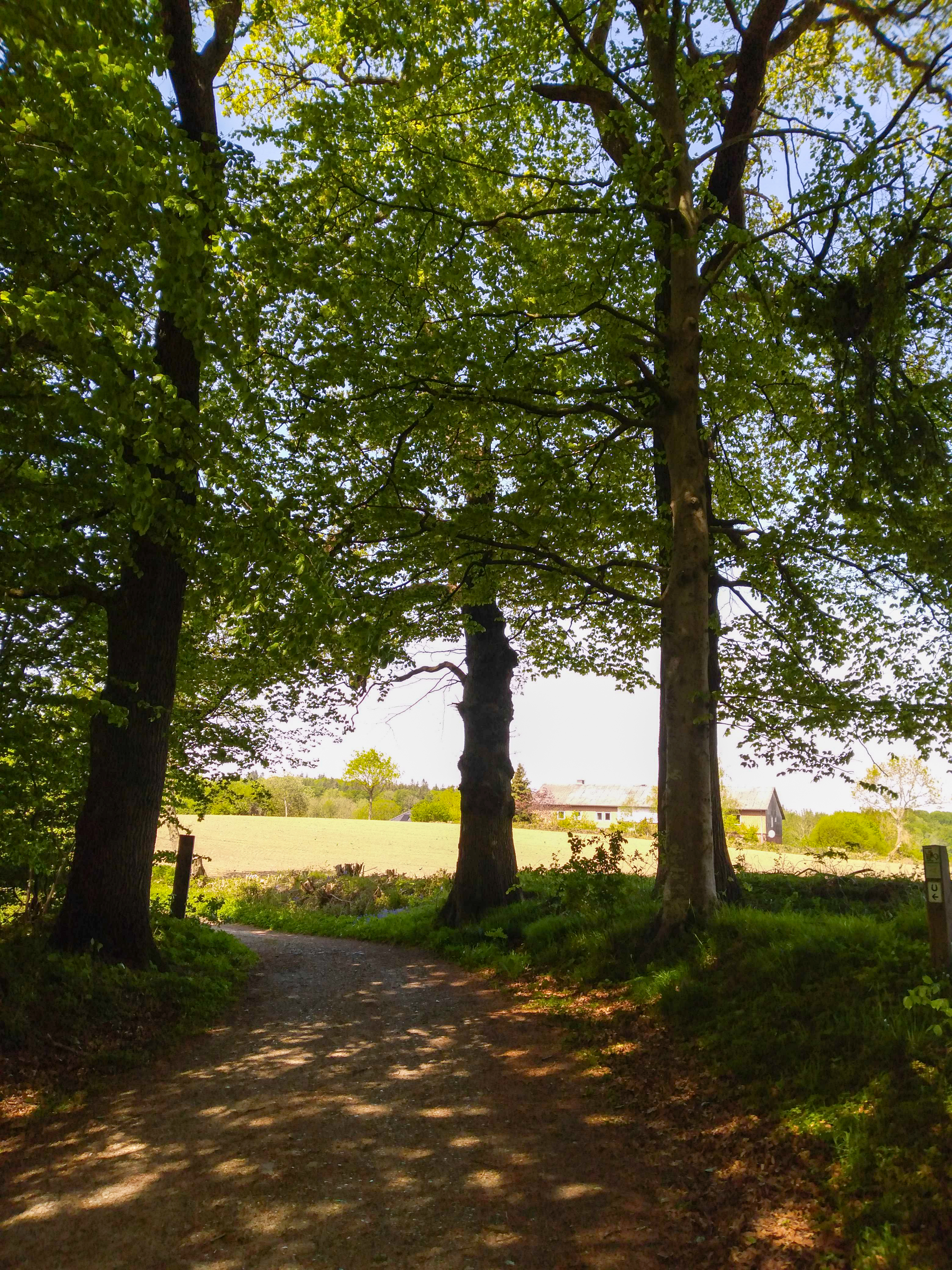
Nordrand Gehege Krummland

### Forst Brekendorf

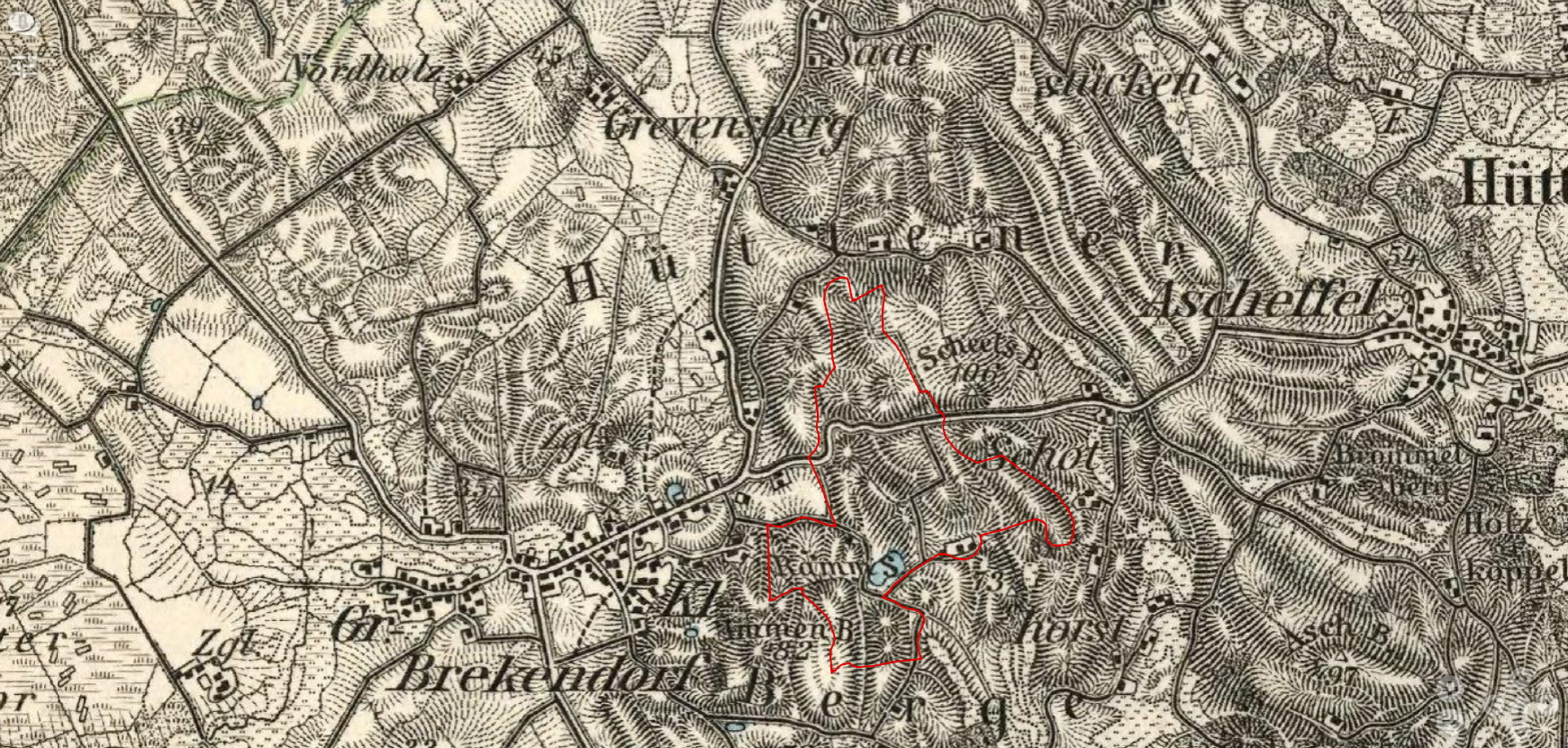
Bild 2: FFH-Teilgebiet Forst Brekendorf um 1893 (rot umrandet)

Das FFH-Teilgebiet Forst Brekendorf ist mit 116 Hektar das größte und westlichste Teilgebiet des FFH-Gebietes Wälder der Hüttener Berge. Es liegt im Norden eines wesentlich größeren Waldgebietes der Hüttener Berge und erstreckt sich unweit der Kreisstraße 76 im Brekendorfer Ortsteil Tirol im Norden auf 1,93 Kilometer Länge bis in das Zentrum des Waldgebietes der Hüttener Berge 270 Meter nördlich der Straße Lehmberger Weg im Süden. Rund um das Teilgebiet liegen weitere Waldgebiete, unter anderem auch mit dem Scheelsberg mit 105,7 Meter über NHN die höchste Erhebung der Hüttener Berge.
Der Forst Brekendorf beinhaltet auf ungefähr der Hälfte der Teilgebietsfläche nur den Waldlebensraumtyp 9110 Hainsimsen-Buchenwälder, der sich in einem ungünstigen Erhaltungszustand (C) befindet. Im Süden befindet sich mit dem 1,6 Hektar großen Rammsee noch der FFH-Lebensraumtyp 3160 Dystrophe Stillgewässer. Die restlichen Flächen sind überwiegend mit Nadelwald als nutzungsgeprägter Wald bedeckt. Die höchsten Erhebungen des FFH-Gebietes liegen im Teilgebiet Forst Brekendorf. Der Heidberg am Ostrand ist mit 98,3 Meter über Normalhöhennull der höchste im gesamten FFH-Gebiet. In einem kuppigen Gelände übersteigen mehrere Hügel die Höhe von 70 Meter über NHN. Der niedrigste Bereich liegt am Westrand südlich der Straße Am Wald bei Klein-Brekendorf in einer Senke mit 27 Meter über NHN. Das Teilgebiet entwässert nach Westen über die Brekendorfer Au, Mühlenau, Sorge und Eider in die Nordsee.
Die Wälder des Teilgebietes Forst Brekendorf sind junge Wälder. Noch um 1893 war das Gebiet nicht bewaldet, siehe Bild 2. Er wurde erst in preußischer Zeit um 1905 aufgeforstet. Mehr als die Hälfte der Bestände hat mittlerweile ein Alter von mehr als einhundert Jahren erreicht.
Im Norden durchquert die Gemeindestraße Scheelsberg das FFH-Gebiet von West nach Ost. Das Gebiet ist durch eine Vielzahl von Forstwegen erschlossen. Es wird von mehreren Reit-, Rad-, und Wanderwegen durchkreuzt. Rund um den Heidberg im Osten ist ein Gelände zum Geocaching geplant.

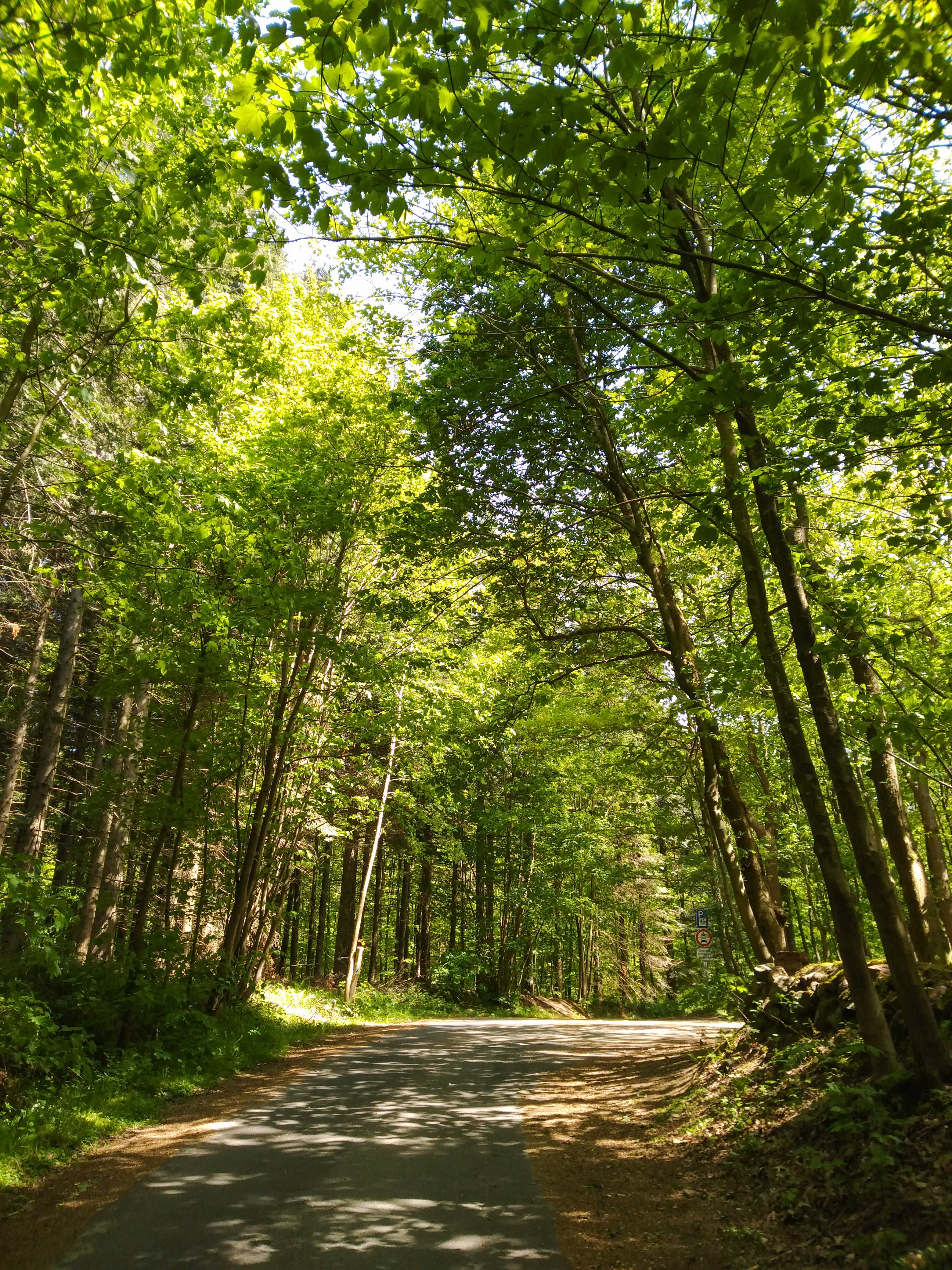
Weg zum Forsthaus Brekendorf
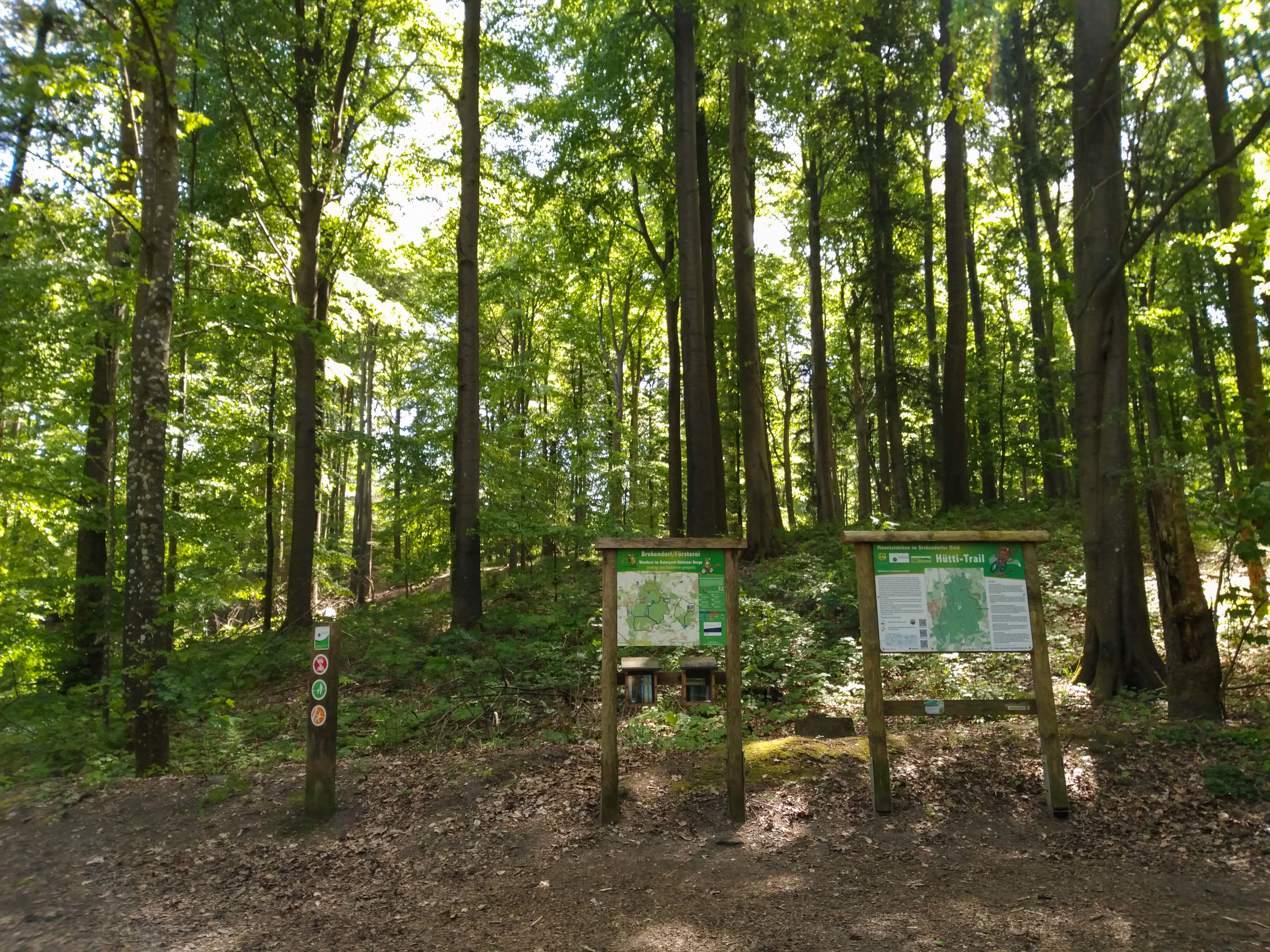
Parkplatz Forsthaus Brekendorf
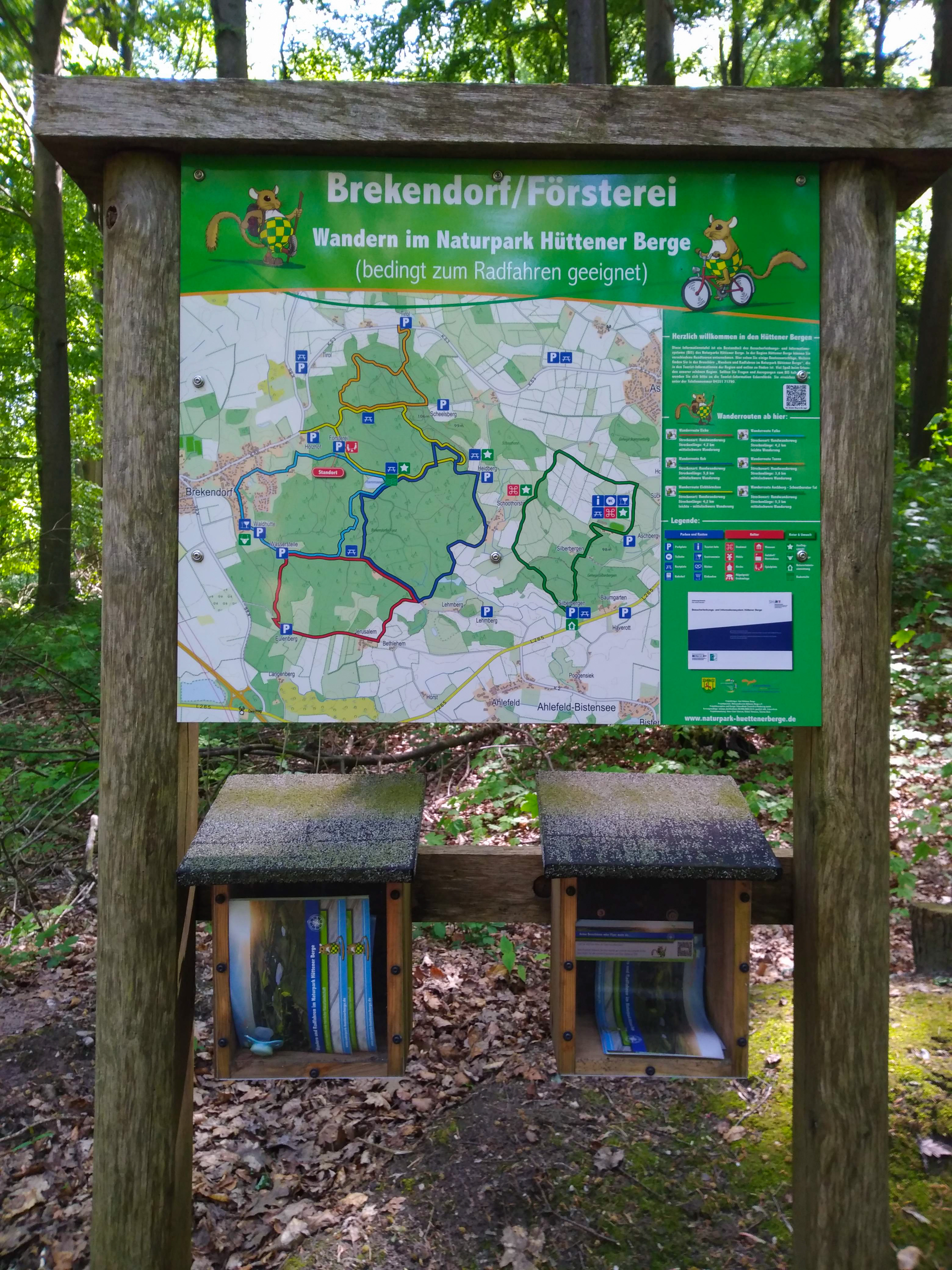
Wander- und Radwege im Forst Brekendorf
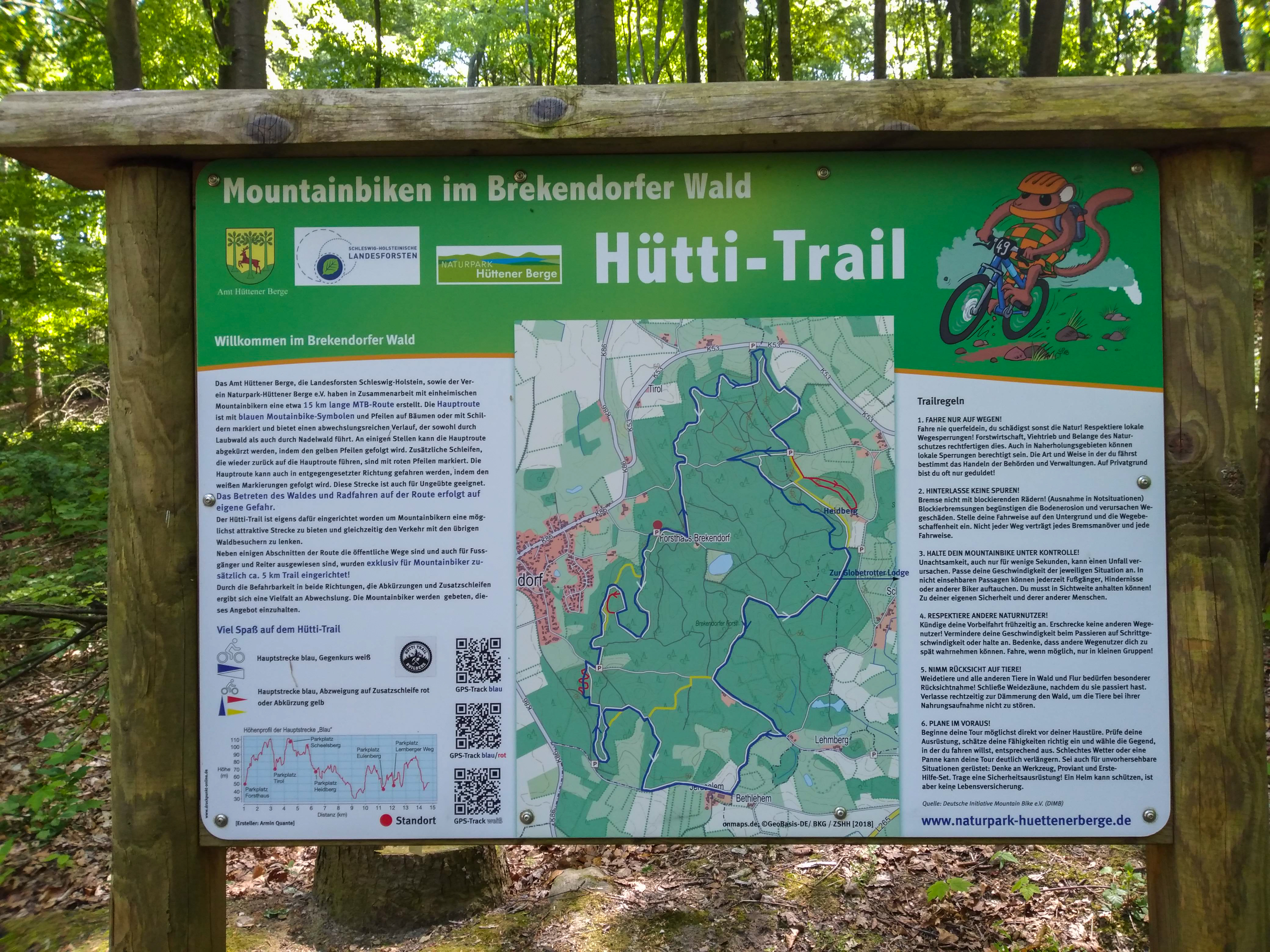
Geländeradwege
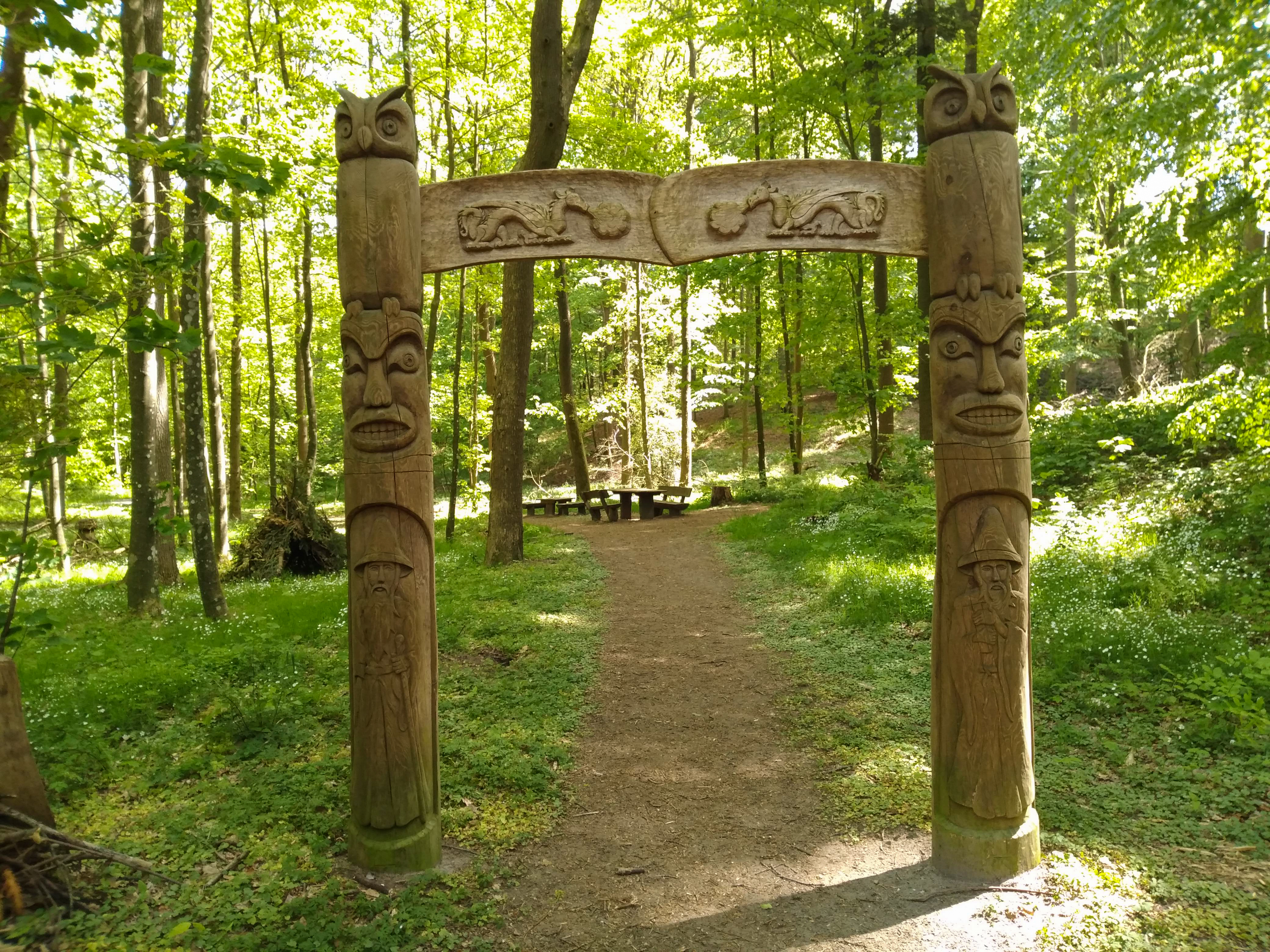
Rastplatz Forst Brekendorf

### Gehege Brammerberg

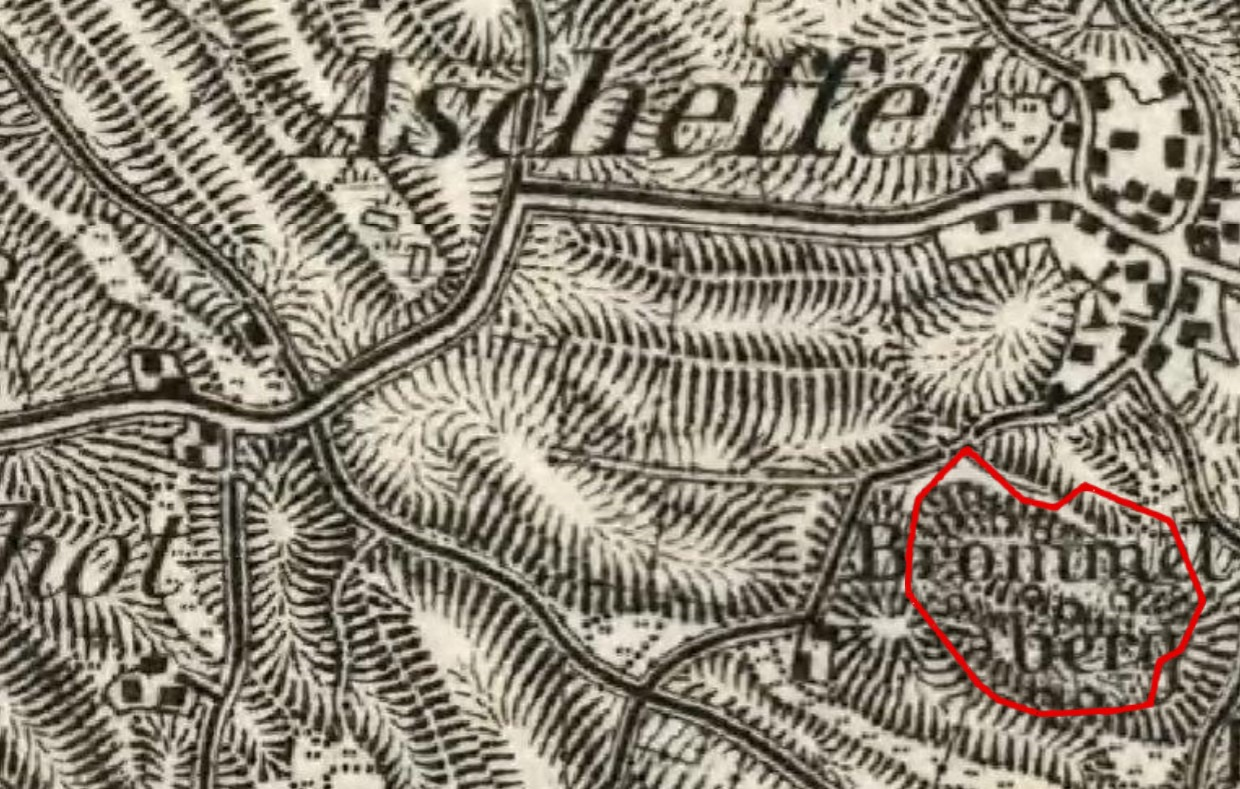
Bild 3: FFH-Teilgebiet Gehege Bremmerberg um 1893 (rot umrandet)

Das FFH-Teilgebiet Gehege Brammerberg gehört mit seiner Fläche von 13,1 Hektar und einer größten Länge von 500 Meter zu den kleineren FFH-Teilgebieten des FFH-Gebietes Wälder der Hüttener Berge. Es umfasst ein Waldgebiet am Südrand der Wohnbebauung des Ortes Ascheffel in der Gemeinde Ascheffel, das von landwirtschaftlichen Nutzflächen umgeben ist. Die höchste Erhebung mit 64 Meter über NHN liegt im Südwesten, der niedrigste Bereich mit 33 Meter über NHN im Nordosten. Der Wald ist weitgehend von einem Knick umgeben.
Das Gehege Brammerberg ist zu drei Viertel mit dem Waldlebensraumtyp 9130 Waldmeister-Buchenwälder bedeckt. Im Süden gibt es noch einen kleinen Nadelwald. Der Waldmeister-Buchenwald befindet sich in einem ungünstigen Erhaltungszustand. Im Nordwesten und Südosten liegen je ein gesetzlich geschütztes Biotop. Im Nordwesten befindet sich in einer Senke ein 0,35 Hektar großer Erlen-Bruchwald, dessen Wasserstand je nach Niederschlagsmenge starken Schwankungen unterworfen ist (Lage). Im Südosten liegt in einer Senke ein 0,3 Hektar großer Sumpf, der mit Erlen und Weiden bewachsen ist (Lage). Das Gebiet entwässert über die Rohau und Große Hüttener Au bei Fleckeby in die Schlei.
Beim Gehege Brammerberg handelt es sich um einen historischen Waldstandort. Sowohl auf der du Platschen Karte von 1805 als auch auf der Karte des Deutschen Reiches von 1893 sind dort bereits Laubwälder eingezeichnet, siehe Bild 3.
Das Teilgebiet ist nur über die Bergstraße im Nordosten zugänglich. Innerhalb des Teilgebietes befinden sich mehrere Forstwege. Drei Viertel des Baumbestandes hat ein Alter von mehr als einhundert Jahren erreicht.

### Gehege Wellbörn

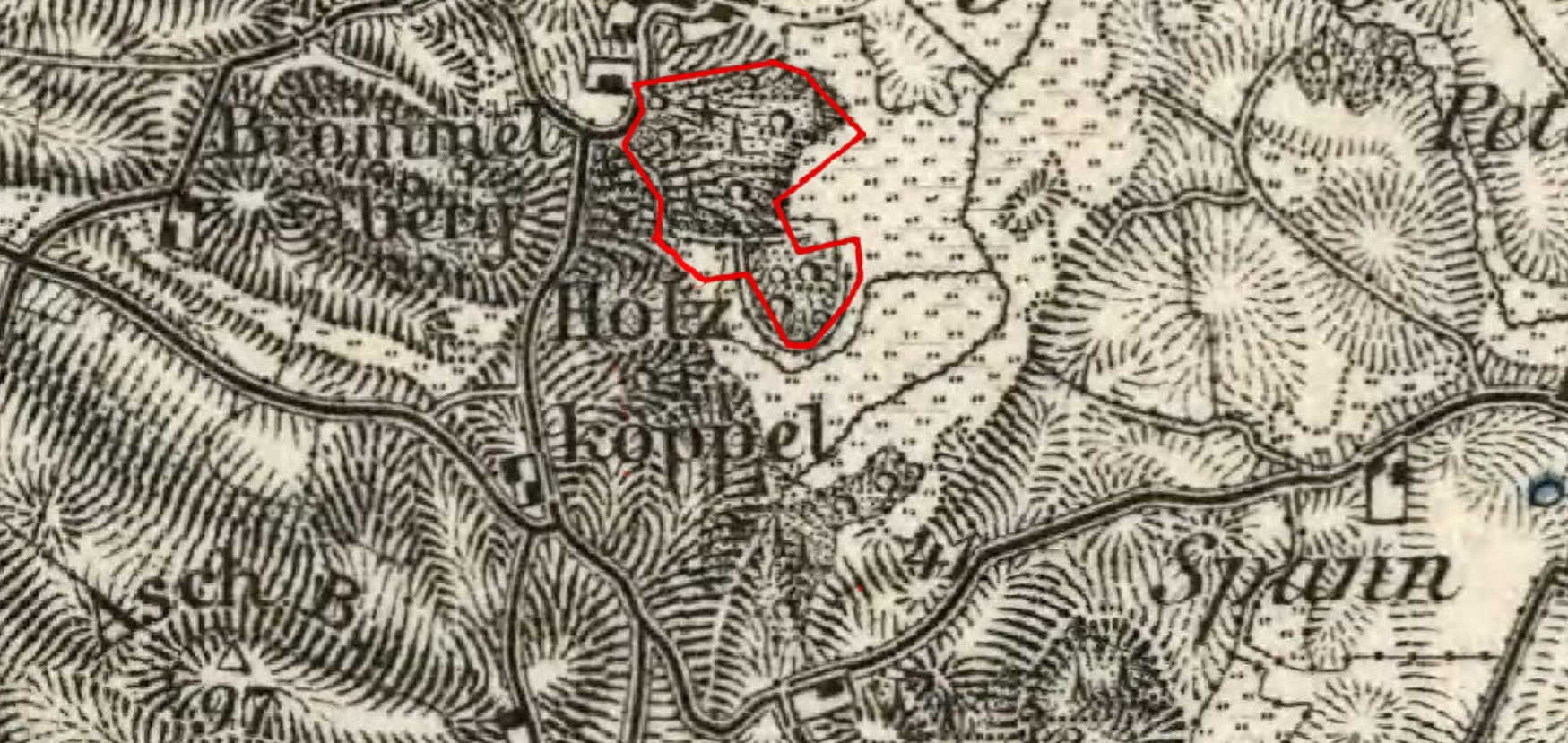
Bild 4: FFH-Teilgebiet Wellbörn um 1893 (rot umrandet)

Das FFH-Teilgebiet Gehege Wellbörn gehört mit seiner Fläche von 10,3 Hektar und einer größten Länge von 535 Meter zu den kleineren FFH-Teilgebieten des FFH-Gebietes Wälder der Hüttener Berge und liegt vollständig in der Gemeinde Ascheffel. Es umfasst ein Waldgebiet am Südostrand der Wohnbebauung des Ortes Ascheffel in der Gemeinde Ascheffel östlich der Straßen Aschbergweg und Straßberg. Das Teilgebiet wird durch die Landesstraße 265 durchquert. Die Straße Straßberg bildet die Grenze zum südlich daran anschließendem FFH-Teilgebiet Gehege Holzkoppel. Die höchste Stelle im Teilgebiet liegt mit 31 Meter über NHN an der Straßenkreuzung Aschbergweg und Straßberg und fällt dann nach Osten zum Tal der Rohau bis auf 7 Meter über NHN ab. Das Gebiet entwässert über die Rohau und Große Hüttener Au bei Fleckeby in die Schlei.
Das Gehege Wellbörn ist zu zwei Dritteln mit dem Waldlebensraumtyp 9130 Waldmeister-Buchenwälder und zu einem Zehntel  auf mehrere Standorte verteilt mit 91E0* Erlen-Eschen- und Weichholzauenwälder bedeckt, die auch gesetzlich geschützte Biotope enthalten. Beide Waldlebensraumtypen befinden sich in einem günstigen Erhaltungszustand (B). Der Rest ist mit Nadelwald bedeckt. In der Hanglage zur Rohau liegen mehrere Quellbereiche und Bäche.
Beim Gehege Wellbörn handelt es sich um einen Standort, der in der ersten Hälfte des neunzehnten Jahrhunderts noch unter dänischer Zeit bestockt wurde. Auf der du Platschen Karte von 1805 ist er noch nicht vermerkt, aber auf der Karte des deutschen Reiches von 1893 ist ein Wald eingezeichnet, siehe Bild 4. Im Teilgebiet befindet sich kein ausgebautes Wegenetz. Die Nutzung zu Erholungszwecken ist äußerst gering.

### Gehege Holzkoppel

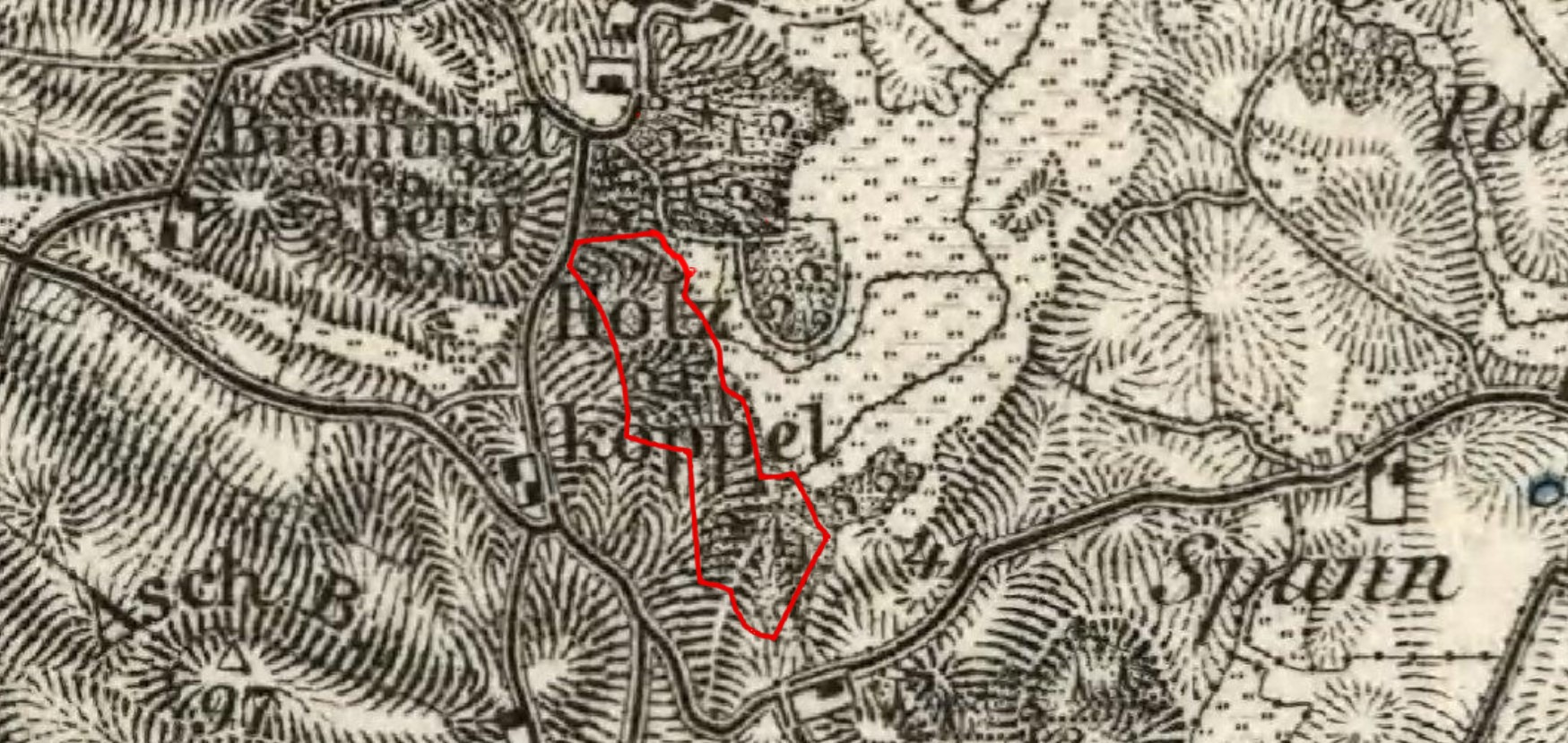
Bild 5: FFH-Teilgebiet Gehege Holzkoppel um 1883 (rot umrandet)

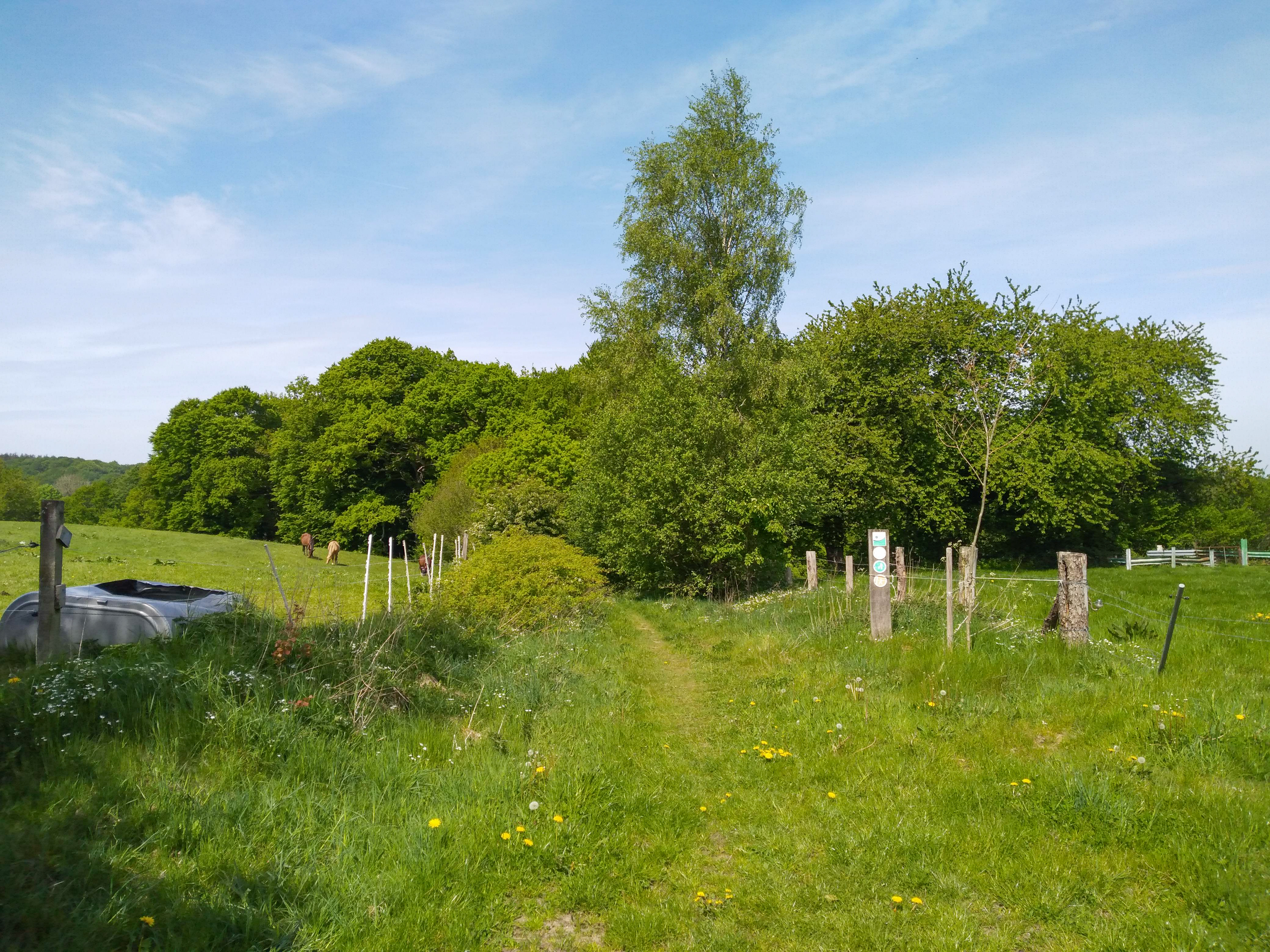
Südzugang zum Gehege Holzkoppel

Das FFH-Teilgebiet Gehege Holzkoppel hat eine Flächengröße von 13,1 Hektar und eine größte Ausdehnung von 870 Meter in Nordsüdrichtung. Es schließt im Norden nur durch die Straße Straßberg getrennt an das FFH-Teilgebiet Wellbörn an. Das Teilgebiet wird durch die Landesstraße 265 durchquert und teilt das Gebiet in einen westlichen und einen östlichen Teil. Es liegt vollständig in der Gemeinde Ascheffel. Die Ostgrenze bildet teilweise die Gemeindegrenze zur Gemeinde Damendorf. Die höchste Stelle im Teilgebiet liegt mit 39 Meter über NHN an der Nordwestspitze an der Straße Aschbergweg am Südrand der Ortschaft Ascheffel und fällt dann nach Südosten an der Rohau bis auf 7 Meter über NHN ab, um dann bis zur Südspitze wieder bis auf 31 Meter über NHN anzusteigen.
Das Gehege Holzkoppel ist zu neun Zehnteln mit dem Waldlebensraumtyp 9130 Waldmeister-Buchenwälder und zu einem Zehntel  entlang der Bäche auf mehrere Standorte verteilt mit 91E0* Erlen-Eschen- und Weichholzauenwälder bedeckt, die auch gesetzlich geschützte Biotope enthalten. Der Waldmeister-Buchenwald befindet sich in einem ungünstigen (C), der Erlen- und Eschenwald dagegen in einem günstigen Erhaltungszustand (B). In der Hanglage zur Rohau liegen mehrere Quellbereiche und Bäche. Das Gebiet entwässert über die Rohau und Große Hüttener Au bei Fleckeby in die Schlei.
Das Gehege Holzkoppel war zu Beginn des Neunzehnten Jahrhunderts nur an der Südspitze bewaldet.  Bis zum Ende des Neunzehnten Jahrhunderts waren auch die nördlichen Bereiche bewaldet, siehe Bild 5. Westlich der Landesstraße 265 liegen die Bestände mit Bäumen mit einem Alter von 80 bis 100 Jahren und östlich der Landesstraße die über 100 Jahre alten Bestände.
Vom Aschebergweg 1 führt ein Wirtschaftsweg durch das Teilgebiet Richtung Südwesten, quert die Landesstraße 265 und setzt sich bis zum Ortsteil Fresenboje in der Gemeinde Damendorf. Dieser Weg ist auch als Reitweg ausgewiesen.

### Gehege Fresenboje
Das FFH-Teilgebiet Gehege Fresenboje hat eine Flächengröße von 45 Hektar und gehört damit zu den mittelgroßen Teilgebieten. Es liegt an der Nordostspitze der Gemeinde Ahlefeld-Bistensee. Ein 5,3 Hektar großer Teil ragt im äußersten Norden bis zur Straße Fresenboje und liegt in der Gemeinde Damendorf. Im Süden ragt ein 1,9 Hektar großer Teil bei Fresenrade in das Gebiet der Gemeinde Klein Wittensee hinein. Der in das Teilgebiet hineinragende Fresensee ist nicht Teil des FFH-Gebietes. Seine größte Ausdehnung hat das FFH-Teilgebiet mit 1,1 Kilometer in Nordsüdrichtung. Die höchste Erhebung liegt im Nordwesten mit 42 Meter über NHN, der niedrigste Bereich mit 18 Meter über NHN am Zufluss zum Fresensee.

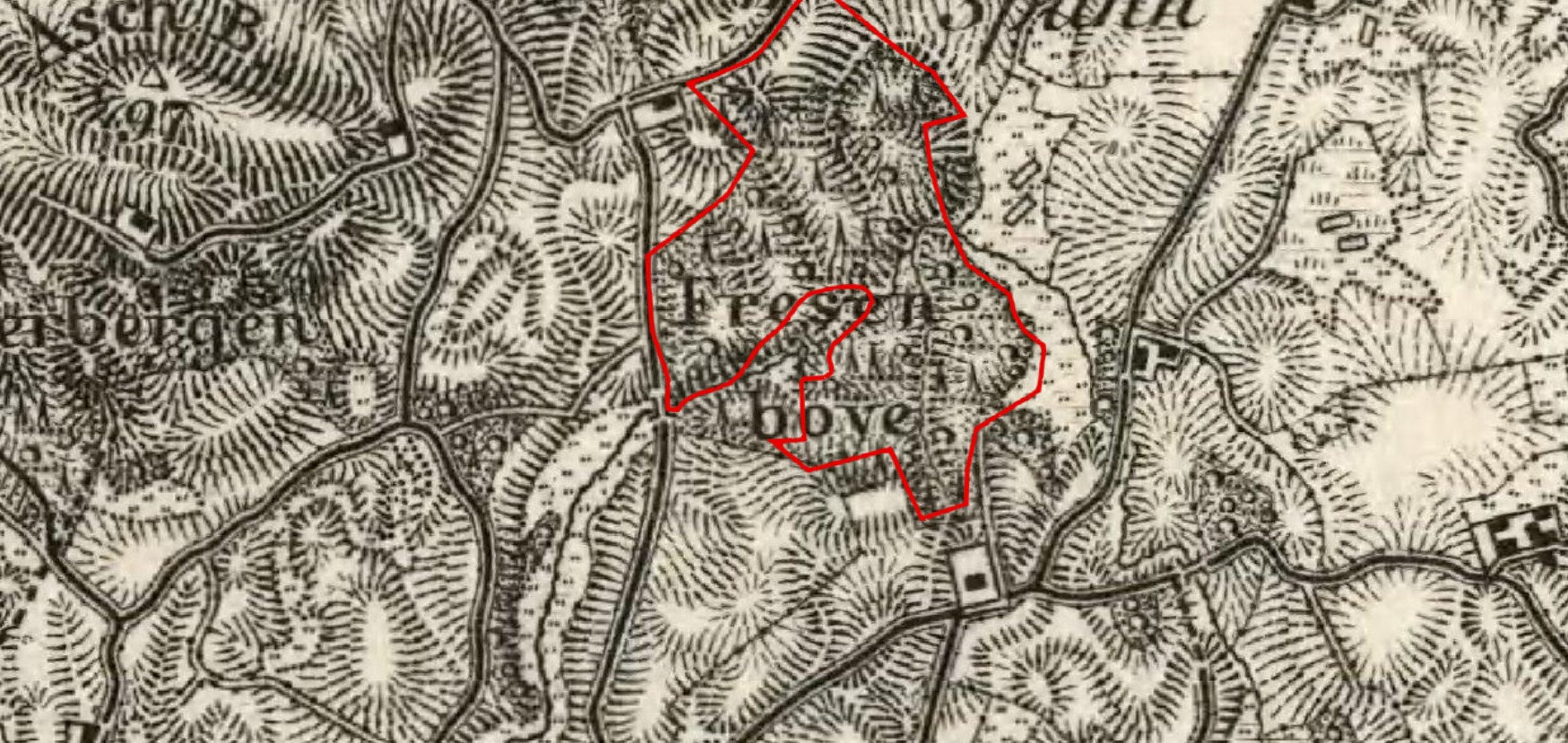
Bild 6: FFH-Teilgebiet Gehege Fresenboje um 1893 (rot umrandet)

Beim Gehege Fresenboje handelt es sich um einen historischen Waldstandort. Sowohl auf der du Platschen Karte von 1805 als auch auf der Karte des Deutschen Reiches von 1893 sind dort bereits Laubwälder eingezeichnet, siehe Bild 6. Allerdings war zu der Zeit der Fresensee noch nicht aufgestaut. Der derzeitige Waldbestand ist jünger als 80 Jahre. Nur im äußersten Süden auf dem Gebiet der Gemeinde Klein Wittensee gibt es einen Bestand, der zwischen 80 und 100 Jahre alt ist, sowie in einem 0,8 Hektar großen Naturwald sind einige Buchen 220 Jahre alt.
Laut Kartierung im Managementplan befindet sich im Teilgebiet nur der FFH-Lebensraumtyp 9110 Hainsimsen-Buchenwälder mit einem ungünstigen Erhaltungszustand (C). Im Gehege Fresenboje wurde im Sommer 2018 eine Nachkartierung der FFH-Lebensraum- und Biotoptypen vom LLUR durchgeführt, siehe Tabelle 2. Danach sind knapp vier Zehntel der Teilgebietsfläche mit dem FFH-Lebensraumtyp 9130 Waldmeister-Buchenwälder und nur ein Siebtel mit dem FFH-Lebensraumtyp 9110 Hainsimsen-Buchenwälder bedeckt. Fast die Hälfte hat keinen Schutzstatus, siehe Diagramm 4.
| Lfd. Nr. | Biotop-Nummer  | Schutzstatus             | Bezeichnung                                                 | Fläche [m²] | Erhaltungs-zustand | Kartierdatum |
| -------- | -------------- | ------------------------ | ----------------------------------------------------------- | ----------- | ------------------ | ------------ |
| 1        | 325466030-0407 | LRT                      | 9130 Waldmeister-Buchenwälder                               | 17433       | C                  | 20.06.2018   |
| 2        | 325466030-0401 | LRT                      | 9130 Waldmeister-Buchenwälder                               | 11110       | C                  | 20.06.2018   |
| 3        | 325466030-0402 | LRT                      | 9110 Hainsimsen-Buchenwälder                                | 31789       | C                  | 20.06.2018   |
| 4        | 325466030-0405 | LRT                      | 9110 Hainsimsen-Buchenwälder                                | 29889       | C                  | 20.06.2018   |
| 5        | 325466030-0404 | LRT                      | 9130 Waldmeister-Buchenwälder                               | 1036        | C                  | 20.06.2018   |
| 6        | 325466028-0413 | LRT                      | 9130 Waldmeister-Buchenwälder                               | 60828       | C                  | 16.08.2018   |
| 7        | 325466028-0418 | LRT                      | 9130 Waldmeister-Buchenwälder                               | 303         | C                  | 19.08.2018   |
| 8        | 325466028-0414 | LRT                      | 9130 Waldmeister-Buchenwälder                               | 51998       | B                  | 16.08.2018   |
| 9        | 325466028-0401 | LRT                      | 9130 Waldmeister-Buchenwälder                               | 28977       | B                  | 16.08.2018   |
| 10       | 325446028-0456 | LRT                      | 9110 Hainsimsen-Buchenwälder                                | 1115        | B                  | 16.08.2018   |
| 11       | 325466028-0411 | LRT + ges. gesch. Biotop | 9130 Waldmeister-Buchenwälder; YQs Sicker- oder Sumpfquelle | 1613        | B                  | 19.08.2018   |
| 12       | 325466028-0422 | LRT + ges. gesch. Biotop | 9130 Waldmeister-Buchenwälder; FKy Sonstiges Kleingewässer  | 151         | B                  | 19.08.2018   |
| 13       | 325466028-0419 | ges. gesch. Biotop       | WBe Erlen-Bruchwald                                         | 2766        |                    | 19.08.2018   |
| 14       | 325466028-0412 | ges. gesch. Biotop       | WBe Erlen-Bruchwald                                         | 1944        |                    | 19.08.2018   |
| 15       | 325466028-0421 | ges. gesch. Biotop       | FSy Sonstiges Stillgewässer                                 | 1078        |                    | 19.08.2018   |
| 16       | 325466028-0425 | ges. gesch. Biotop       | WBe Erlen-Bruchwald                                         | 3471        |                    | 19.08.2018   |

Vom Norden, Westen und Süden führen mehrere Wirtschaftswege in das FFH-Teilgebiet. Von der Straße Fresenboje am Westrand führt ein Reitweg in Richtung Nordosten zur Straße Spann durch das FFH-Teilgebiet, ein weiterer führt entlang der Südgrenze.

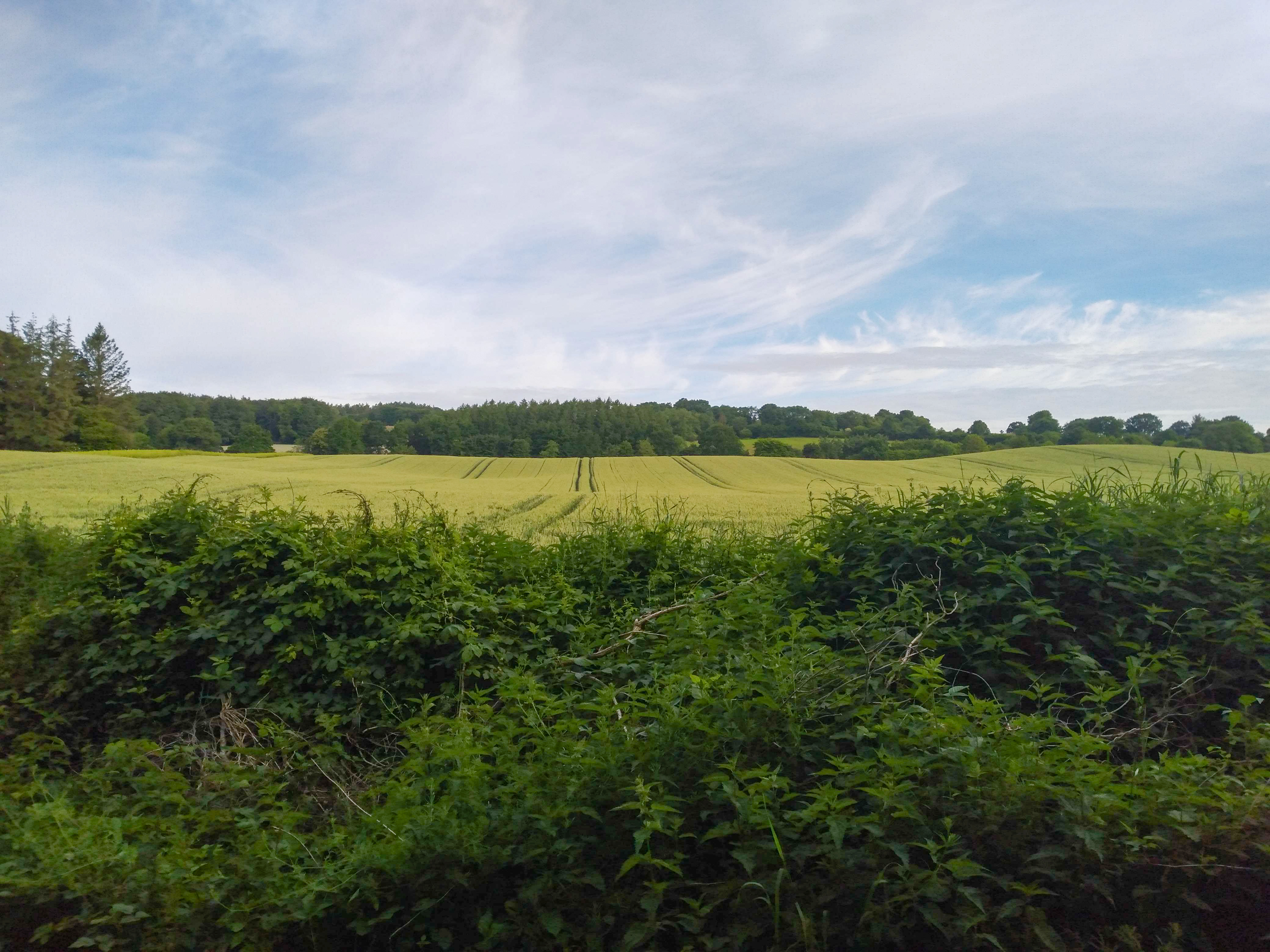
Westrand Gehege Fresenboje
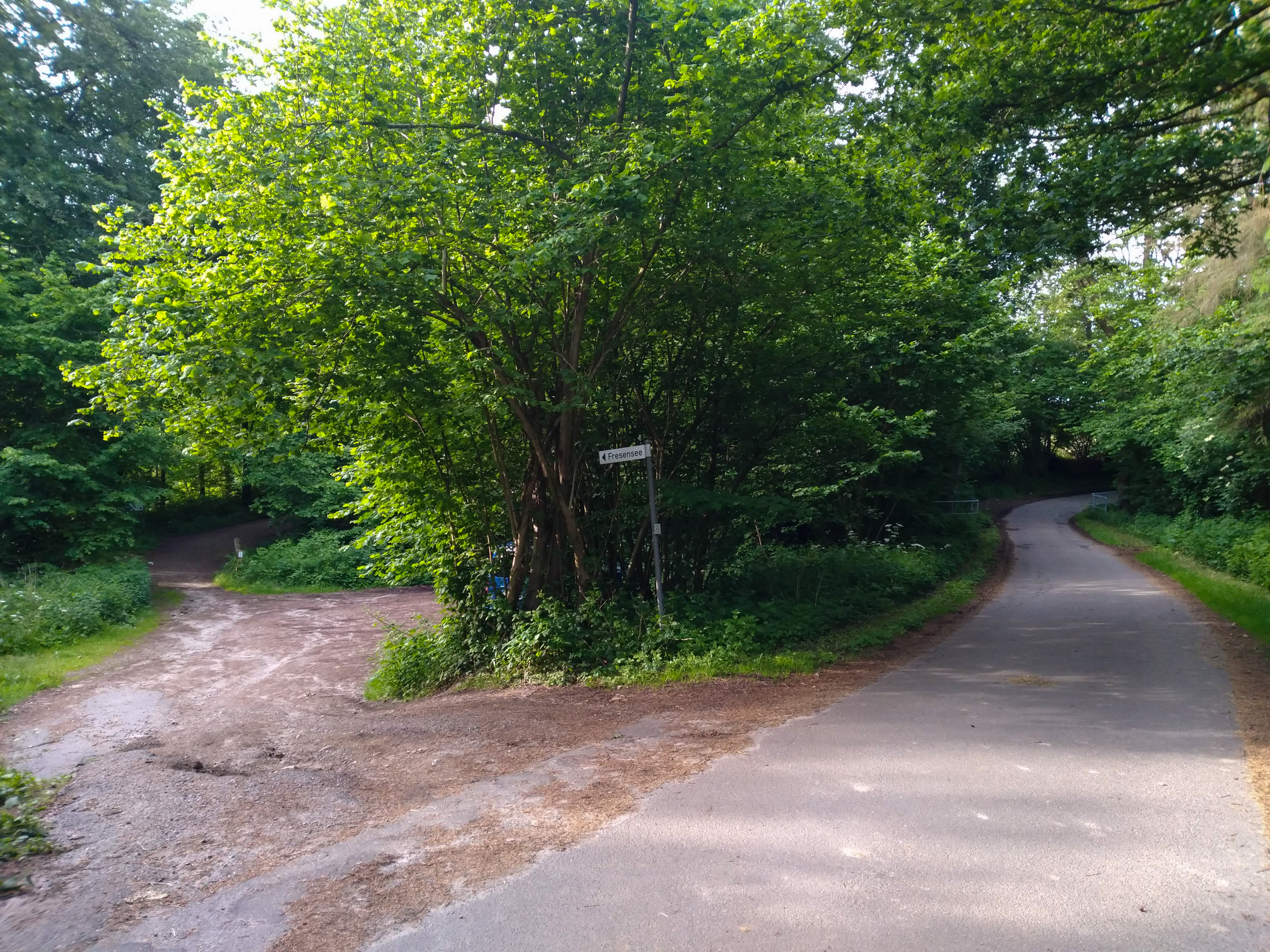
Parkplatz Fresensee
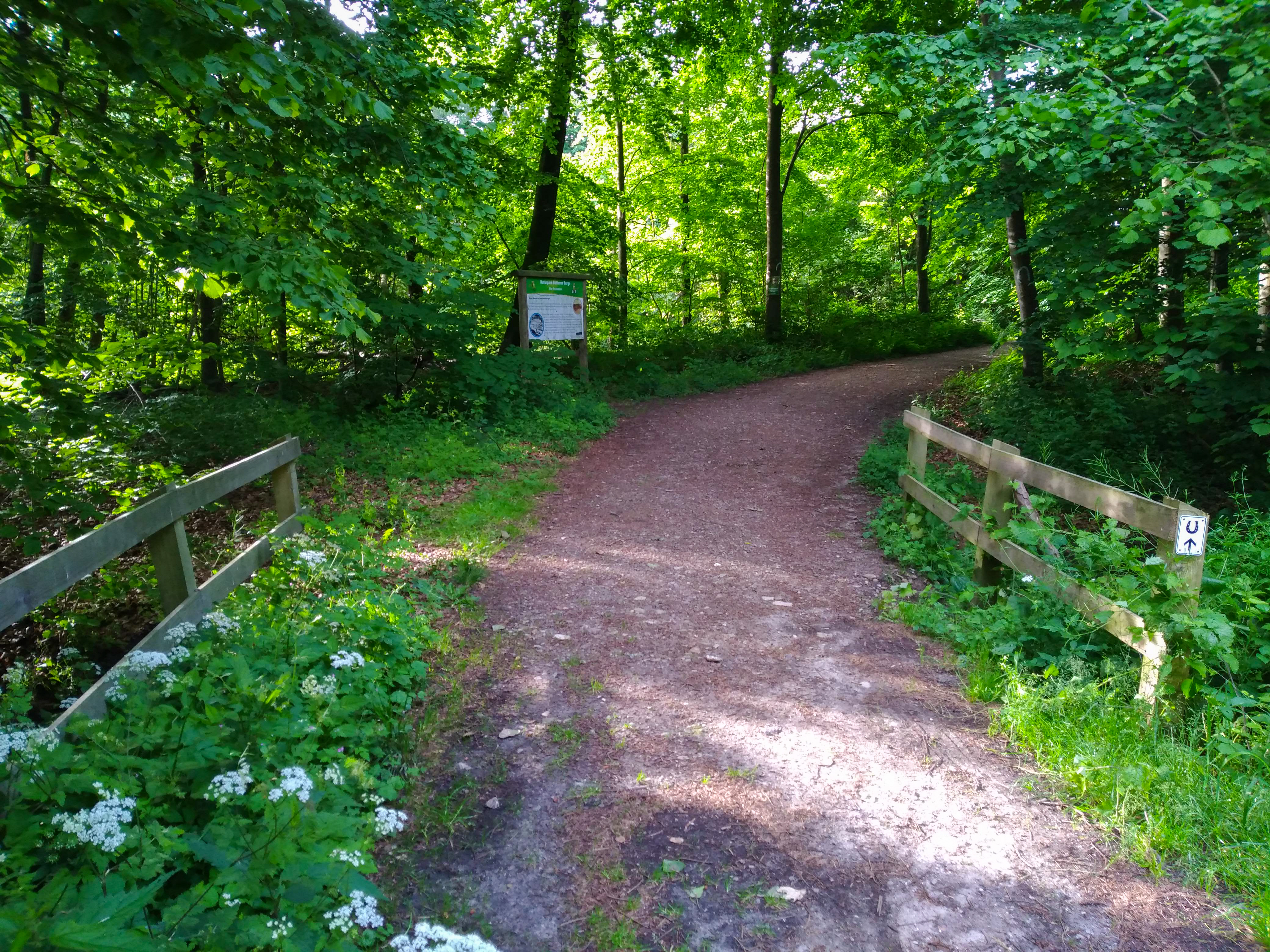
Reit- und Wanderweg im Gehege Fresenboje
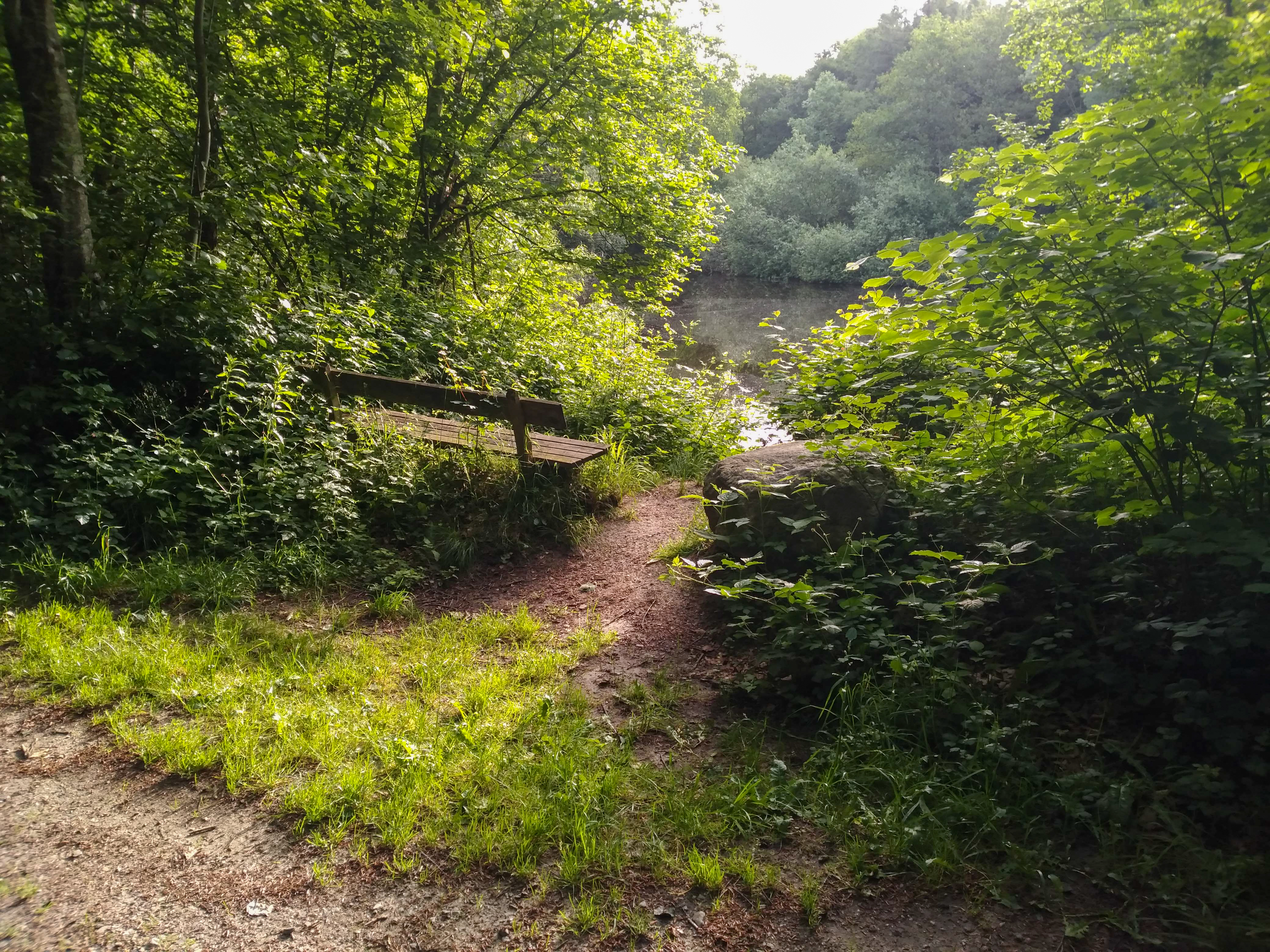
Teich westlich vom Fresensee
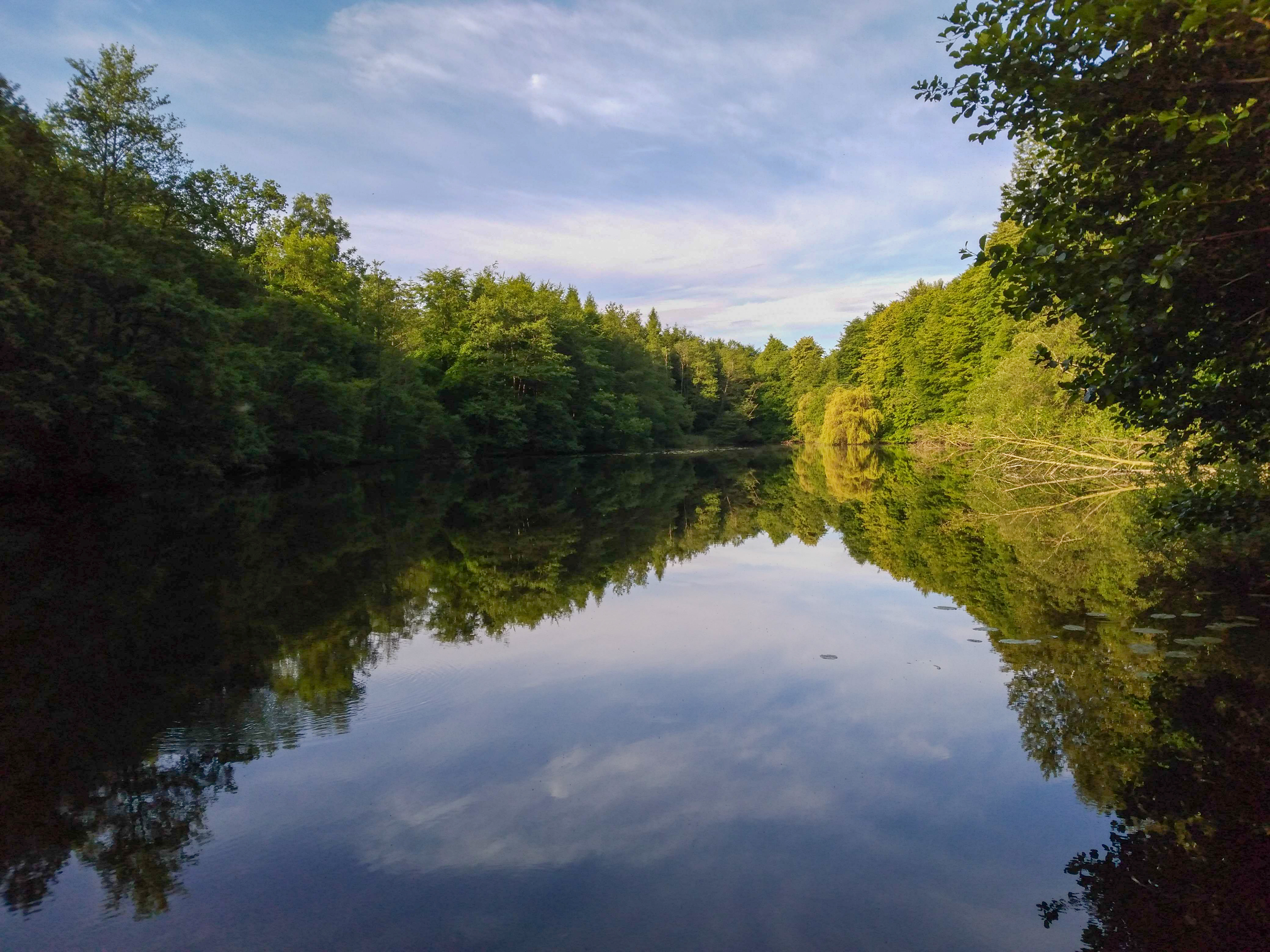
Fresensee

### Gehege Silberbergen

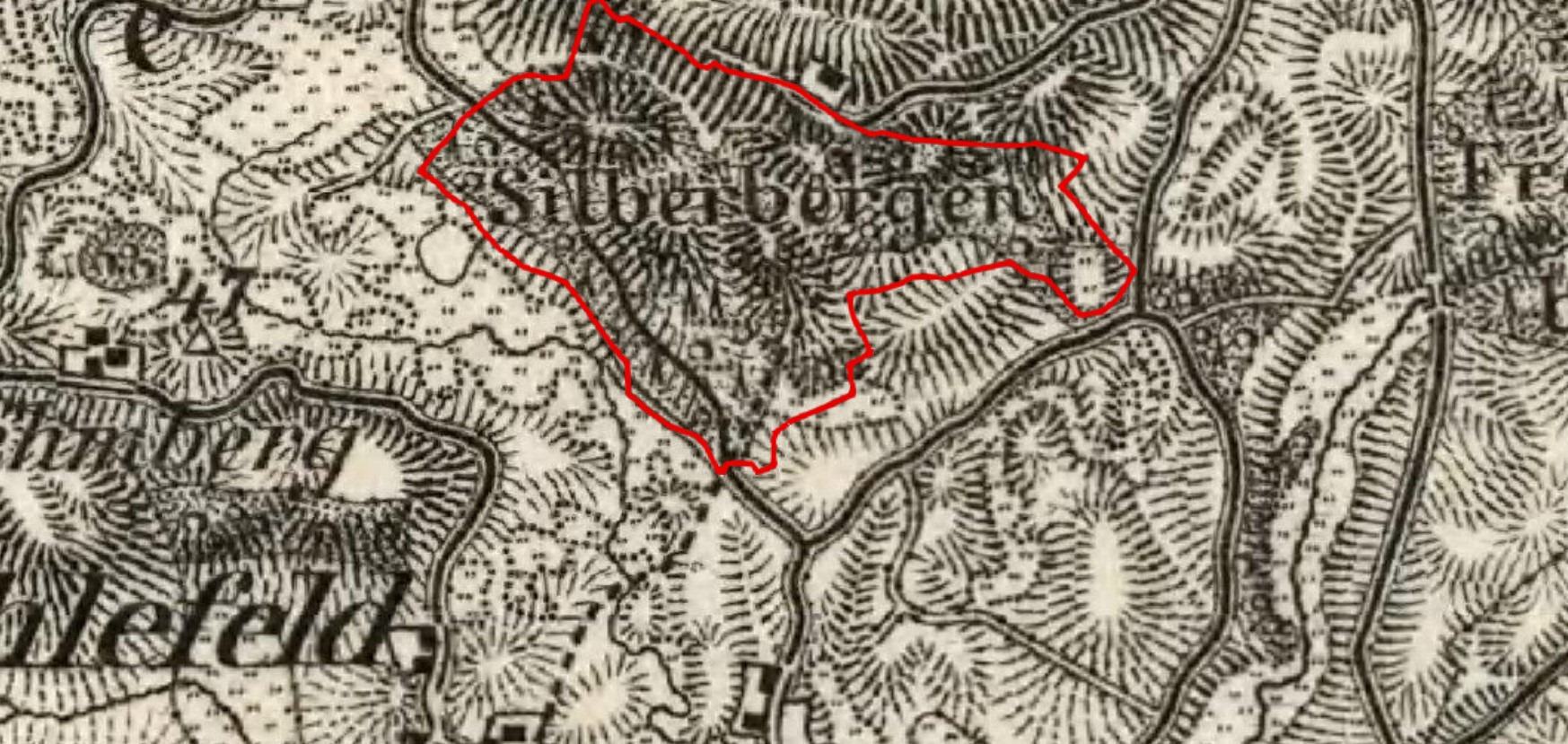
Bild 7: FFH-Teilgebiet Gehege Silberbergen um 1893 (rot umrandet)

Das FFH-Teilgebiet Gehege Silberbergen hat eine Flächengröße von 45 Hektar und gehört damit zu den mittelgroßen Teilgebieten. Es liegt an der Nordostspitze der Gemeinde Ahlefeld-Bistensee und grenzt im Süden an die Landesstraße 265. Ein 3 Hektar großer Teil ragt im äußersten Norden beim Ortsteil Silberbergen in die Gemeinde Ascheffel. Seine größte Ausdehnung hat das FFH-Teilgebiet mit 1,23 Kilometer in Ostwestrichtung. Die höchste Erhebung liegt im Nordosten mit 75 Meter über NHN, der niedrigste Bereich mit 22 Meter über NHN an der Südwestgrenze.
Beim Gehege Silberbergen handelt es sich um einen historischen Waldstandort. Sowohl auf der du Platschen Karte von 1805 als auch auf der Karte des Deutschen Reiches von 1893 sind dort bereits Wälder eingezeichnet, siehe Bild 7. Der derzeitige Waldbestand ist jünger als 80 Jahre. Nur im äußersten Norden und Westen gibt es einen Bestand der zwischen 80 und 100 Jahre alt ist. Bei der Siedlung Silberbergen ist eine 0,5 Hektar große Fläche als Naturwald ausgewiesen.
Im FFH-Teilgebiet Gehege Silberbergen sind alle Waldlebensraumtypen des FFH-Gebietes Wälder der Hüttener Berge vertreten. Der LRT 9110 Hainsimsen-Buchenwälder ist am meisten vorhanden. Er befindet sich in einem ungünstigen Erhaltungszustand (C), gefolgt vom LRT 9130 Waldmeister-Buchenwälder, von dem die eine Hälfte sich in einem ungenügenden Erhaltungszustand (C) und die andere sich in einem guten Erhaltungszustand (B) befindet. Im Zentrum befindet sich ein kleinerer Bestand des LRT 9120* Atlantischer, saurer Buchenwald mit Unterholz aus Stechpalme und gelegentlich Eibe in einem ungenügenden Erhaltungszustand (C). An fünf kleinen feuchten Standorten ist der LRT 91E0* Erlen-Eschen- und Weichholzauenwälder ausgewiesen; alle im ungenügenden Erhaltungszustand (C). Diese Auenwaldbereiche sind neben einigen Fließ- und Stillgewässern als gesetzlich geschützte Biotope ausgewiesen.
Im Gehege Silberbergen sind mehrere Wanderwege, ein Reitweg sowie der Waldlehrpfad Silberbergen angelegt worden. An drei Stellen ist die Einrichtung von Biwakplätzen geplant.

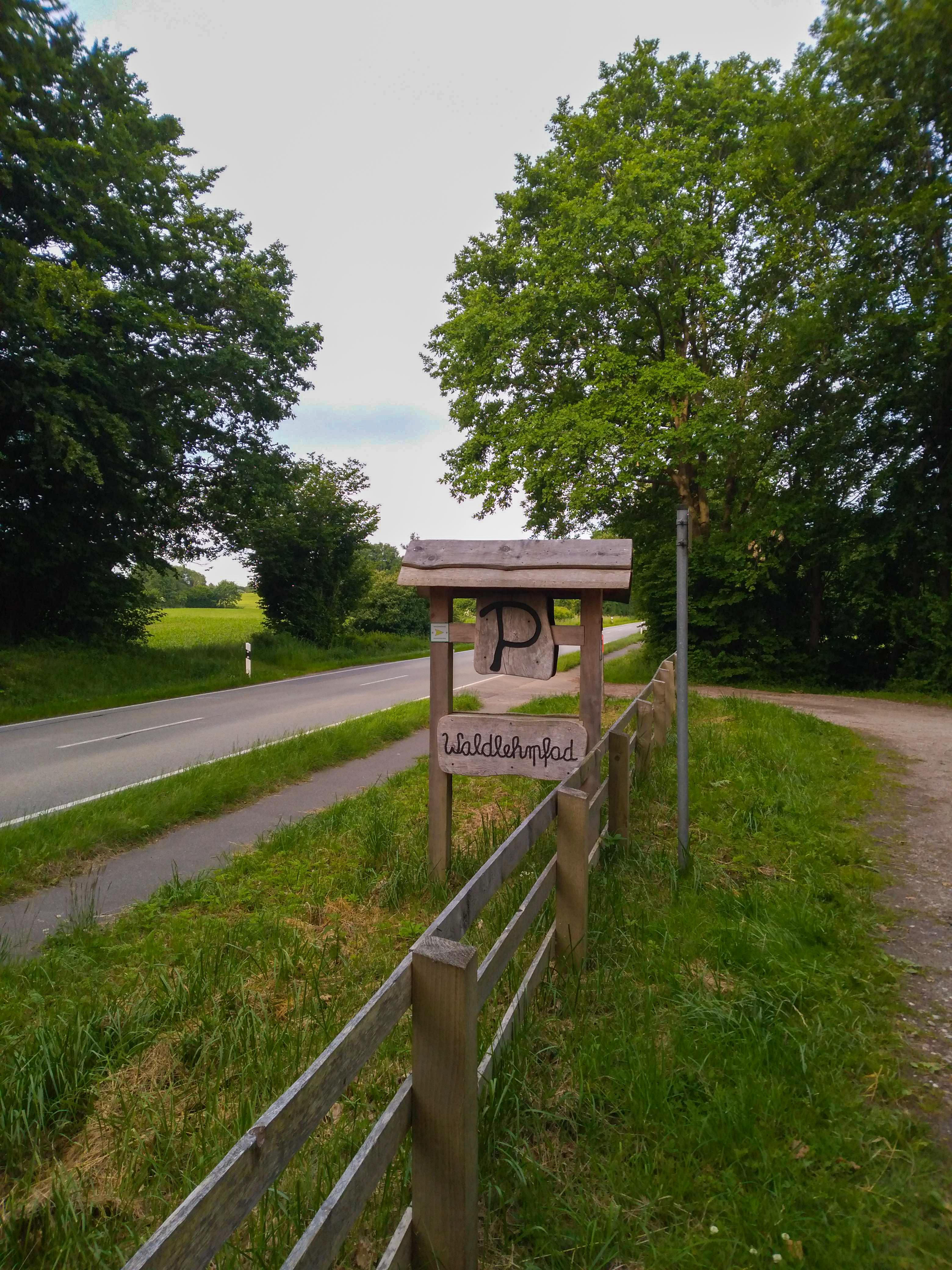
Parkplatz Silberbergen
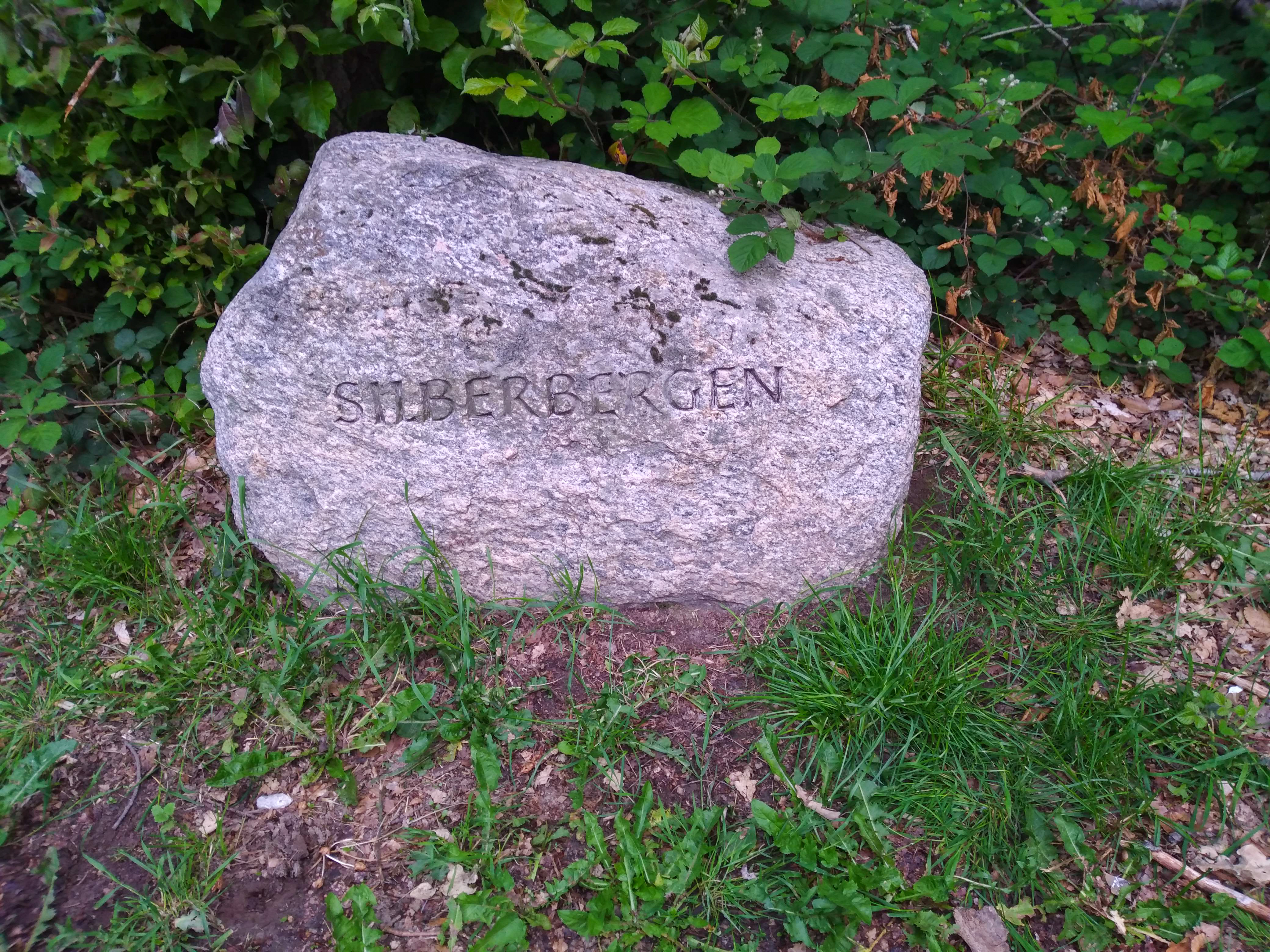
Silberbergen
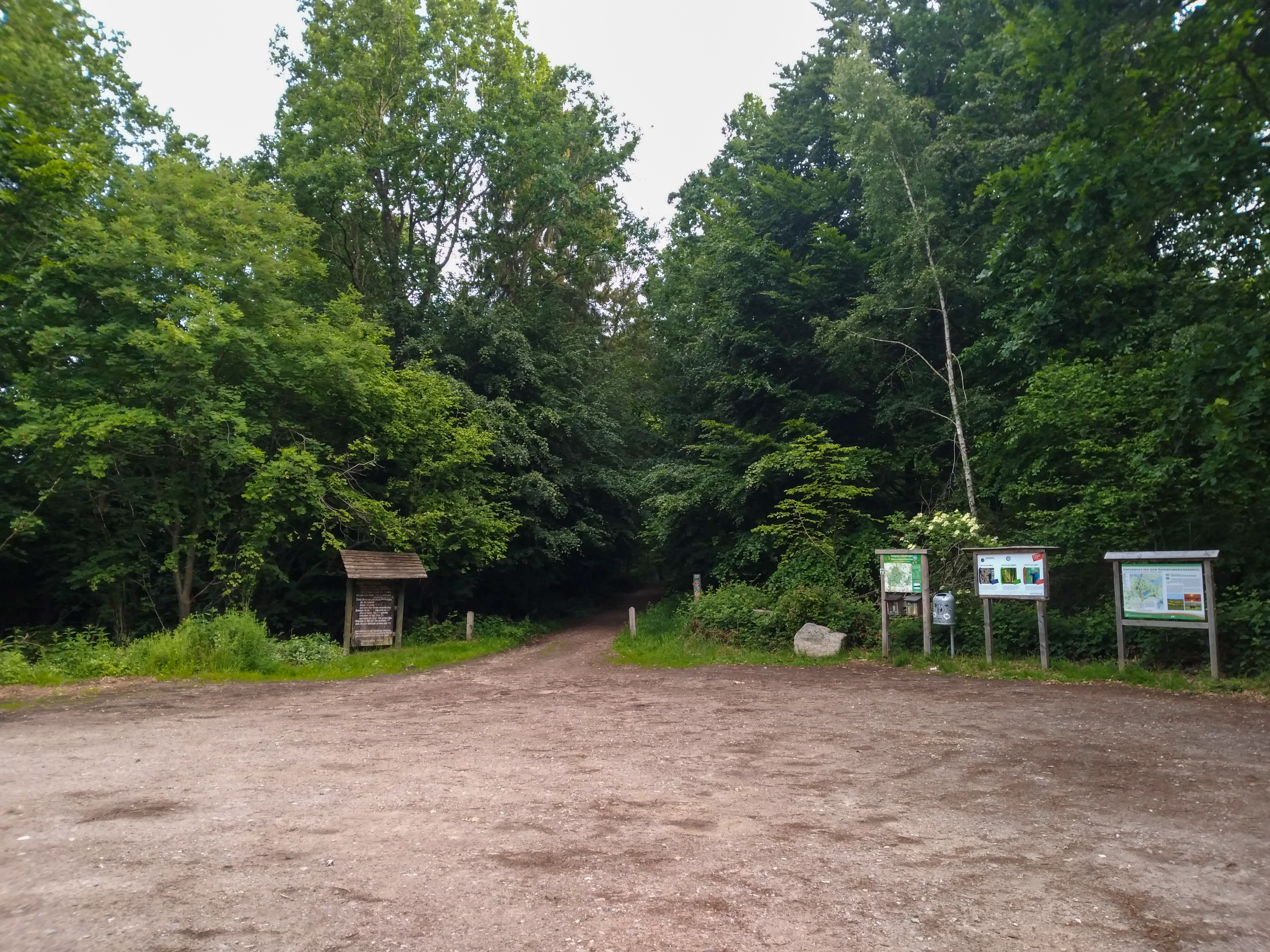
Parkplatz Silberbergen
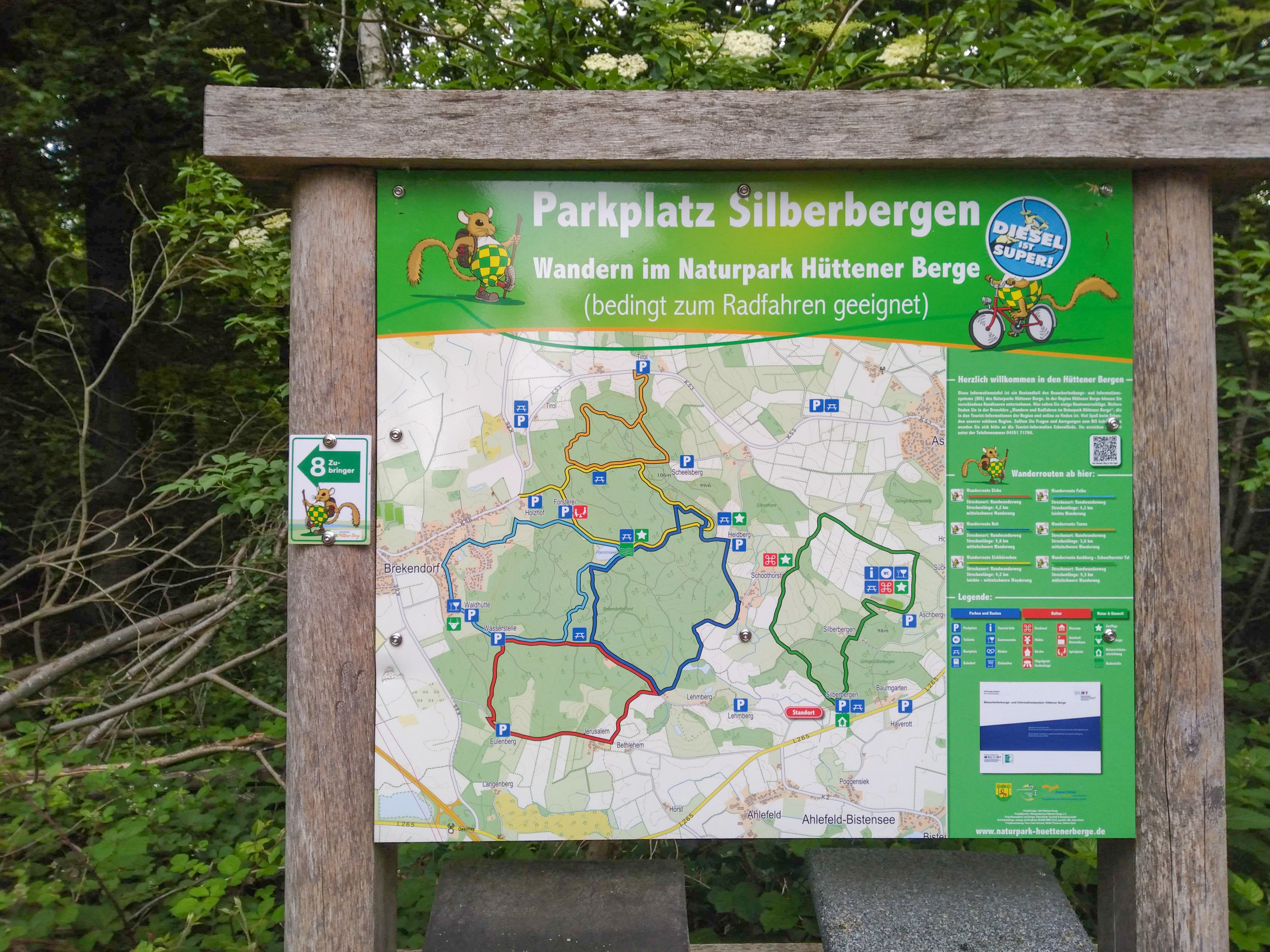
Wanderwegenetz Silberbergen
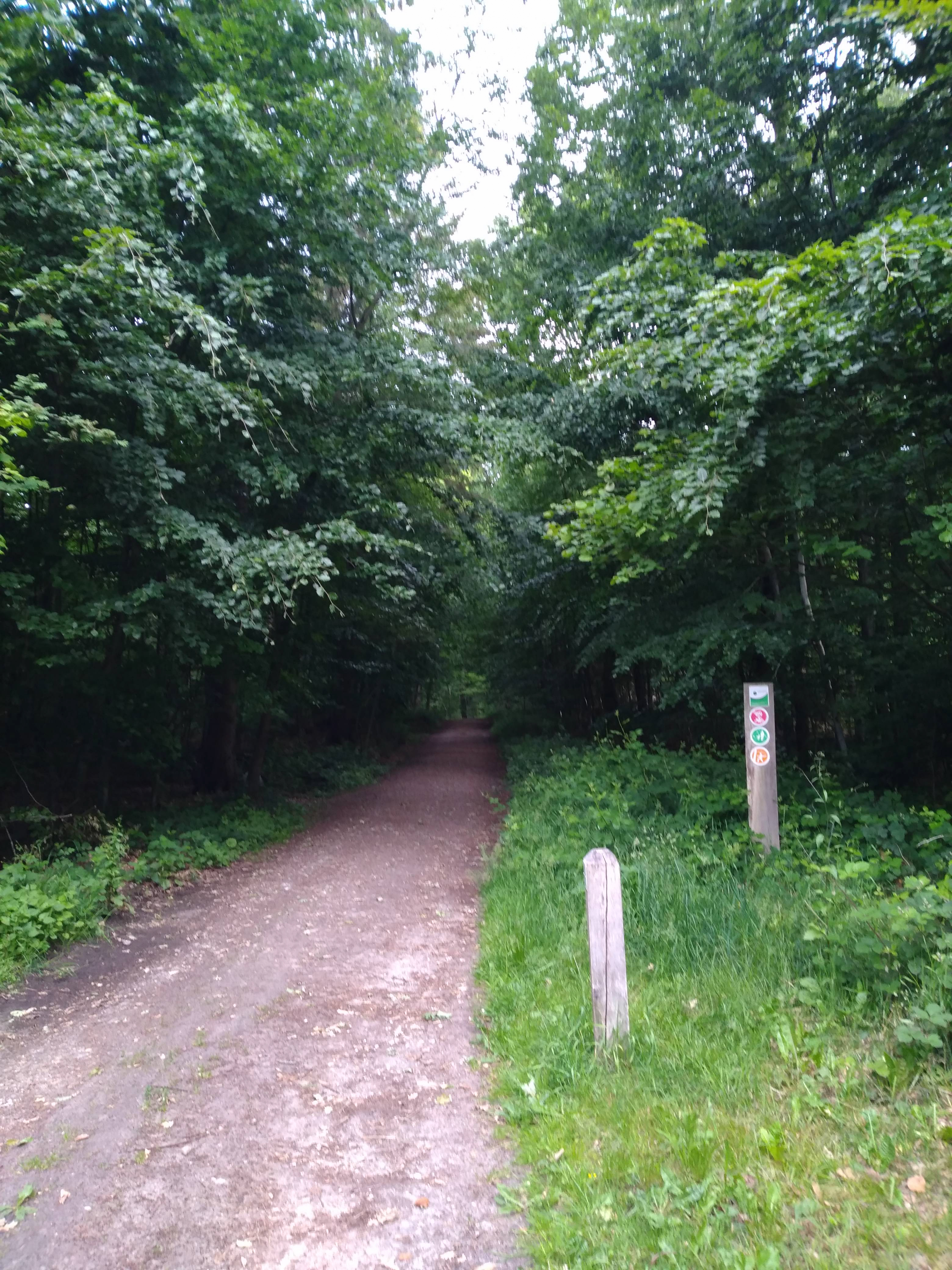
Waldlehrpfad Silberbergen

### Gehege Ahlefeld

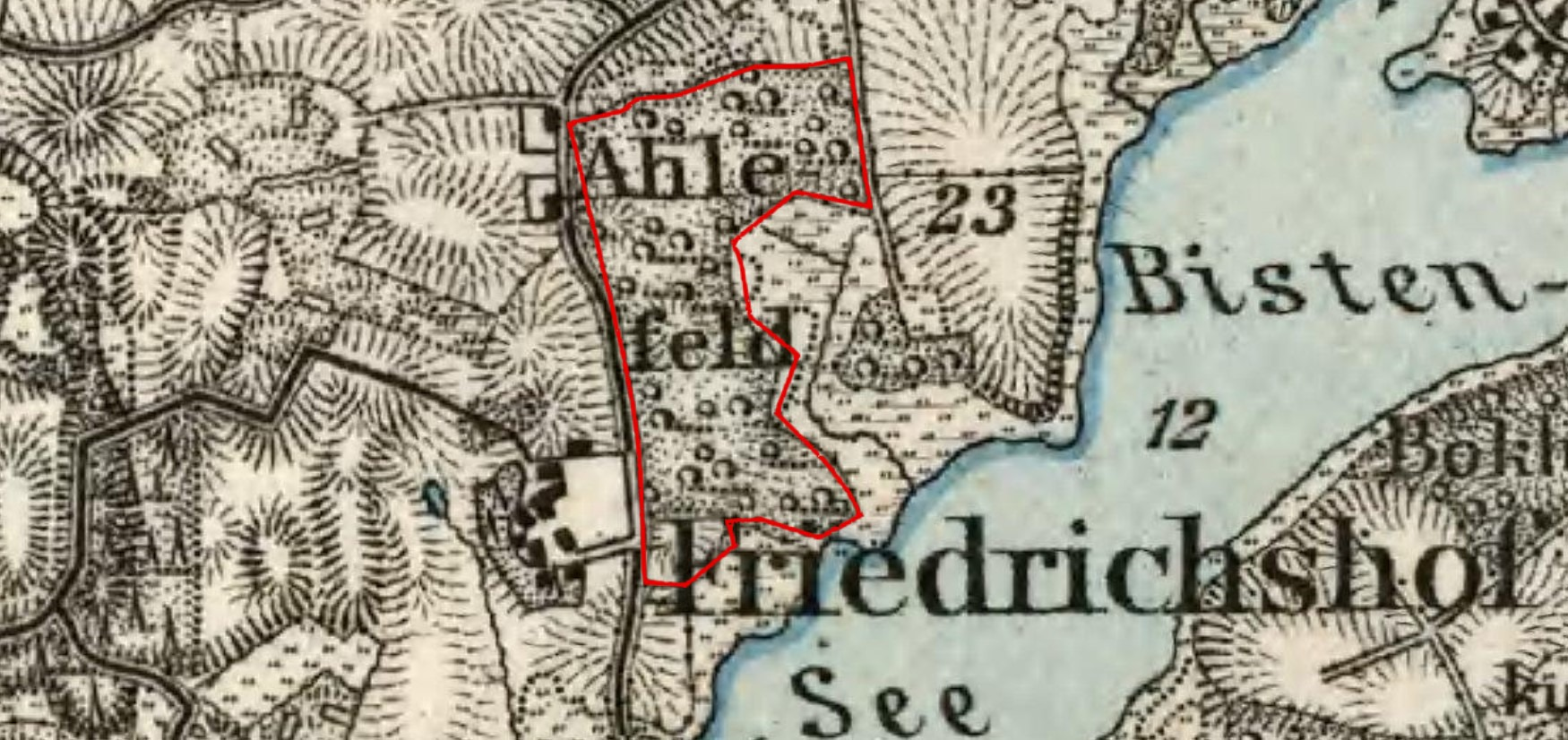
Bild 8: FFH-Teilgebiet Ahlefeld um 1893 (rot umrandet)

Das FFH-Teilgebiet Gehege Ahlefeld hat eine Flächengröße von 37,5 Hektar und gehört damit zu den mittelgroßen Teilgebieten. Es liegt im Südwesten der Gemeinde Ahlefeld-Bistensee zwischen dem Bistensee im Süden und der Landesstraße 265 im Norden. Die Westgrenze bildet die Kreisstraße 1. Seine größte Ausdehnung hat das FFH-Teilgebiet mit 1,12 Kilometer in Nordsüdrichtung. Die höchsten Erhebungen liegen an mehreren Stellen im Teilgebiet bei 19 Meter über NHN, der niedrigste Bereich mit 13 Meter über NHN an der Südostgrenze.
Beim Gehege Ahlefeld handelt es sich um einen historischen Waldstandort. Sowohl auf der du Platschen Karte von 1805 als auch auf der Karte des Deutschen Reiches von 1893 sind dort bereits Wälder eingezeichnet, siehe Bild 8. Der derzeitige Waldbestand ist in der Südhälfte und entlang der Kreisstraße 1 älter als 100 Jahre. In der Nordhälfte ist etwa die Hälfte des Bestandes jünger als 80 Jahre und die andere Hälfte zwischen 80 und 100 Jahre alt.
Im FFH-Teilgebiet Gehege Ahlefeld ist ausschließlich der Waldlebensraumtyp 9130 Waldmeister-Buchenwälder vertreten, der sich dort in einem ungünstigen Erhaltungszustand (C) befindet. Er nimmt acht Zehntel der Gesamtfläche des FFH-Teilgebietes ein. Der Rest ist mit den Biotoptypen WF Sonstiger flächenhaft nutzungsgeprägter Wald und im Südosten mit WB Bruchwald und Gebüsch bedeckt. Es befinden sich als gesetzlich geschützte Biotope im Gebiet zwei Stillgewässer und ein Fließgewässer, das im Norden das Gehege durchkreuzt.
Vom Wirtshaus Meierhof an der Kreisstraße 1 führt ein Reitweg durch den Nordteil des Geheges Ahlefeld Richtung Osten zur Straße Hochfeld. Vom selben Ausgangspunkt führt ein zweiter Reitweg durch das Gehege nach Süden zum Gut Friedrichshof an der Kreisstraße 1. Entlang der Südgrenze des Geheges verläuft ein Wanderweg durch das Gebiet.

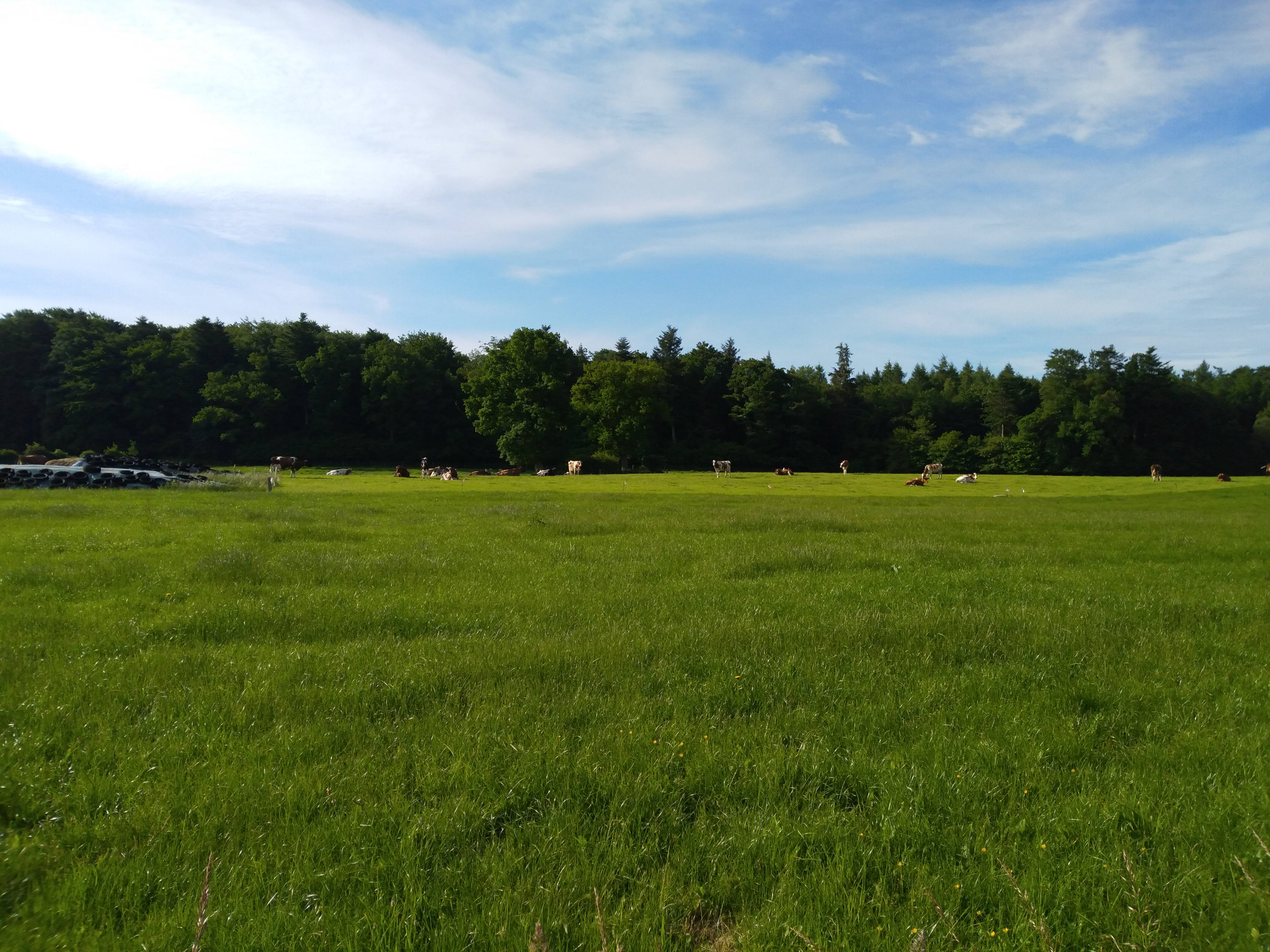
Nordrand Gehege Ahlefeld
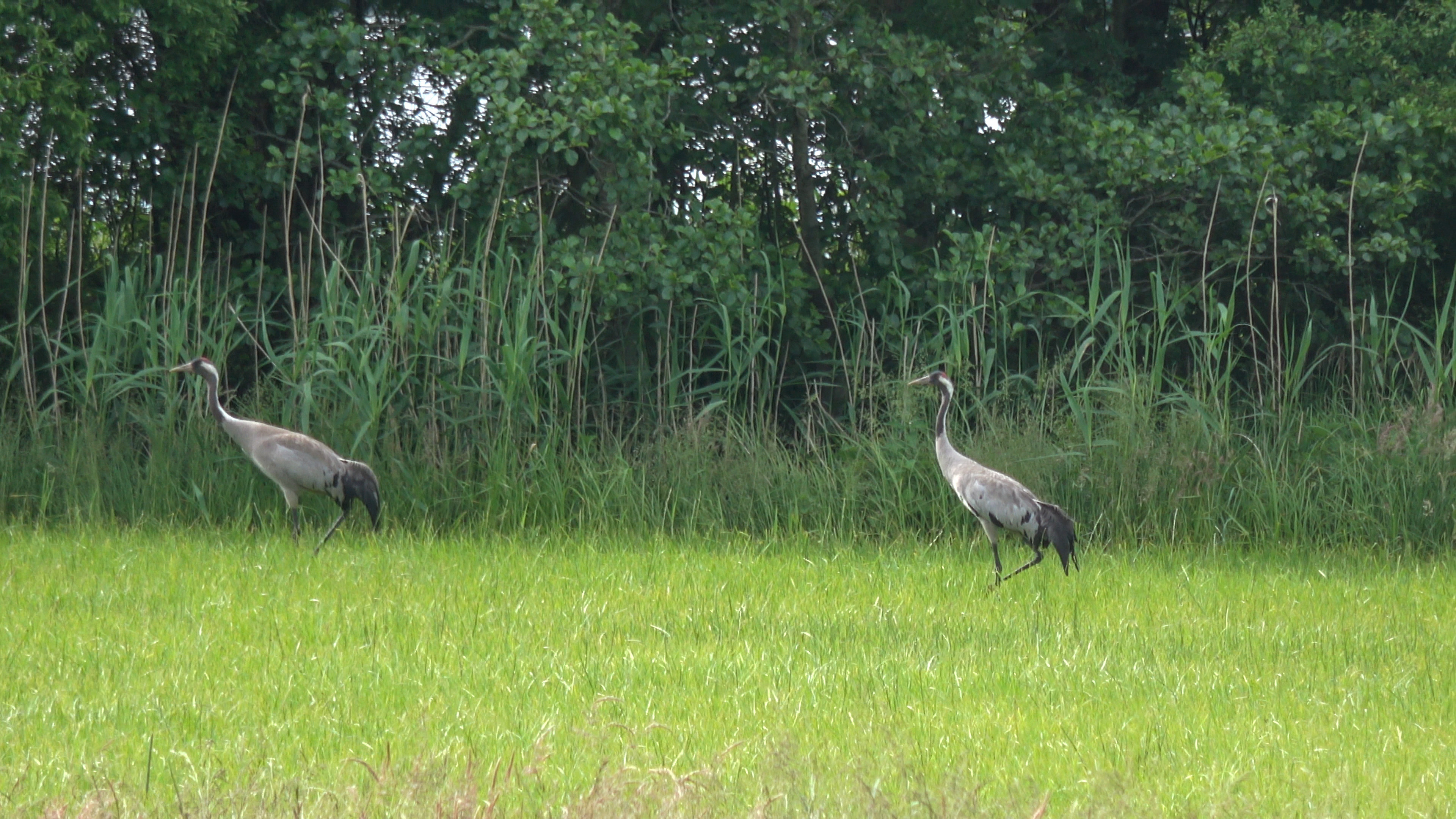
Kranichpaar am Südrand des Geheges Ahlefeld
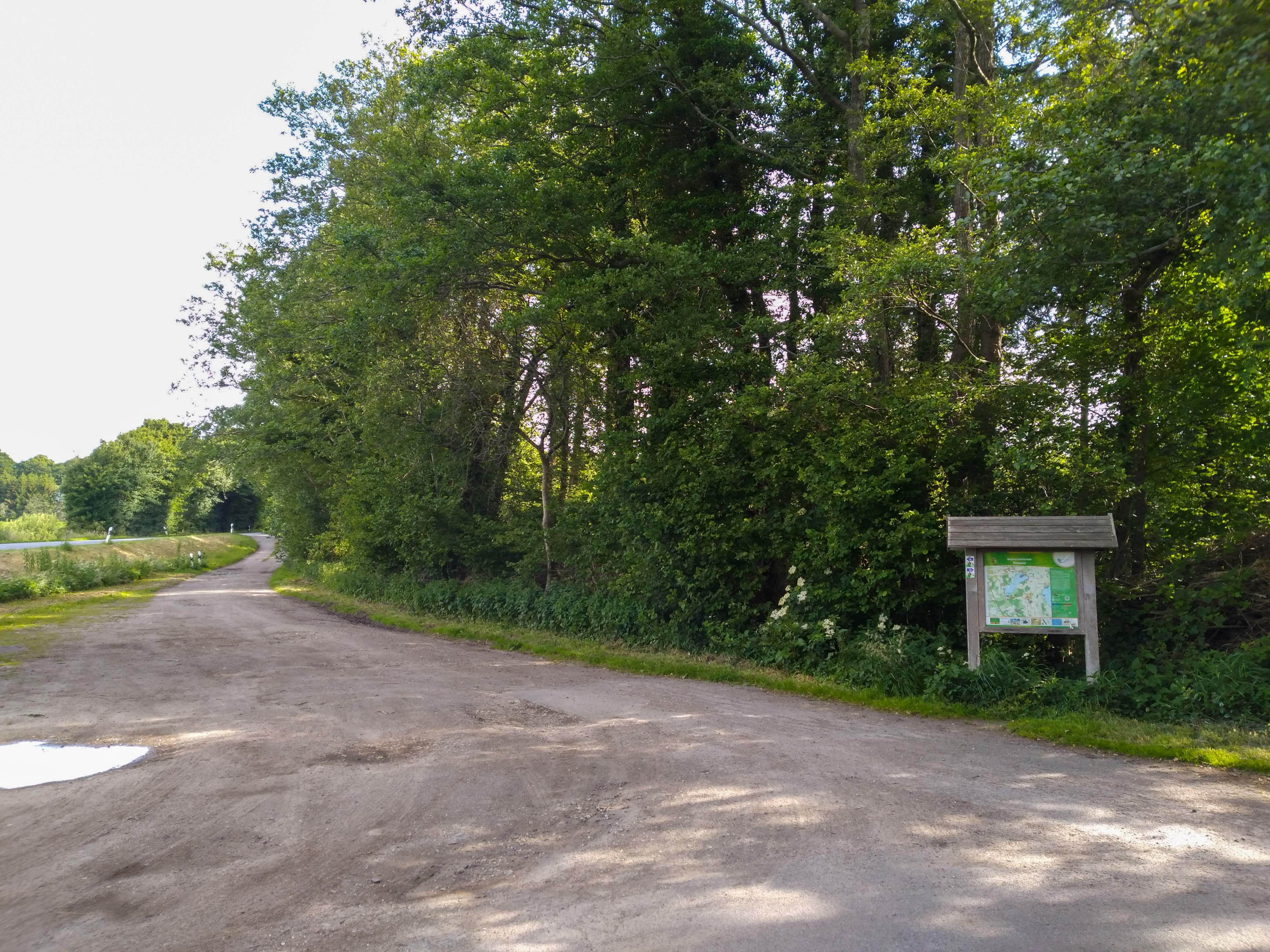
Parkplatz am Südrand Gehege Ahlefeld
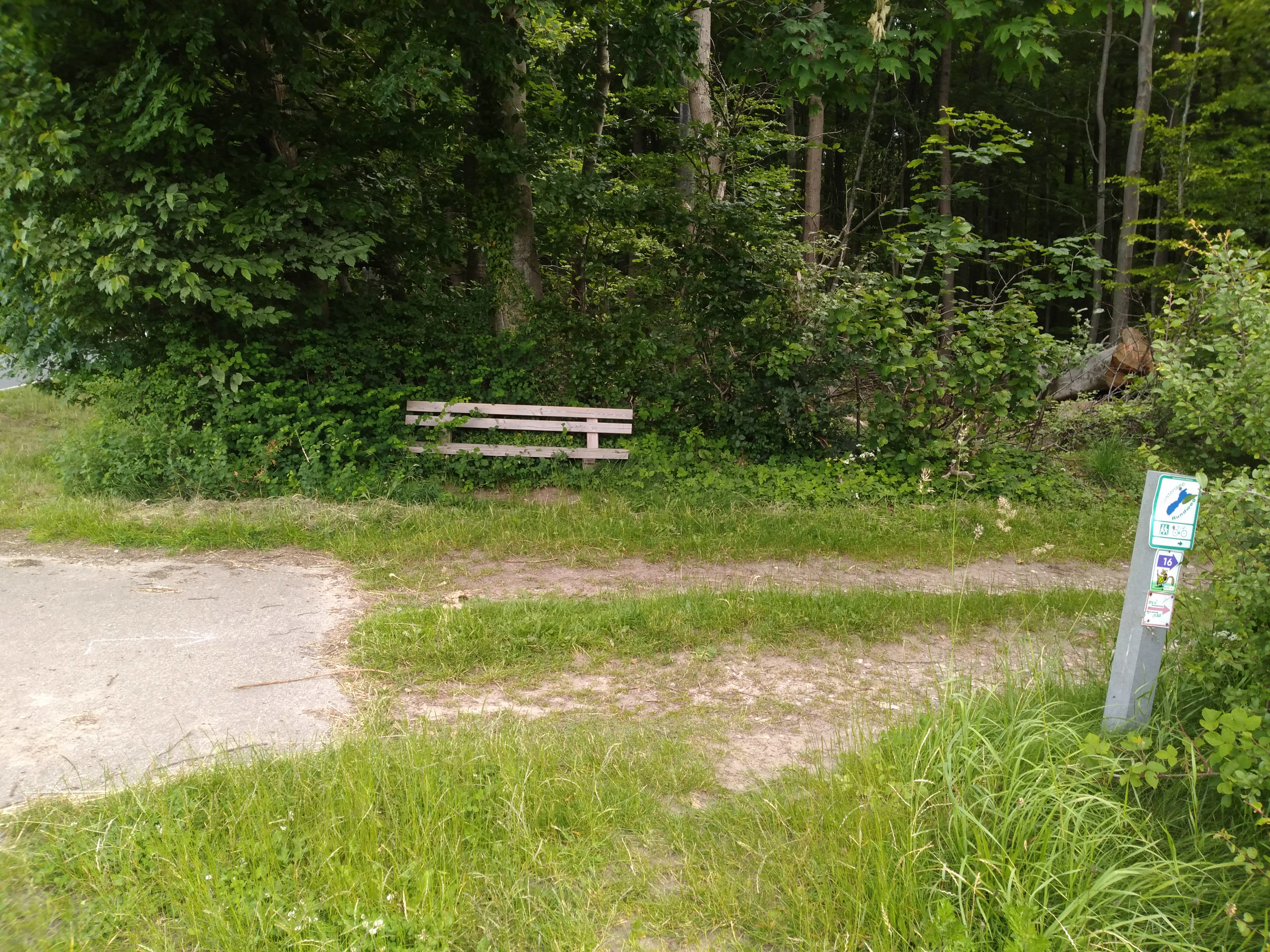
Bistensee-Rundwanderweg am Südrand Gehege Ahlefeld
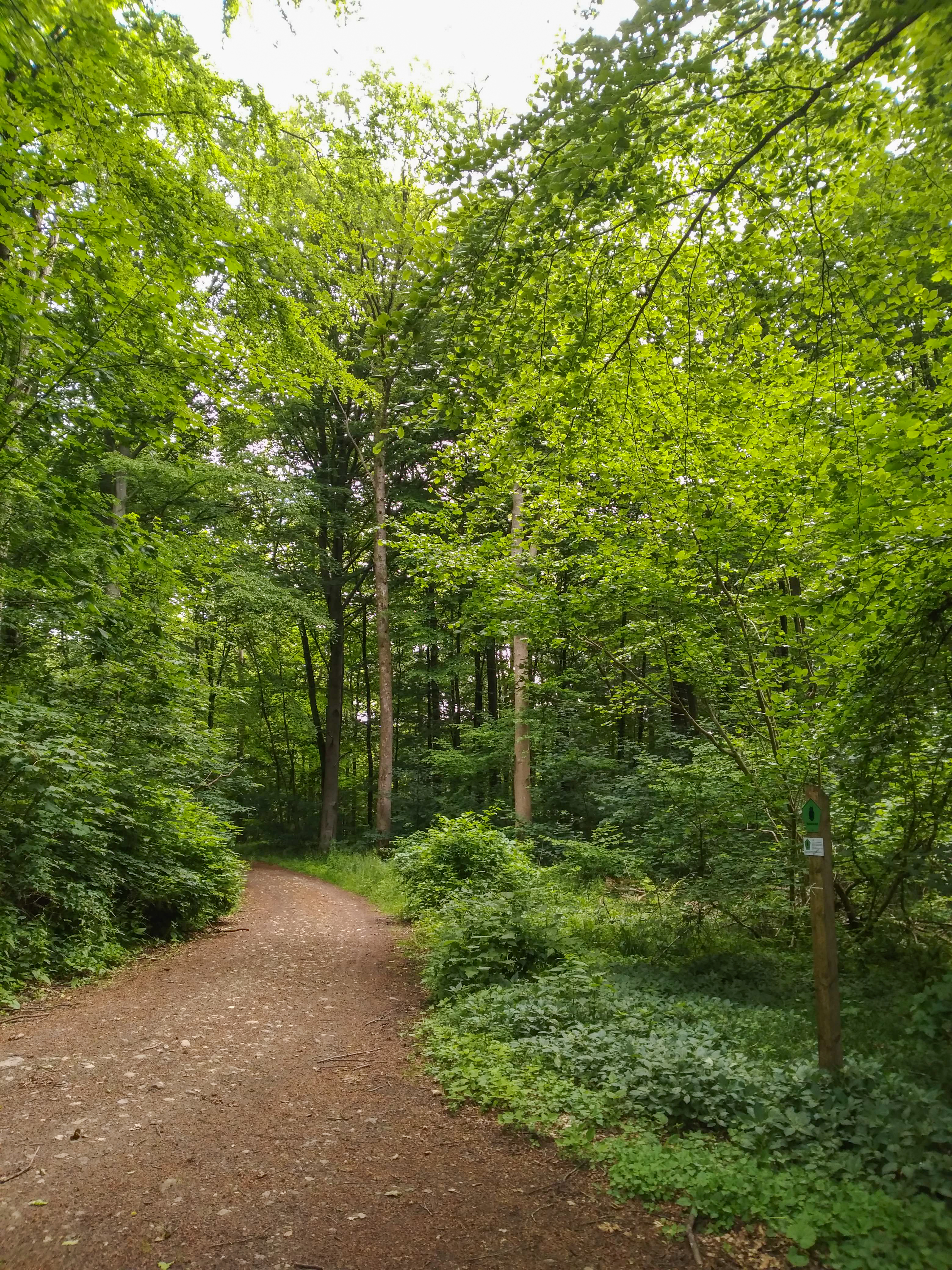
Bistensee-Rundwanderweg im Gehege Ahlefeld

### Gehege Schierenskroog

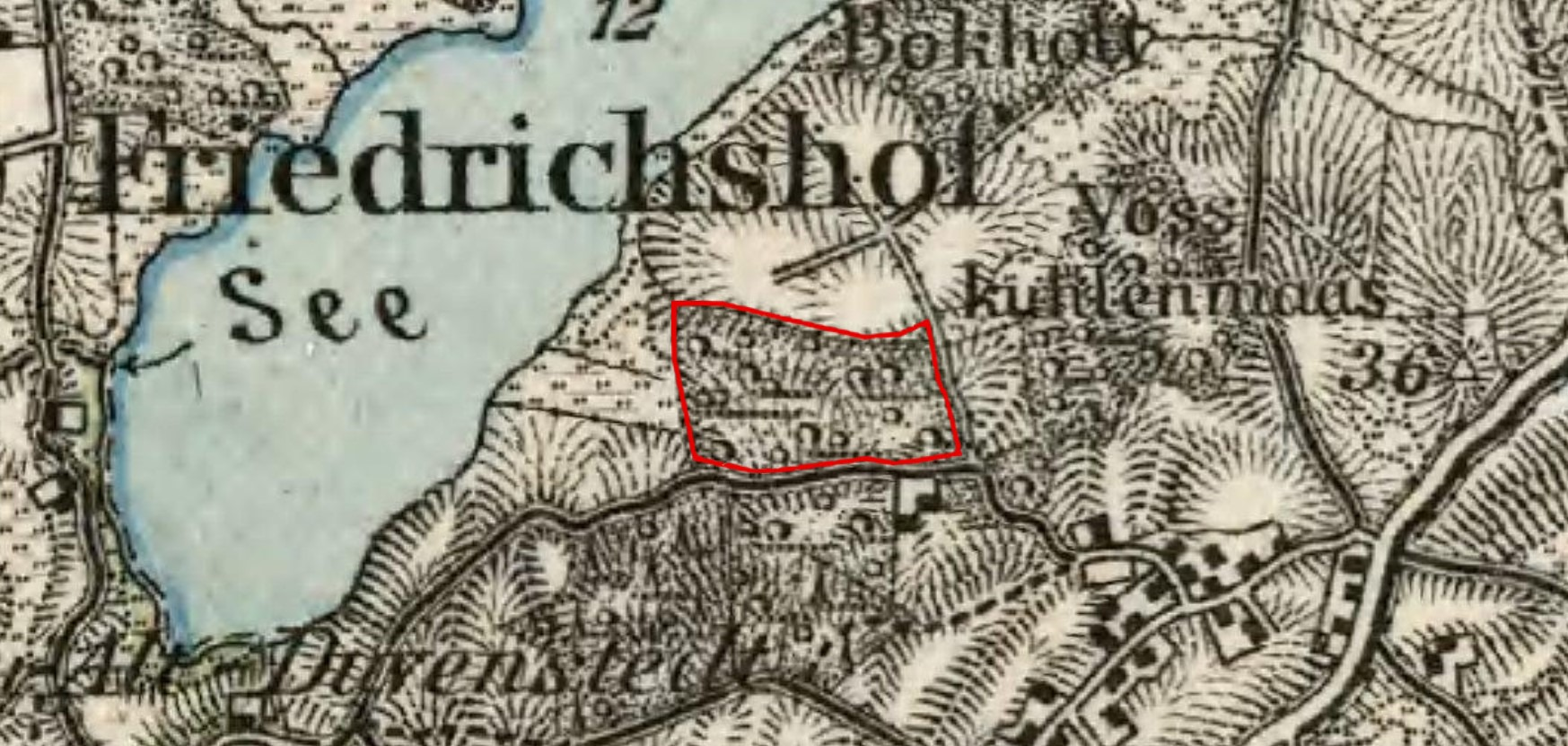
Bild 9: FFH-Teilgebiet Schierenskroog um 1893 (rot umrandet)

Das FFH-Teilgebiet Gehege Schierenskroog hat eine Flächengröße von 13,8 Hektar und gehört damit zu den kleineren Teilgebieten. Es liegt 130 Meter östlich des Bistensees in der Gemeinde Holzbunge, nach Süden begrenzt durch die Gemeindestraße Mühlenweg und nach Osten durch die Gemeindestraße Bistensee Rundwanderweg. Seine größte Ausdehnung hat das FFH-Teilgebiet mit 610 Meter in Nordwestrichtung. Die höchste Erhebung liegt im Südosten bei 29 Meter über NHN und fällt nach Nordwesten Richtung Bistensee bis auf 14 Meter über NHN ab.
Beim Gehege Schierenskoog handelt es sich um einen historischen Waldstandort. Sowohl auf der du Platschen Karte von 1805 als auch auf der Karte des Deutschen Reiches von 1893 sind dort bereits Wälder eingezeichnet, siehe Bild 9. Der derzeitige Waldbestand ist zu acht Zehnteln älter als 100 Jahre, ein Zehntel im Südwesten gelegen ist zwischen 80 und 100 Jahre alt.
Im FFH-Teilgebiet Gehege Schierenskroog ist ausschließlich der Waldlebensraumtyp 9130 Waldmeister-Buchenwälder vertreten, der sich dort in einem günstigen Erhaltungszustand (B) befindet. Er bedeckt neun Zehntel der Gebietsfläche. Der Rest teilt sich zur Hälfte in die Biotoptypen WL Bodensaurer Wald und WB Bruchwald und -gebüsch, wobei letzterer den Status eines gesetzlich geschützten Biotops einnimmt. Daneben gibt es einige kleine Stillgewässer mit dem Status des gesetzlich geschützten Biotops.
Um den Wasserhaushalt des in Hanglage befindlichen Geheges Schierenskoog zu verbessern, wurden einige Staue in die Entwässerungsgräben eingebaut. Im Gebiet ist ein Reitweg ausgewiesen worden.

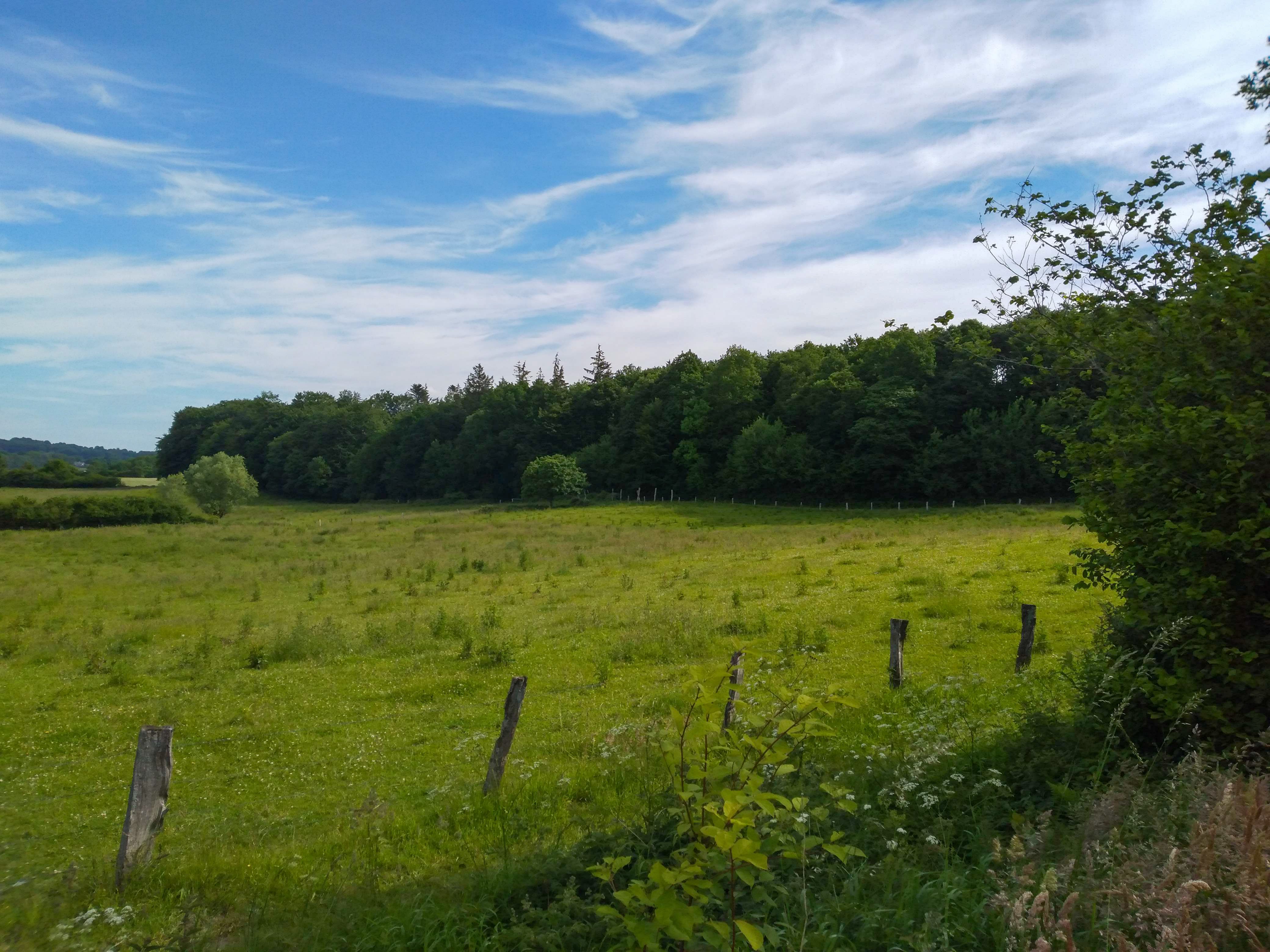
Westseite Gehege Schierenskroog
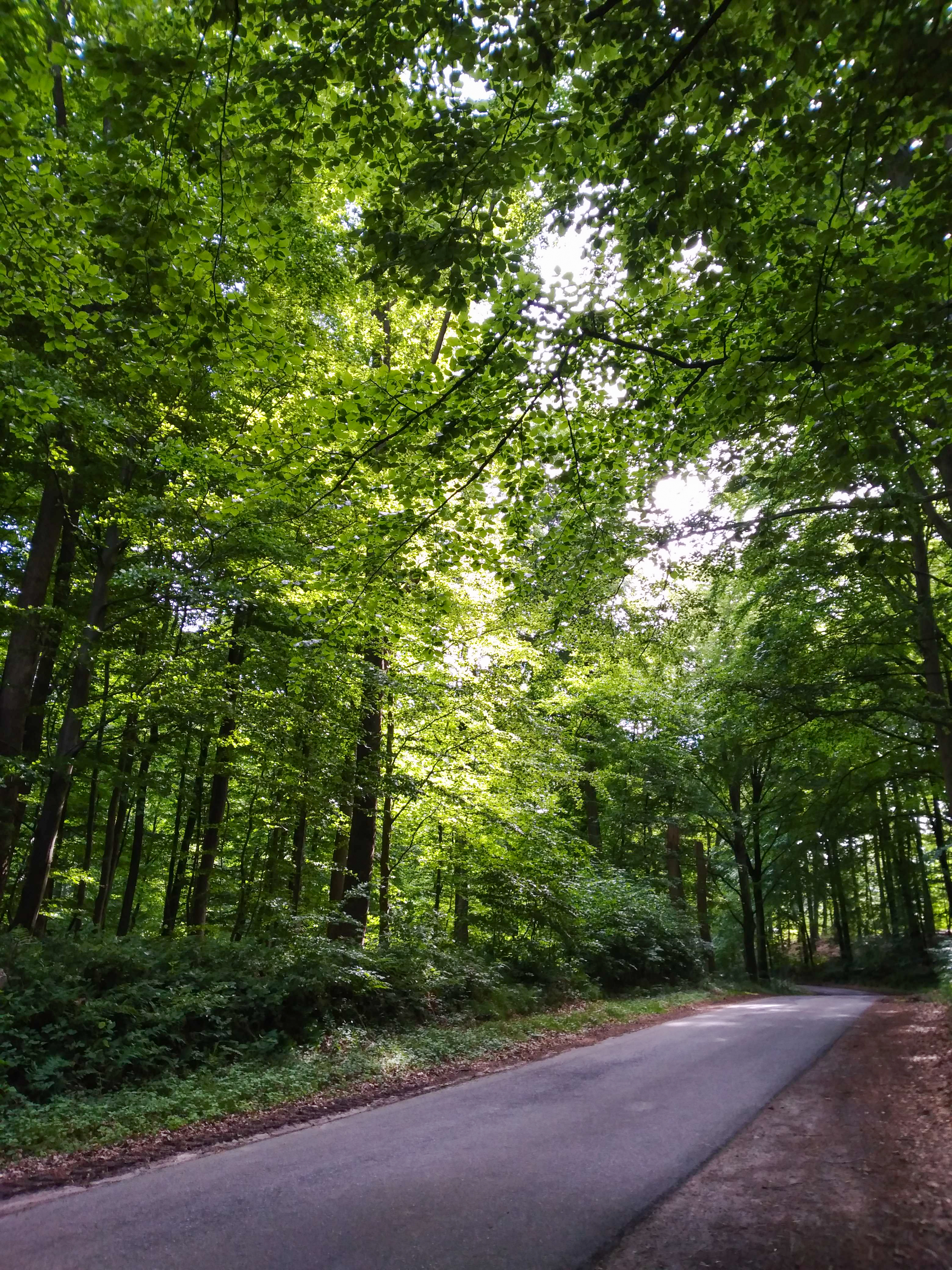
Parkstreifen Südrand Gehege Schierenskroog
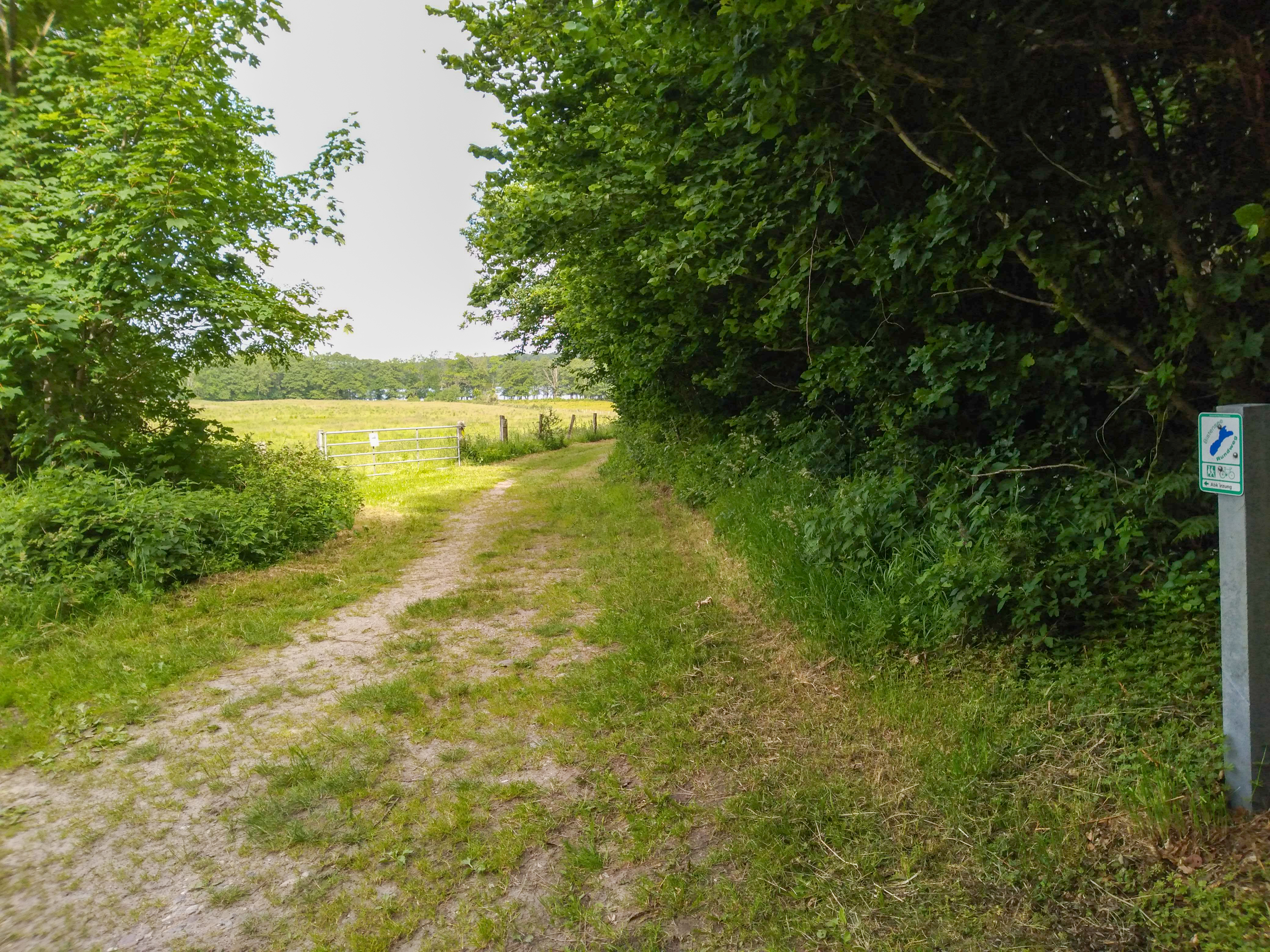
Bistensee-Rundweg Westseite Gehege Schierenskroog
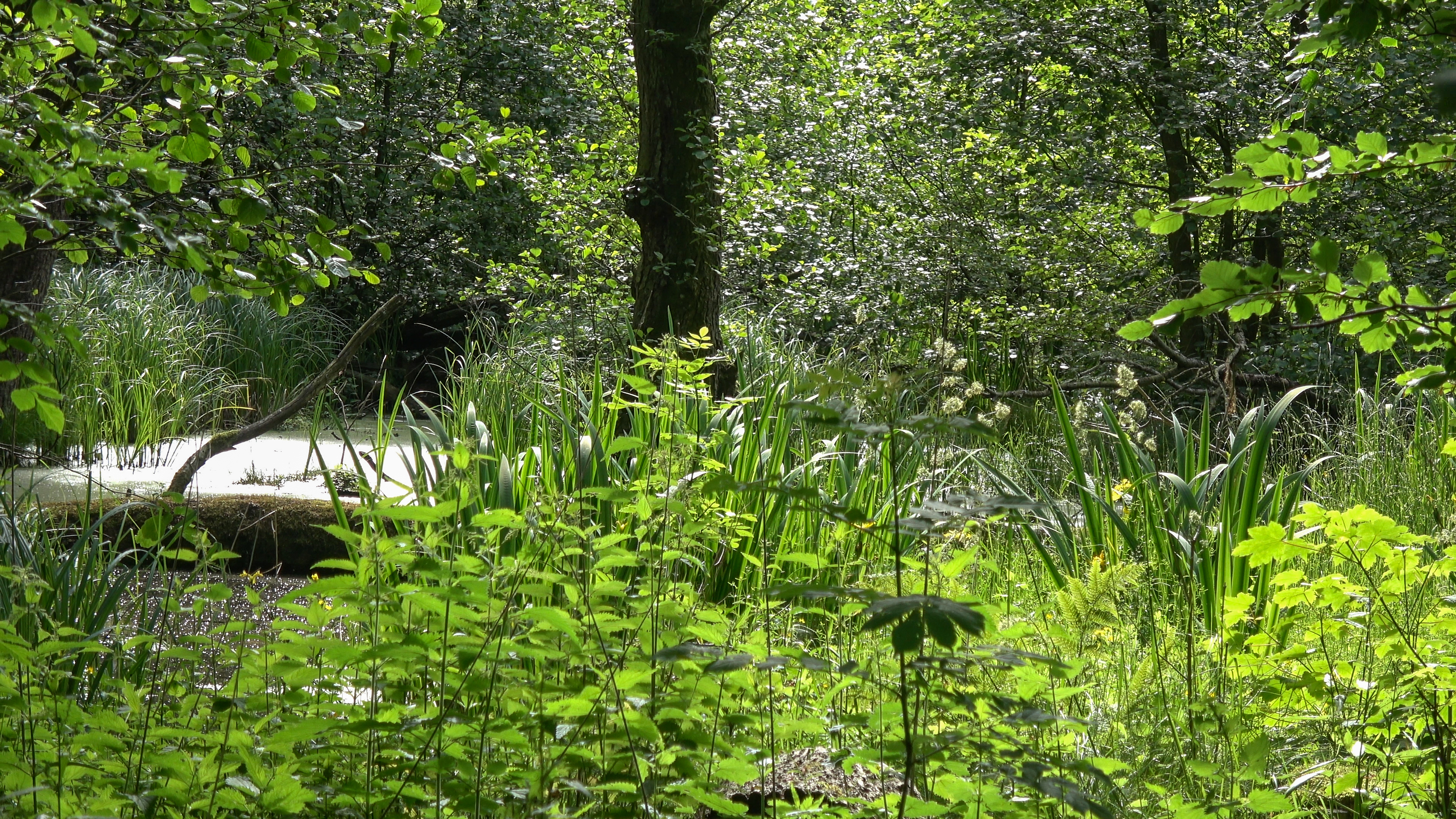
Bruchwald im Nordosten des Geheges Schierenskroog
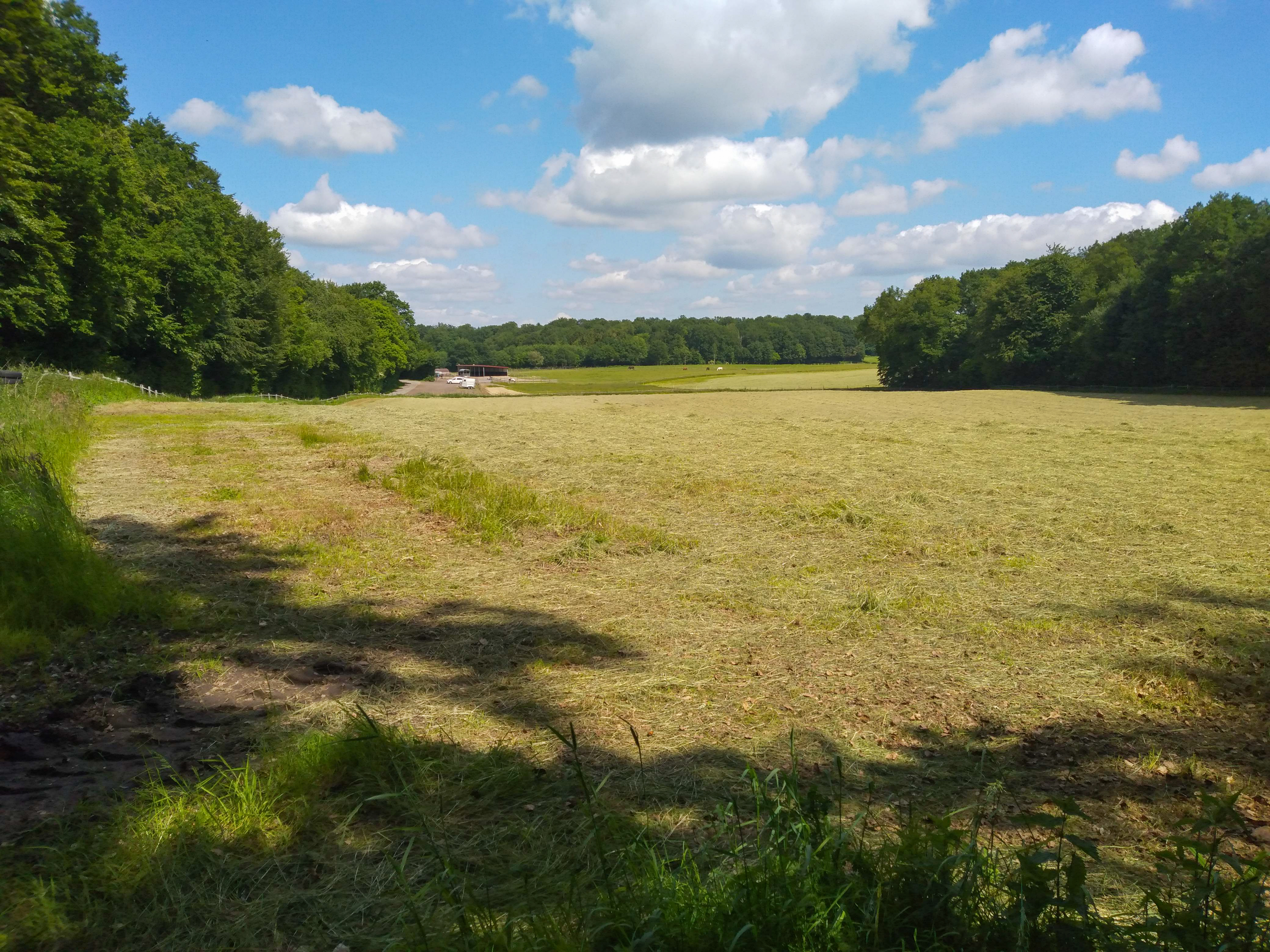
Links Ostrand Gehege Schierenskroog

### Gehege Vosskuhlenmaas

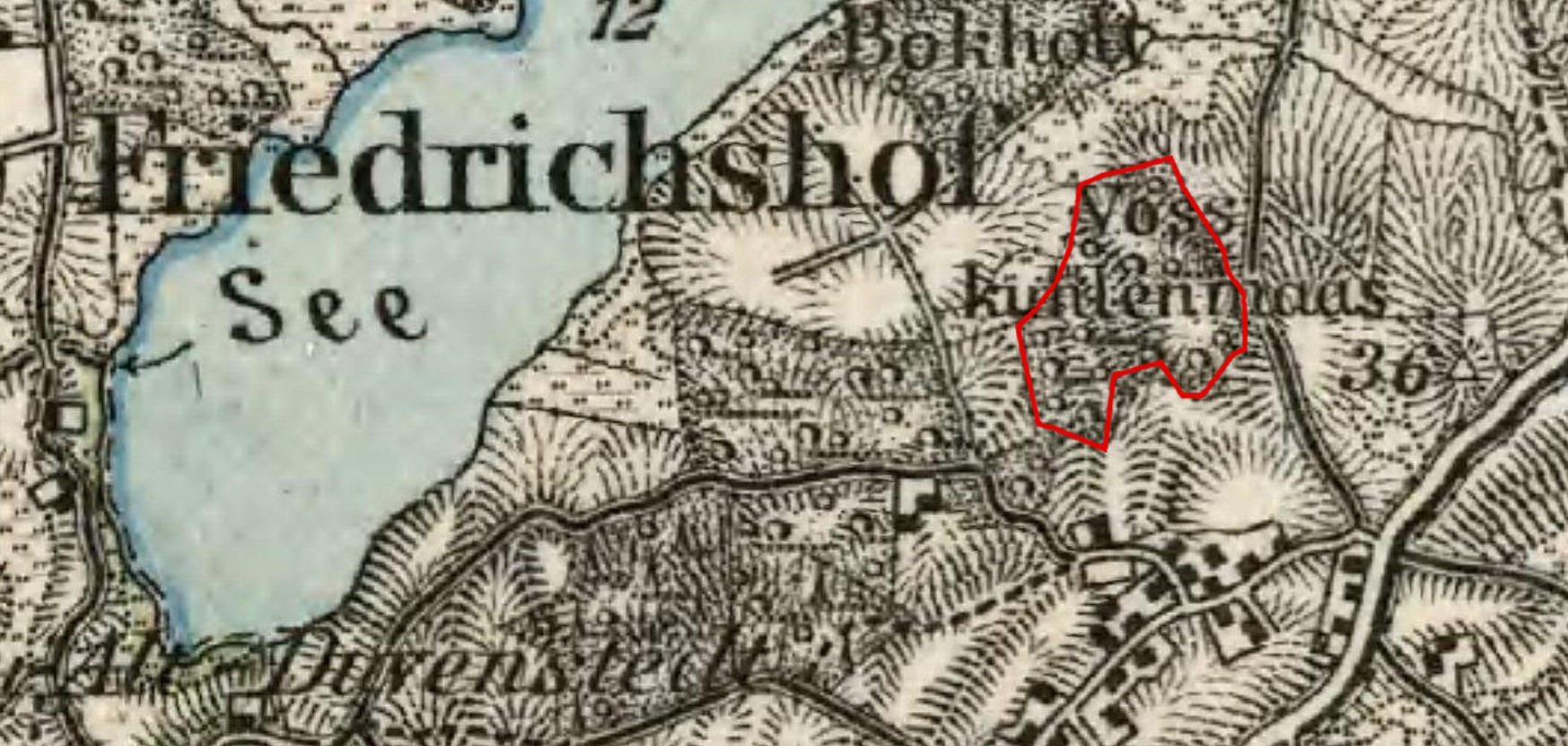
Bild 10: FFH-Teilgebiet Vosskuhlenmaas um 1893 (rot umrandet)

Das FFH-Teilgebiet Gehege Vosskuhlenmaas hat eine Flächengröße von 15,6 Hektar und gehört damit zu den kleineren Teilgebieten. Es liegt 130 Meter nördlich der Wohnbebauung des Ortsteils Holzbunge an der Ostgrenze der Gemeinde Holzbunge zur Gemeinde Ahlefeld-Bistensee. Seine größte Ausdehnung hat das FFH-Teilgebiet mit 570 Meter in Nordostrichtung. Die höchste Erhebung liegt an seiner Südgrenze bei 29 Meter über NHN und fällt nach Norden Richtung Bistensee bis auf 17 Meter über NHN ab.
Beim Gehege Vosskuhlenmaas handelt es sich um einen historischen Waldstandort. Sowohl auf der du Platschen Karte von 1805 als auch auf der Karte des Deutschen Reiches von 1893 sind dort bereits Wälder eingezeichnet, siehe Bild 10. Der derzeitige Waldbestand ist fast vollständig älter als 100 Jahre.
Im FFH-Teilgebiet Gehege Vosskuhlenmaas ist ausschließlich der Waldlebensraumtyp 9130 Waldmeister-Buchenwälder vertreten, der sich dort in einem günstigen Erhaltungszustand (B) befindet. Er bedeckt neun Zehntel der Gebietsfläche. Im Norden und Süden befindet sich je eine kleinere Fläche mit den Biotoptyp WB Bruchwald und -gebüsch, wobei der südliche Teil den Status eines gesetzlich geschützten Biotops einnimmt und als Naturwald ausgewiesen und damit jeglicher Nutzung entzogen ist. Daneben gibt es zehn kleinere Stillgewässer mit dem Status des gesetzlich geschützten Biotops.
Um den Wasserhaushalt des in Hanglage befindlichen Geheges Vosskuhlenmaas zu verbessern, wurden zehn Staue in die Entwässerungsgräben eingebaut. Im Gebiet ist ein Reitweg ausgewiesen worden. Im Süden führt ein Forstweg vom Rastplatz an der Kreisstraße 1 nach Südosten durch das Gehege.

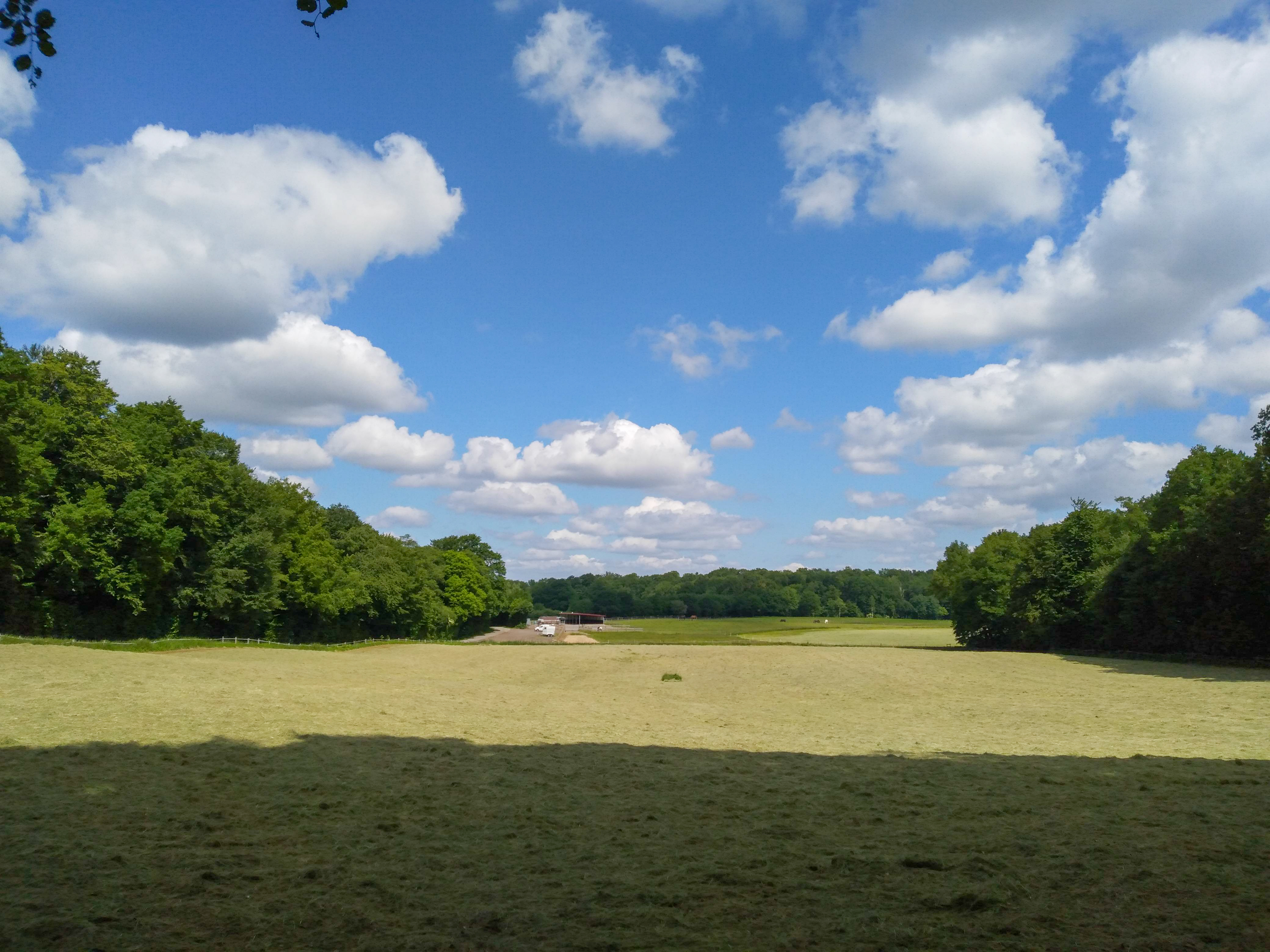
Rechts Gehege Vosskuhlenmaas
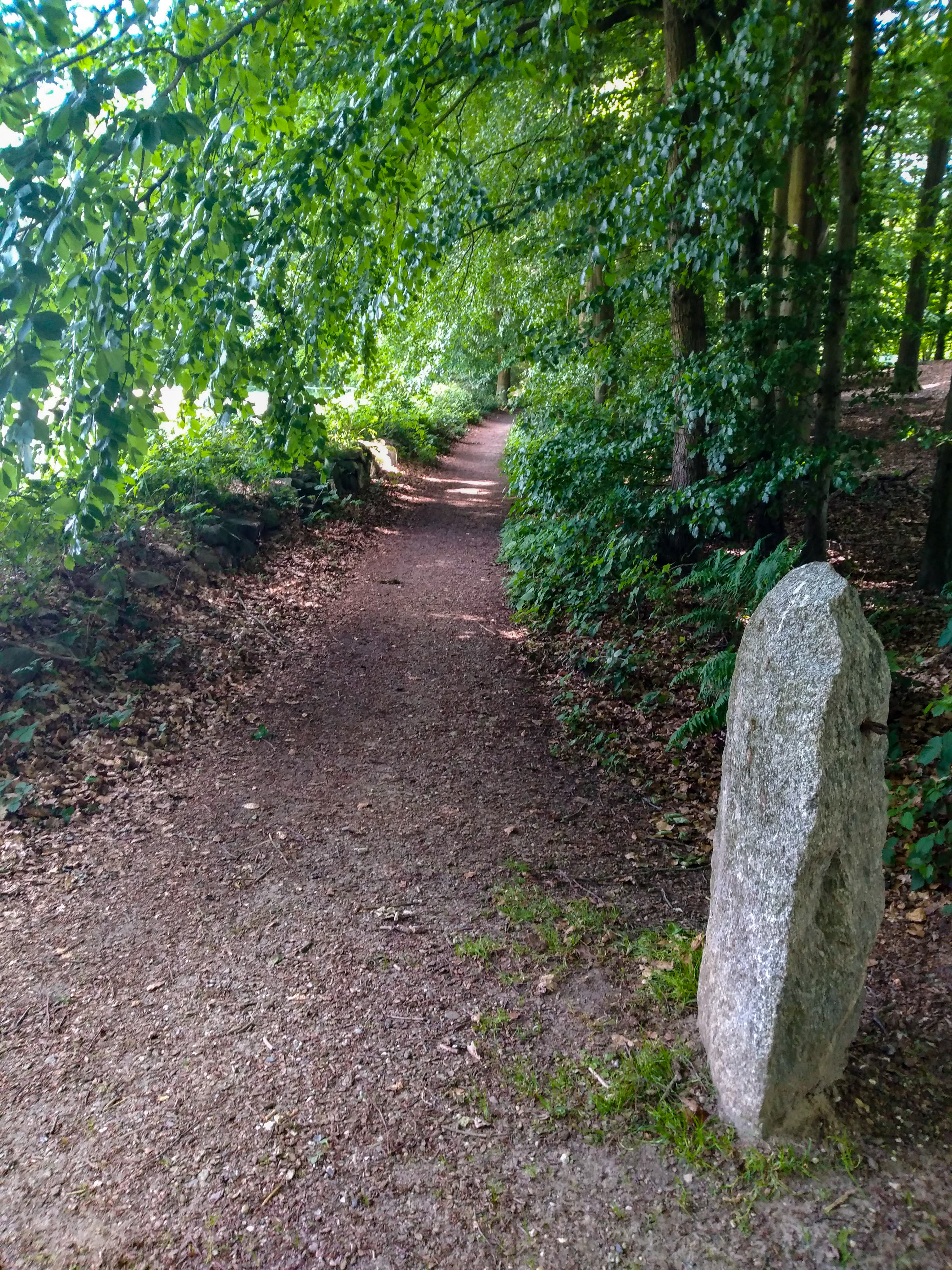
Westzugang Gehege Vosskuhlenmaas
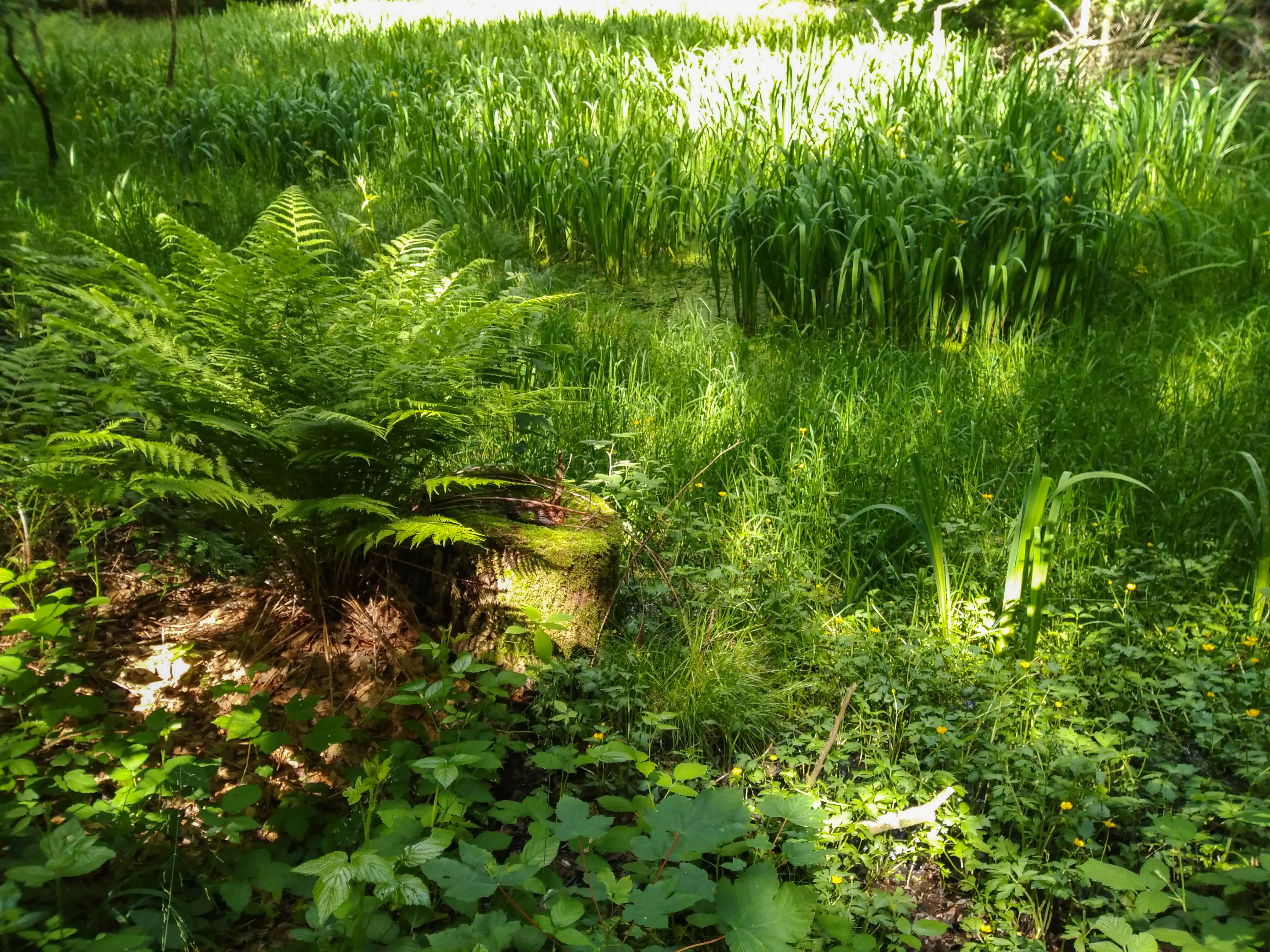
Sumpf im Westen Gehege Vosskuhlenmaas
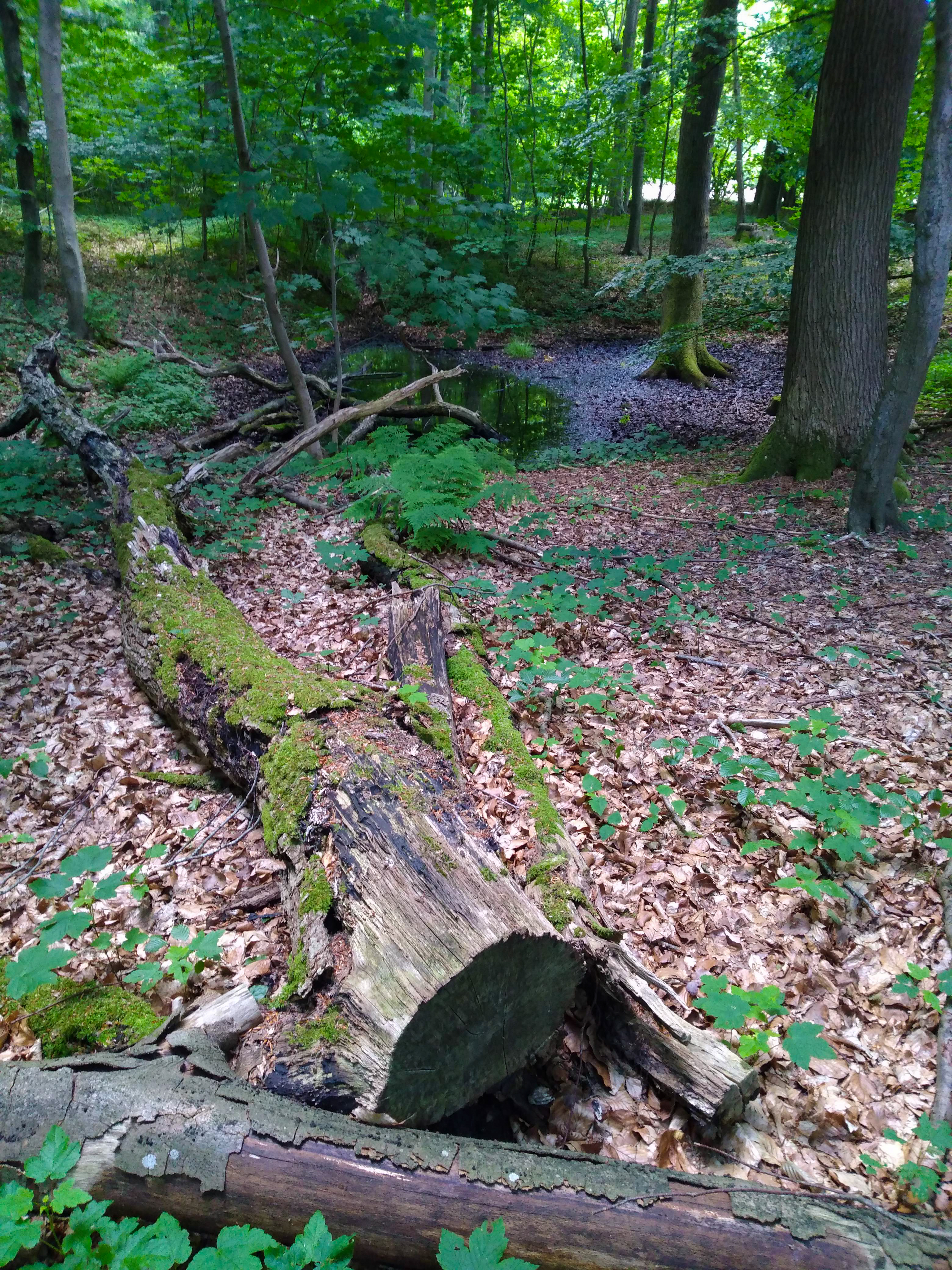
Sumpf und Totholz im Gehege Vosskuhlenmaas

### Gehege Bockholt

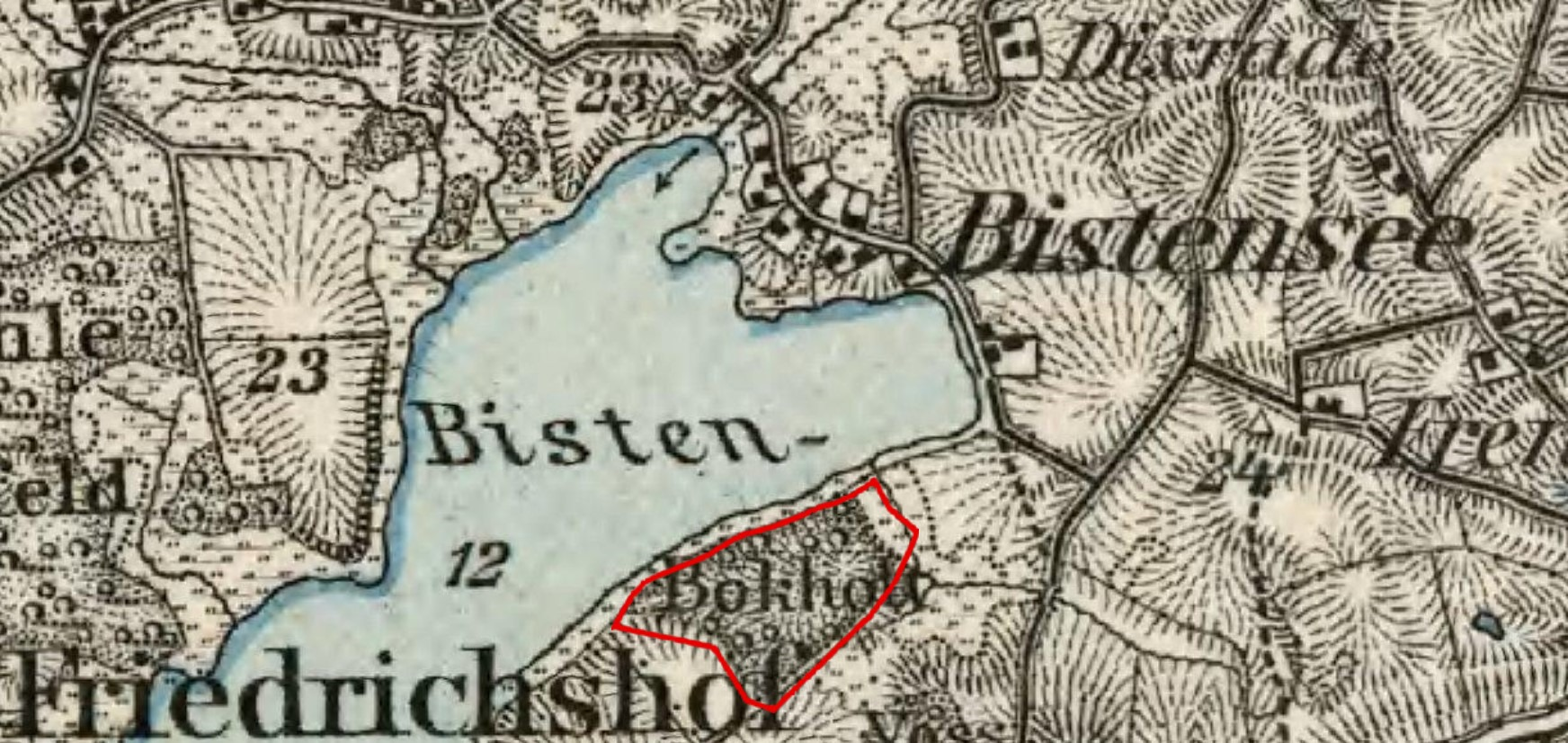
Bild 11: FFH-Teilgebiet Gehege Bockholt um 1893 (rot umrandet)

Das FFH-Teilgebiet Gehege Bockholt hat eine Flächengröße von 10,9 Hektar und gehört damit zu den kleineren Teilgebieten. Es liegt an der Nordspitze der Gemeinde Bunge nur durch einen Campingplatz vom Ufer des Bistensees getrennt. Seine größte Ausdehnung hat das FFH-Teilgebiet mit 570 Meter in Ostwestrichtung. Die höchste Erhebung liegt im Osten bei 20 Meter über NHN und fällt nach Norden Richtung Bistensee bis auf 14 Meter über NHN ab.
Beim Gehege Bockholt handelt es sich um einen historischen Waldstandort. Sowohl auf der du Platschen Karte von 1805 als auch auf der Karte des Deutschen Reiches von 1893 sind dort bereits Wälder eingezeichnet, siehe Bild 11. Der derzeitige Waldbestand ist fast vollständig älter als 100 Jahre.
Im FFH-Teilgebiet Gehege Bockholt ist ausschließlich der Waldlebensraumtyp 9110 Hainsimsen-Buchenwälder vertreten, der sich dort in einem ungünstigen Erhaltungszustand (C) befindet. Er bedeckt neun Zehntel der Gebietsfläche. Im Norden befindet sich eine kleinere Fläche mit den Biotoptyp WL Bodensaurer Wald.
Im Süden durchquert ein Wanderweg des Wanderwegenetzes der Hüttener Berge das Gehege.

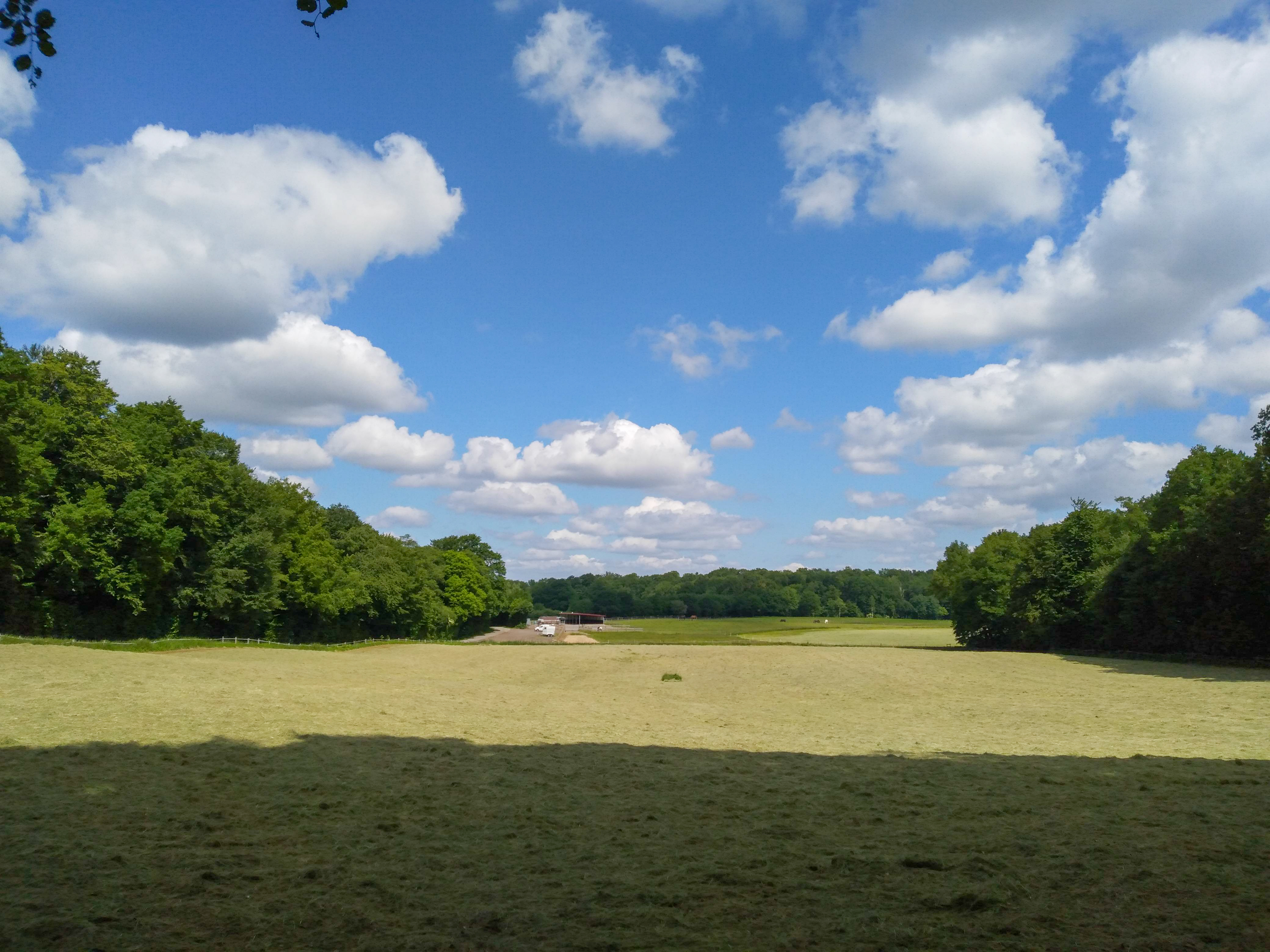
Mittig im Hintergrund das Gehege Bockholt
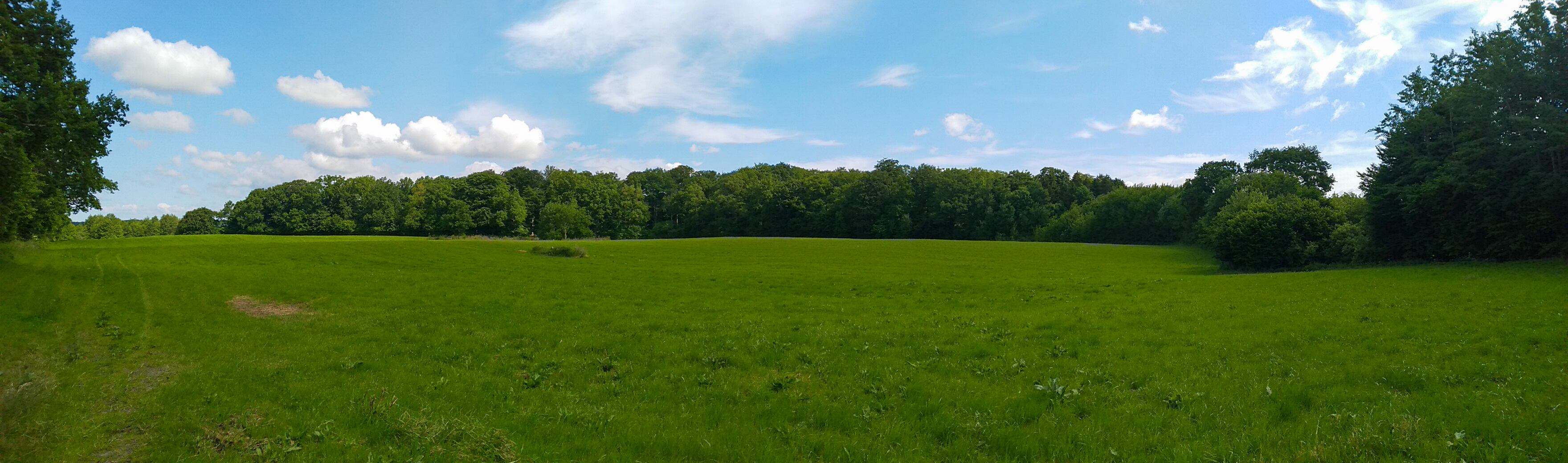
Südseite Gehege Bockholt
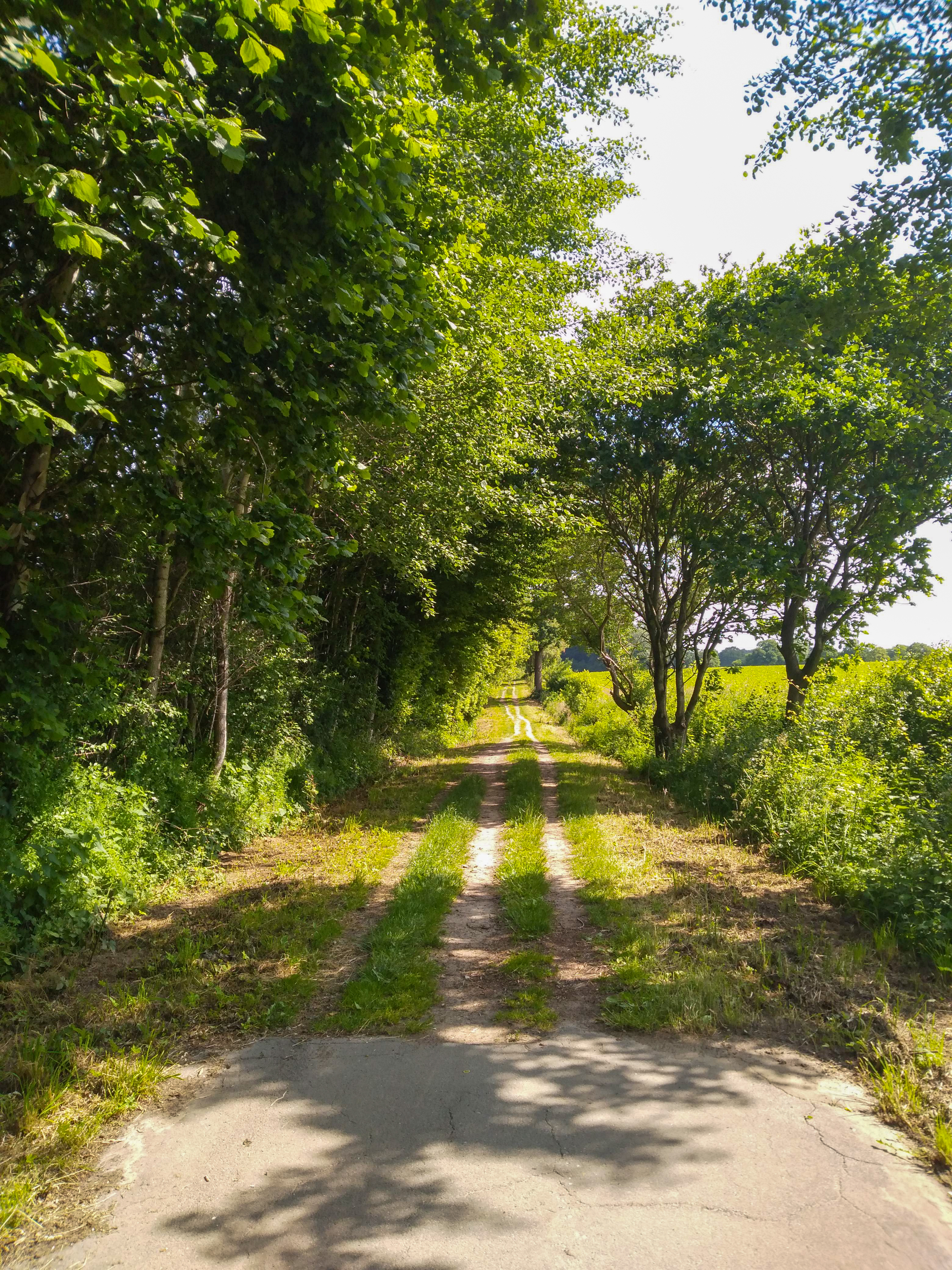
Bistensee-Rundweg zum Gehege Bockholt
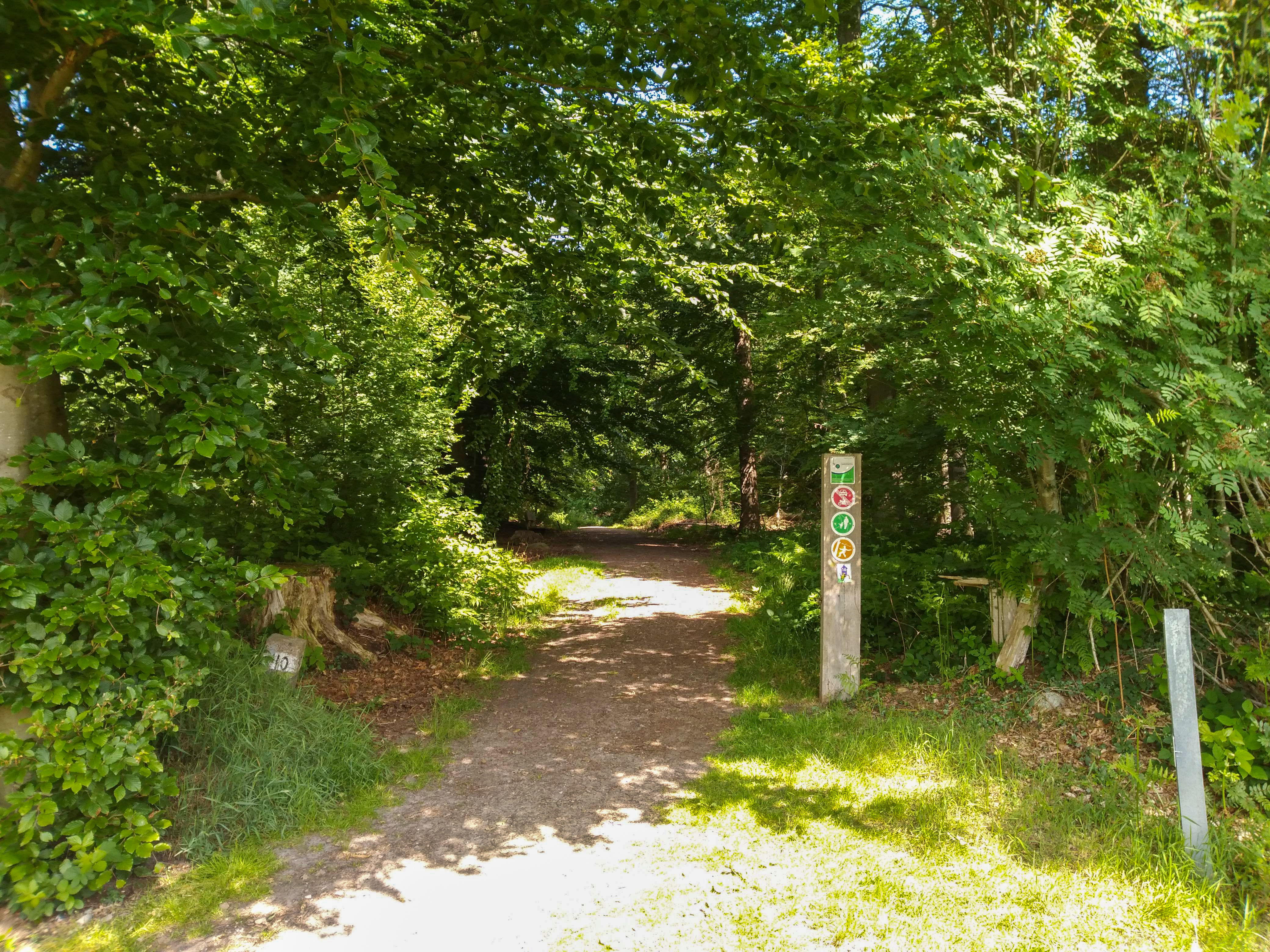
Südzugang zum Gehege Bockholt
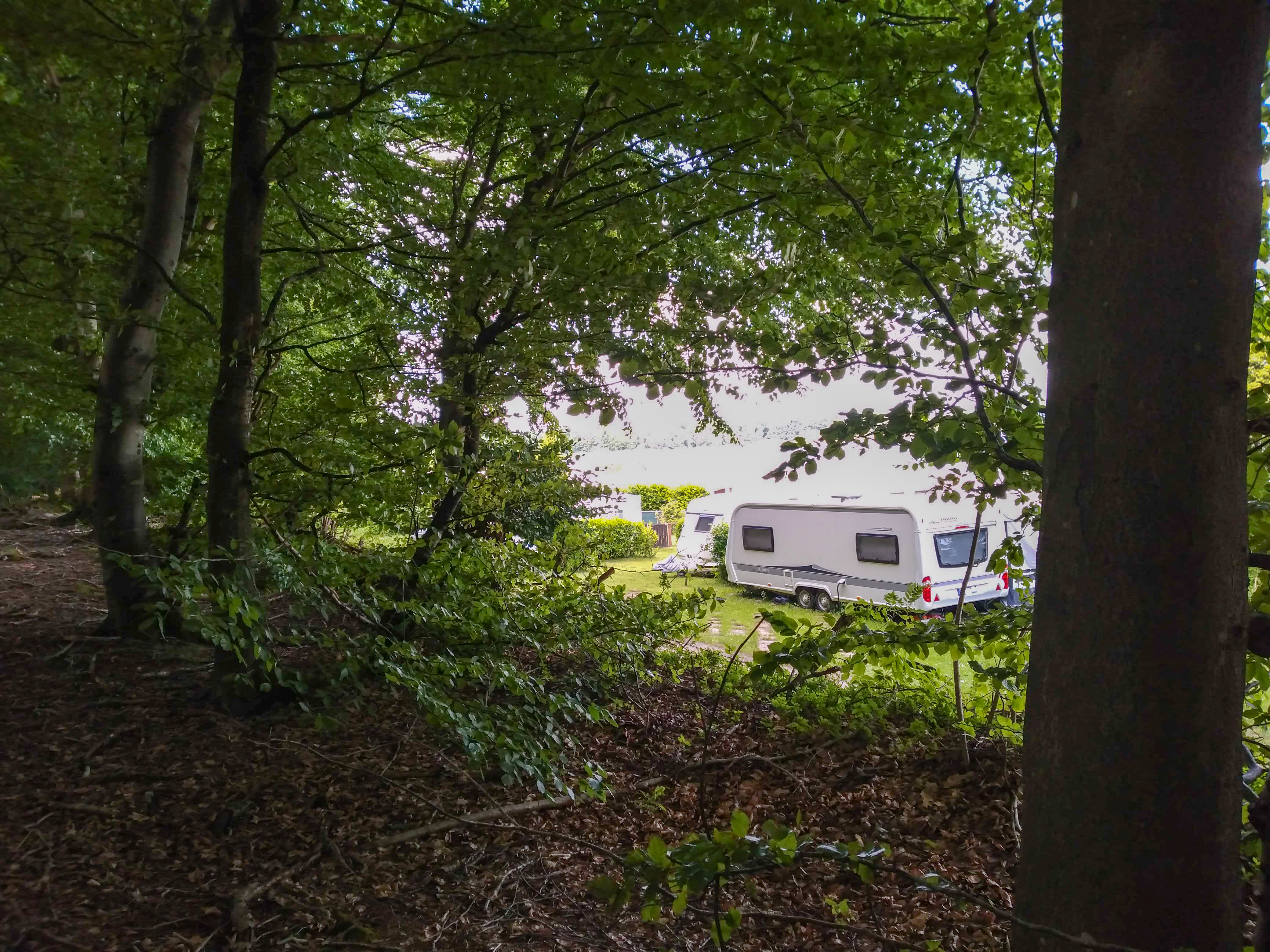
Nordrand Gehege Bockholt am Strandcampingplatz

## FFH-Analyse und Bewertung
Das Kapitel FFH-Analyse und Bewertung im Managementplan beschäftigt sich unter anderem mit den aktuellen Gegebenheiten des FFH-Gebietes und den Hindernissen bei der Erhaltung und Weiterentwicklung der FFH-Lebensraumtypen. Die Ergebnisse fließen in den FFH-Maßnahmenkatalog ein.
Gut vier Zehntel des Gesamtgebietes ist mit FFH-Lebensraumtypen ausgewiesen worden, siehe Diagramm 4. Die Gesamtbeurteilung der FFH-Lebensraumtypen im Gebiet ist bezogen auf den Flächenanteil aller FFH-Lebensraumtypen zu gut neun Zehntel mit als gut (B) bewertet worden, siehe Diagramm 3. Diese Daten entstammen dem SDB vom Mai 2017.

## FFH-Maßnahmenkatalog
Der FFH-Maßnahmenkatalog im Managementplan führt neben den bereits durchgeführten Maßnahmen geplante Maßnahmen zur Erhaltung und Entwicklung der FFH-Lebensraumtypen im FFH-Gebiet an. Die bis zur Erstellung des Managementplans durchgeführten Maßnahmen wurden in einer Karte festgehalten. Die für die Einhaltung des Verschlechterungsverbotes notwendigen Maßnahmen, sowie weitergehende Maßnahmen sind für die einzelnen Teilgebiete in weiteren Karten beschrieben:
- Gehege Krummland[52]
- Forst Brekendorf[53]
- Gehege Brammerberg[54]
- Gehege Wellbörn[54]
- Gehege Holzkoppel[54]
- Gehege Fresenboje[55]
- Gehege Silberbergen[56]
- Gehege Ahlefeld[57]
- Gehege Schierenskroog[58]
- Gehege Vosskuhlenmaas[58]
- Gehege Bockholt[58]

Schwerpunkt der vorgeschlagenen Maßnahmen sind, wie bei allen Forsten der Schleswig-Holsteinischen Landesforsten, der Waldumbau vom Nadelwald zum Laubwald mit möglichst heimischen Baumarten. Dies folgt den Handlungsgrundsätzen für die Umsetzung von NATURA 2000 in den Schleswig-Holsteinischen Landesforsten. Weiterhin ist dort das Ziel festgelegt, dass 5 Prozent der Landesforstflächen als Naturwald ausgewiesen werden. Ein weiteres Ziel ist die Verbesserung des Erhaltungszustandes der vorhandenen Lebensraumtypen von einem ungenügenden in einen guten Erhaltungszustand. Dazu dient auch die Verbesserung des Wasserhaushaltes in den Teilgebieten durch Einbau von Stauen in Entwässerungsgräben, um das Oberflächenwasser länger im Wald zu belassen.

## FFH-Erfolgskontrolle und Monitoring der Maßnahmen
Eine FFH-Erfolgskontrolle und Monitoring der Maßnahmen findet in Schleswig-Holstein alle 6 Jahre statt. Die Ergebnisse des letzten Monitorings wurden am 10. Dezember 2012 veröffentlicht (Stand Mai 2022).